# Aarelandschaft bei Klingnau
Die Aarelandschaft bei Klingnau ist ein Schweizer Landschaftsschutzgebiet, das im Bundesinventar der Landschaften und Naturdenkmäler von nationaler Bedeutung (BLN) aufgeführt ist. Die im Inventarwerk beschriebene geschützte Landschaft (BLN-Objekt Nr. 1109) mit einer Fläche von 360 Hektaren liegt im Kanton Aargau am letzten Flussabschnitt der Aare bis zur Mündung in den Rhein und stösst an die Landesgrenze zwischen der Schweiz und Deutschland. Sie ist das unterste der 14 BLN-Landschaftsobjekte am Aarelauf und eines von vier solchen Objekten am Hochrhein.
Auch wenn die Gegend bei der Stadt Klingnau mehrheitlich eine menschengemachte Kulturlandschaft ist und nur zum kleinen Teil aus Restgebieten der Naturlandschaft in der einstigen Flussaue besteht, ist sie doch ein wichtiger Lebensraum für viele Pflanzen- und Tierarten. Sie ist der Schutzgebietkategorie V der International Union for Conservation of Nature and Natural Ressources (IUCN) zugeordnet. Die mit Strassen und Wegen gut erschlossene Landschaft zwischen mehreren Siedlungszentren hat dank ihrer Strukturvielfalt mit Naturschutzgebieten, öffentlichen Rastplätzen und landwirtschaftlichem Nutzland auch eine bedeutende Funktion als Freizeitraum und Naherholungsgebiet an Aare und Hochrhein.
Der Naturraum, durch den die Aare in einer breiten Rinne zwischen zwei Bergzügen nach Norden fliesst, bildet aus geomorphologischer Sicht ein zu einem Talkessel erweitertes Durchbruchstal im Tafeljura. Die Talsohle weist seitliche Schotterterrassen und dazwischen Flussauen auf, deren Gestalt durch Flusskorrektionen und den Bau des Kraftwerks Klingnau stark verändert wurde. Die Relikte der ehemaligen Auen und die neue Gewässerlandschaft mit dem Klingnauer Stausee machen zusammen ein Habitat von grossem ökologischem Wert aus und wurden deshalb in den 1960er Jahren in das nationale KLN-Inventar und später auch in das Bundesinventar der Landschaften und Naturdenkmäler von nationaler Bedeutung aufgenommen. Wegen der hohen Biodiversität in den Naturreservaten und der Funktion des künstlichen Sees als Vogelschutzgebiet von internationaler Bedeutung zählt die Landschaft zu den Schweizer IBA-Arealen (Important Bird and Biodiversity Areas) und Ramsar-Gebieten. Mehrere Zonen im Gesamtumfang von 112 Hektaren sind unter der Bezeichnung «Auenreste Klingnauer Stausee» im Bundesinventar der Auengebiete von nationaler Bedeutung ausgewiesen und gehören zum Auenschutzpark Aargau. Zusammen mit anderen Schutzobjekten ist die Aarelandschaft von Klingnau und Koblenz ein wichtiges Element der Ökologischen Infrastruktur im Norden des Juragebirges und des «Biotopverbunds am Rhein», den die Internationale Kommission zum Schutz des Rheins wiederherstellen will.

## Geografie und Landschaftsgeschichte

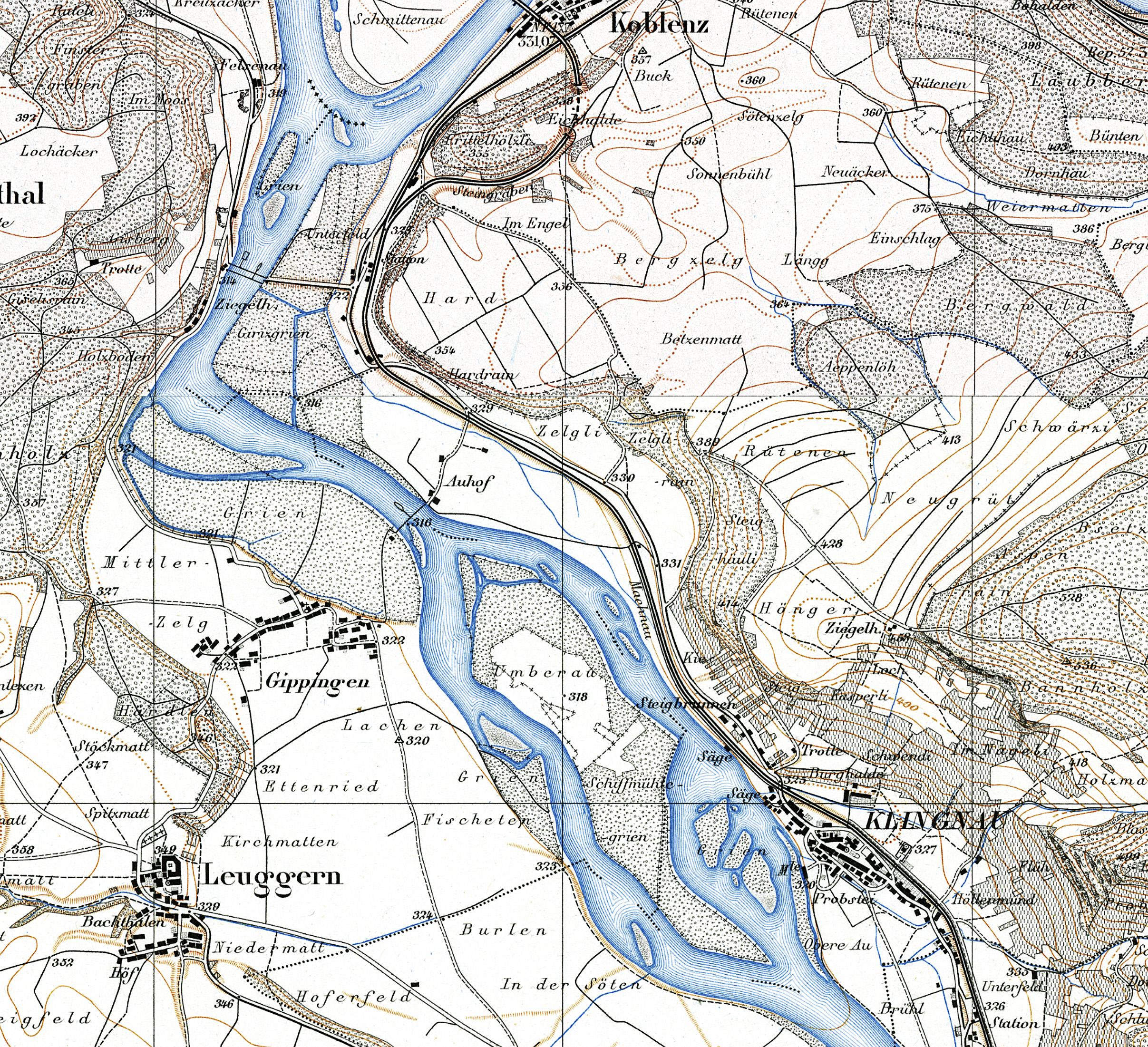
Die Auenlandschaft vor der Flusskorrektion (Siegfriedkarte, um 1890)

Die im BLN ausgewiesene geschützte Landschaft umfasst Flächen der Gemeinden Böttstein, Döttingen, Klingnau, Koblenz und Leuggern im aargauischen Bezirk Zurzach. Sie liegt an der vier Kilometer langen letzten Flussstrecke der Aare von der Brücke der Hauptstrasse 17 zwischen Döttingen und Kleindöttingen bis zur Brücke der Rheintalstrasse (Hauptstrasse 7) bei der Mündung des Flusses in den Rhein. Die Fahrbahn der Hauptstrasse 7 und die Böschung am Rheinufer und somit genau genommen auch die Spitze der Landzunge, an der das Wasser der Aare und des Rheins aufeinandertreffen, befinden sich (entgegen dem Vorschlag des KLN-Inventars) nicht im BLN-Gebiet.
Die Oberfläche der Auenlandschaft liegt auf durchschnittlich 317 m ü. M. und sinkt mit einer schwachen Hangneigung gegen Norden hin ab. Mit dem geringen natürlichen Sohlgefälle der Aare beträgt die Höhendifferenz von Döttingen bis zur Aaremündung nur etwa sieben Meter. Aufgeschüttete Seitendämme und das Stauwehr beim Kraftwerk Klingnau umfassen ein Seebecken, dessen Wasseroberfläche bis zu vier Meter über der Umgebung steht. Die Oberkante der Dämme liegt auf 320 m ü. M.
Bei der Ortschaft Felsenau, die zur Gemeinde Leuggern gehört, mündet die Aare in den Rhein. Sie ist dessen wasserreichster Nebenfluss und hat ein grösseres Einzugsgebiet (17'755 km²) als der Rhein oberhalb der Aaremündung (15'944 km²) und mit durchschnittlich 525 Kubikmeter Wasser pro Sekunde (m³/s) auch einen grösseren Abfluss bei der Mündung in den Rhein, der bei Koblenz eine durchschnittliche Wassermenge von 445 m³/s führt. Deshalb gilt der Aarelauf, der in den Berner Alpen beginnt, als eigentlicher hydrologischer Hauptstrang im oberen Teil des Flusssystems des Rheins. Die starke Strömung der wasserreichen Aare, die bei extremem Hochwasser ein Vielfaches der durchschnittlichen Wassermenge führt (beim Jahrhunderthochwasser 2007 bis zu 2'656 m³/s.), prägte die Auenlandschaft bei Klingnau.
In der scharfen Flusskurve des Rheins vor der Aaremündung befinden sich an der Landesgrenze mehrere Inseln, von denen die grösste als abgetrenntes Areal in das Gebiet der geschützten Landschaft mit einbezogen ist, während andere auf deutschem Staatsgebiet liegen. Die Stelle liegt oberhalb des Rückstaus durch das Rheinkraftwerk Albbruck-Dogern. Mit der natürlichen Gewässerdynamik des Rheins, die sich bei Koblenz und vor der Aaremündung noch ungestört entfalten kann, verändern sich allmählich die Formen dieser Kieshügel und auch die darauf wachsende Vegetation. Auch im letzten Abschnitt der Aare haben sich als Überreste der ehemaligen Auenlandschaft Kiesbänke gebildet, die aber nur bei tiefem Wasserstand zu sehen sind.
In der weiten Niederung bei Klingnau schuf die noch unverbaute Aare bei Hochwasser durch Erosion und Akkumulation immer wieder neue verzweigte Flussarme zwischen kleinen und grossen Kiesinseln und Sandbänken, was die Schifffahrt erheblich erschwerte. In der frühen Neuzeit lag das Flussbett, wie historische Abbildungen seit der Zürcher Karte von Hans Conrad Gyger aus dem Jahr 1667 zeigen, am rechten Talrand unter dem Hügel, auf dem die Altstadt von Klingnau steht. Die Gemeinden suchten ihr Kulturland mit Uferdämmen und Schupfwuhren aus Holz und Stein gegen die Erosion zu sichern, so gut es ging. Bei Klingnau entstand im 19. Jahrhundert aus den Kiesflächen «Schiffmühlegrien» und «Grosses Klingnauer Grien» eine zusammenhängende Flussinsel zwischen den zwei neuen Hauptarmen der Aare. Die fast zwei Kilometer lange, vom Hochwasser nur noch selten erreichte Anhöhe mit dem Flurnamen «Umberau» war an den Rändern von Gras, Gebüsch und Auwald bedeckt und wurde im Inneren als Feldflur genutzt. Die Anwohner erreichten die Insel mit Fähren oder durch Furten. Kurz vor 1900 wurde die Umberau bei der Begradigung des Flussbetts grösstenteils abgegraben.
Der in den Regionen an Hochrhein und Aare für viele Landstücke in den Flussauen benützte Ausdruck «Grien», im lokalen Dialekt an der unteren Aare «Grie», ist ein altes schweizerdeutsches beziehungsweise alemannisches Wort für Kies. Es kommt an der Aare und auch an Flussabschnitten des Rheins zur Bezeichnung offener Schwemmgebiete in den Auen und als Flurname für Kiesinseln vor. Beispiele ausserhalb der Klingnauer Auenlandschaft sind die Aareinsel «Fischergrien» bei Lauffohr acht Kilometer oberhalb von Döttingen, die Rheininsel «Griendli» bei Koblenz, das Weidengrien bei Kadelburg im deutschen Landkreis Waldshut und das Kapellengrien am Rhein im Landkreis Lörrach.

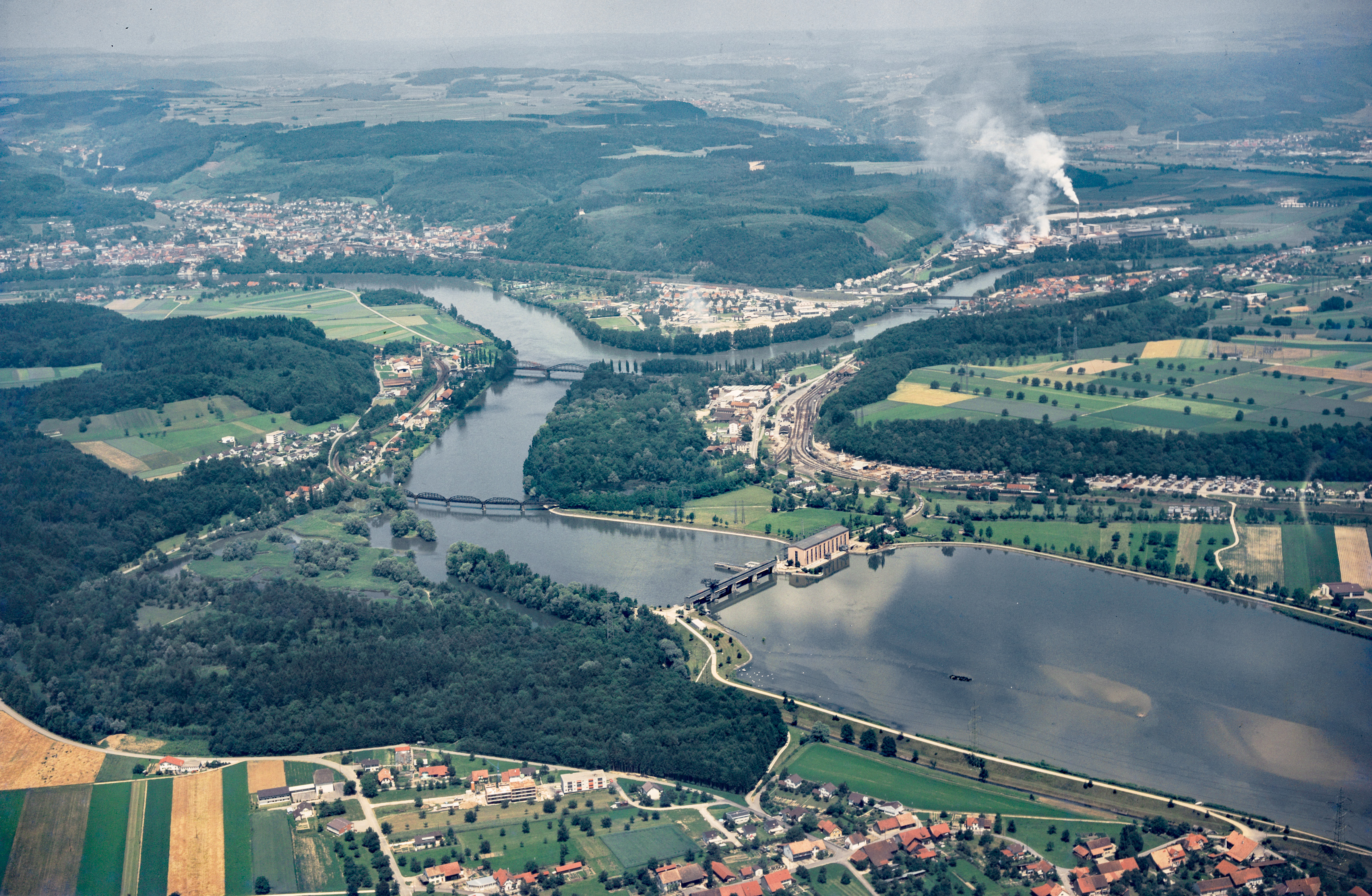
Fluss- und Auenlandschaft bei Koblenz mit Aare und Rhein (Bildersammlung der ETH-Bibliothek)

Während die geologischen Verhältnisse der Bodenoberfläche im Gebiet am Klingnauer Stausee durch quartäre Sedimente geprägt sind, erheben sich ausserhalb des Talbodens (und des BLN-Schutzgebiets) auf beiden Seiten der Flussniederung Höhenzüge des Juragebirges, an deren Flanken an einigen Stellen Kalkschichten aufgeschlossen sind. Der rund 200 Meter hohe, halbinselartige Bergrücken mit dem Acheberg und dem Zurzacherberg zwischen Klingnau und Bad Zurzach trennt das untere Aaretal vom Rheintal im Osten; seine höheren Lagen bestehen aus Kalk- und Tongestein der Wildegg-, Villigen-, Passwang- und Klingnauformationen, des Hauptrogensteins und des Opalinustons. Der Berg ist auf beiden Seiten an den Talrändern zu Steilhängen erodiert und grossflächig von alten, stark verwitterten Deckenschottern und teilweise von Gletschermoränen bedeckt, auf denen zahlreiche Findlinge liegen. Die weniger als 100 Meter hohe Anhöhe von Full-Reuenthal westlich von Leuggern und Felsenau liegt ebenfalls wie eine Halbinsel zwischen dem Unterlauf der Aare und dem Rhein bei Leibstadt im Westen. Dieser niedrige Berg weist nur bei Felsenau und Reuenthal geringe Aufschlüsse von Muschelkalk und von Gips auf, weil das einst von den früheren Gletschern vollständig überfahrene Gebiet sonst fast überall von Lehmschichten und Kiesablagerungen bedeckt ist, die in den Flusstälern in die Schotterterrassen übergehen. Das lokale Gipsvorkommen wurde früher in einem Bergwerk ausgebeutet und in einer Gipsfabrik am Aareufer verarbeitet. Weiter im Südwesten erheben sich die Berge des Aargauer Tafeljuras mit den gleichen geologischen Sedimentschichten wie am Zurzacherberg. Die Abfolge der Sedimentgesteine im Aargauer Jura ist dank einigen tiefen Sondierbohrungen bekannt. Die Bergzonen gehörten während der Entstehung der Gesteine vor rund 200 bis 150 Millionen Jahren zu einem riesigen Ablagerungsmassiv in einem Urmeer. Bei der Hebung des Juras und schliesslich – im Quartär – während des Eiszeitalters wurden die Höhenzüge von Flüssen und Gletschern durchschnitten. Bei der grössten Ausdehnung des nordalpinen helvetischen Gletschers in der Riss-Eiszeit floss die Masse der Eisströme durch das Aaretal bis zum Nordfuss des Juragebirges und an den Südrand des Schwarzwalds und beim Maximalstand noch weiter gegen Westen durch das Rheintal bis in die Gegend von Möhlin hinunter. Der Gletscher schuf innerhalb der nördlichsten Jurakette das weite Becken, in dem heute die Landschaft von Klingnau und Leuggern liegt. Während der letzten Eiszeit blieb die Region von Brugg bis Koblenz dagegen eisfrei und lag im weiten Gletschervorfeld unterhalb des Rhein-Linthgletschers, des Reuss- und des Aare/Rhonegletschers. Die Gletscherflüsse des Systems Aare-Rhein füllten die tiefen Gräben mit Sedimenten und formten die Schotterterrassen der heutigen Landschaft bei Klingnau. Bei Sondierbohrungen im Klingnauer Stausee in den 1950er Jahren stiess man bis in die Tiefe von zehn Metern nur auf Kiesablagerungen und noch nicht auf das feste Gebirge des Untergrunds. Kleine Bachschuttkegel ergänzten die Sedimente an einigen Stellen der Talränder mit Schutt von den Berghängen. Bis in die jüngste Zeit überfluteten Hochwasser der Aare immer wieder das Tal und veränderten mit dem verfrachteten Geschiebe nach und nach die Oberfläche des Auengebiets.

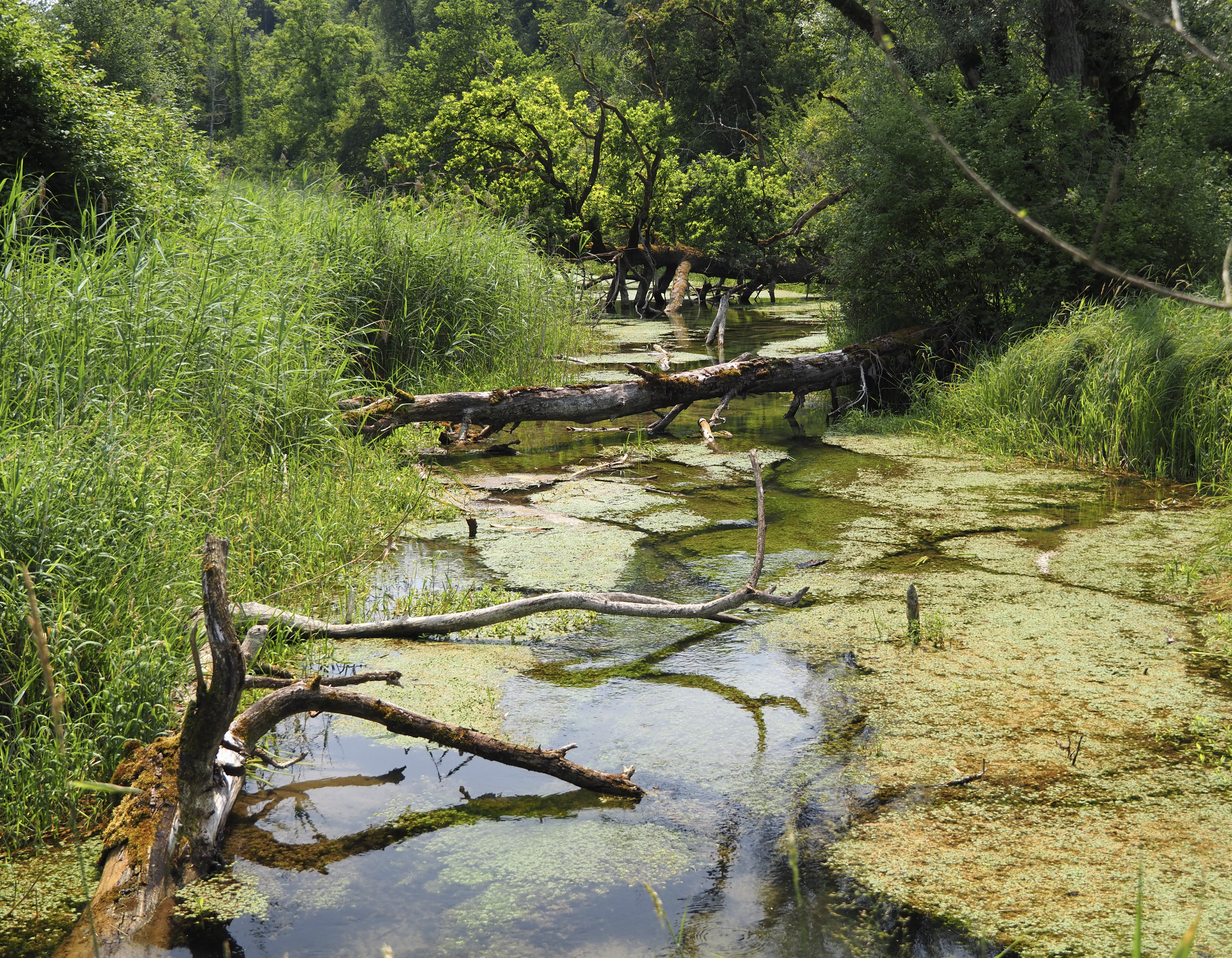
Bach im Gippinger Grien

Die hydrologischen Verhältnisse das Tales sind vor allem durch die Aare bestimmt, die unterhalb des «Wasserschlosses» bei Brugg keine grossen Zuflüsse mehr aufnimmt. Bei Döttingen mündet vor dem Südrand des Landschaftsschutzgebiets die Surb als grösster Nebenfluss in diesem Abschnitt in die Aare. Vom Acheberg fliessen der Schilthaldenbach, der Mülibach, der Schluchenbergbach, der Achebergbach und der Steighaulibach in das Tal und werden seit dem Bau des Stausees vom Klingnauer Binnenkanal aufgenommen. Am nördlichen Rand des BLN-Gebiets mündet beim Bahnhof Klingnau der Steingraben in den Rhein. Aus der Hügelzone links der Aare fliessen ausser dem Leuggernbach, der im Oberlauf Guntenbach heisst, noch der Solenbach und der Rainetsachergraben in die Auenlandschaft hinunter. Durch den mit Schotter aufgefüllten Talgraben strömt ein grosses Grundwasservorkommen, aus dem die Gemeinden am Klingnauersee in zahlreichen Grundwasserfassungen Trinkwasser pumpen. Im tief gelegenen Auengebiet «Gippinger Grien» tritt Grundwasser an die Oberfläche und fliesst durch die Giessen, Weiher und Altarme zur Aare. Der Grundwasserstrom unter der Aare vereint sich bei Koblenz mit dem Rheingrundwasser, das auch für die anliegenden Gemeinden des deutschen Landkreises Waldshut von Bedeutung ist.

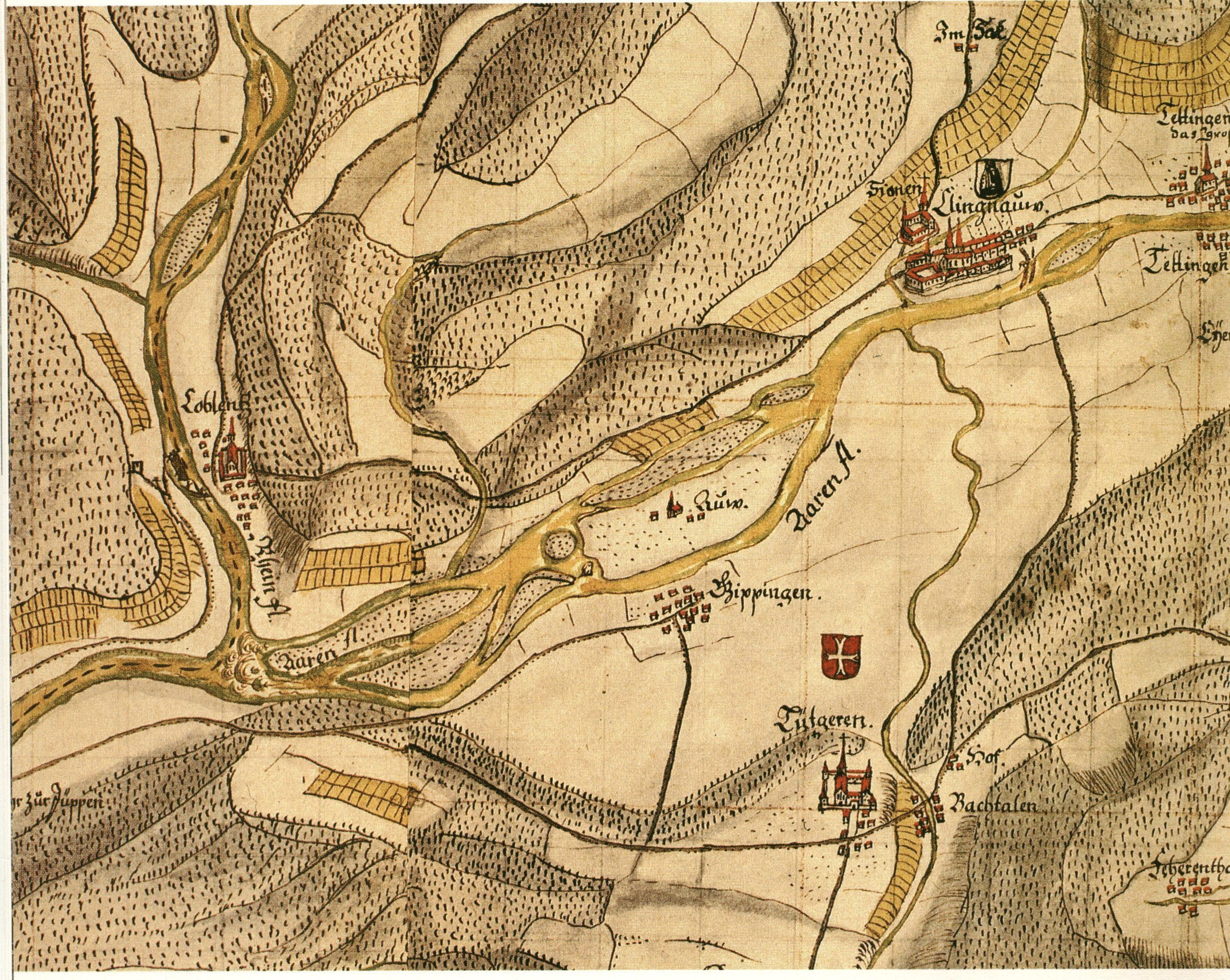
Aarelandschaft bei Klingnau und Koblenz auf der Karte der Zürcher Landschaft von Hans Conrad Gyger, von Westen; links: Mündung der Aare in den Rhein (1667)
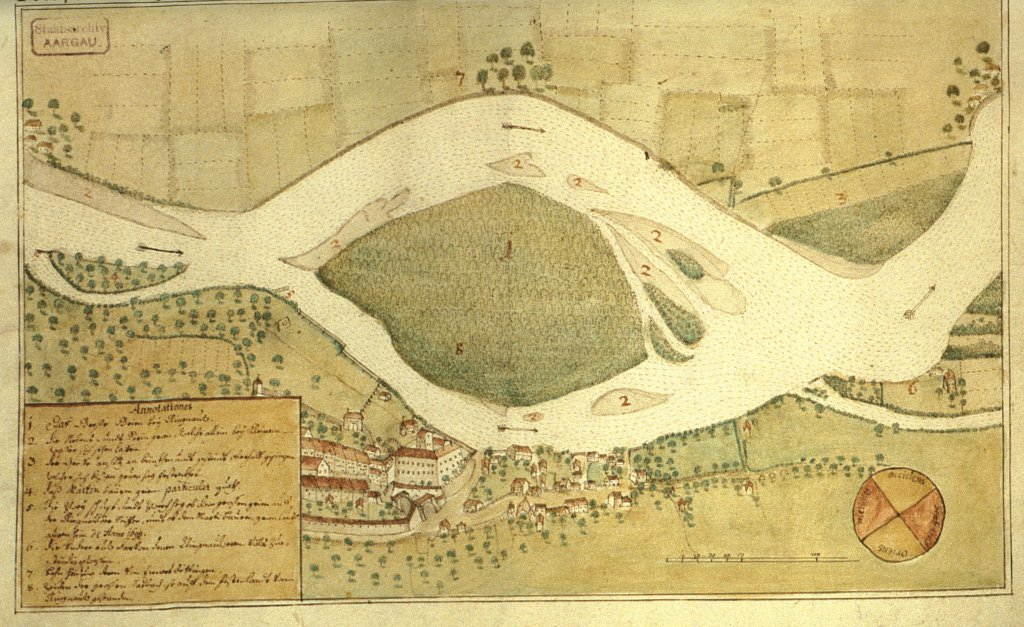
Karte der ehemaligen Auenlandschaft bei Klingnau, von Nordosten (1741)
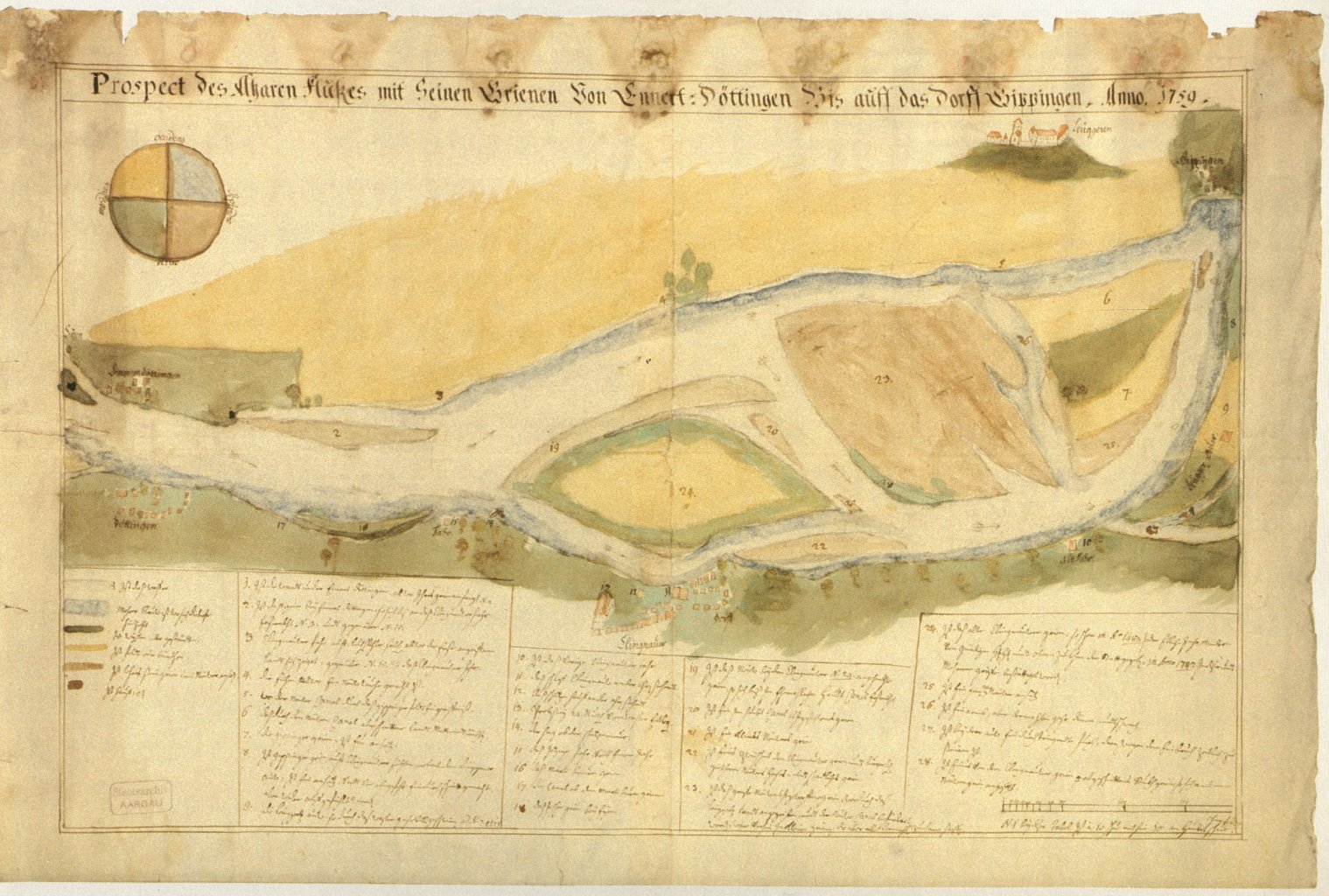
Karte der Flusslandschaft bei Klingnau, von Nordosten (1759)

## Kulturlandschaft

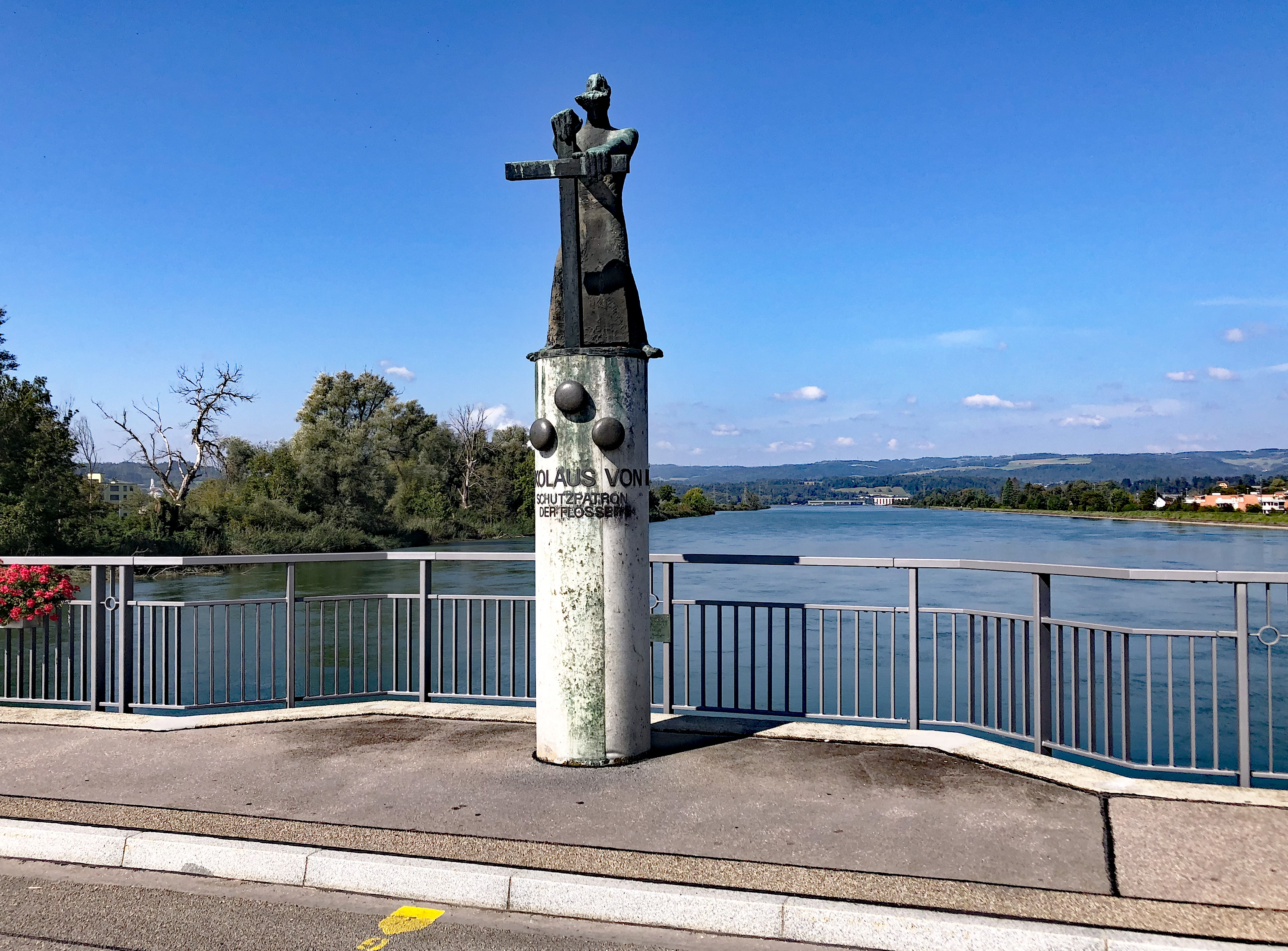
Die Bronzefigur «Heiliger Nikolaus von Myra Patron der Flösser» von Ernst Suter steht als Denkmal für die ehemalige Flussschifffahrt auf der Brücke von Döttingen am Südrand der geschützten Landschaft.

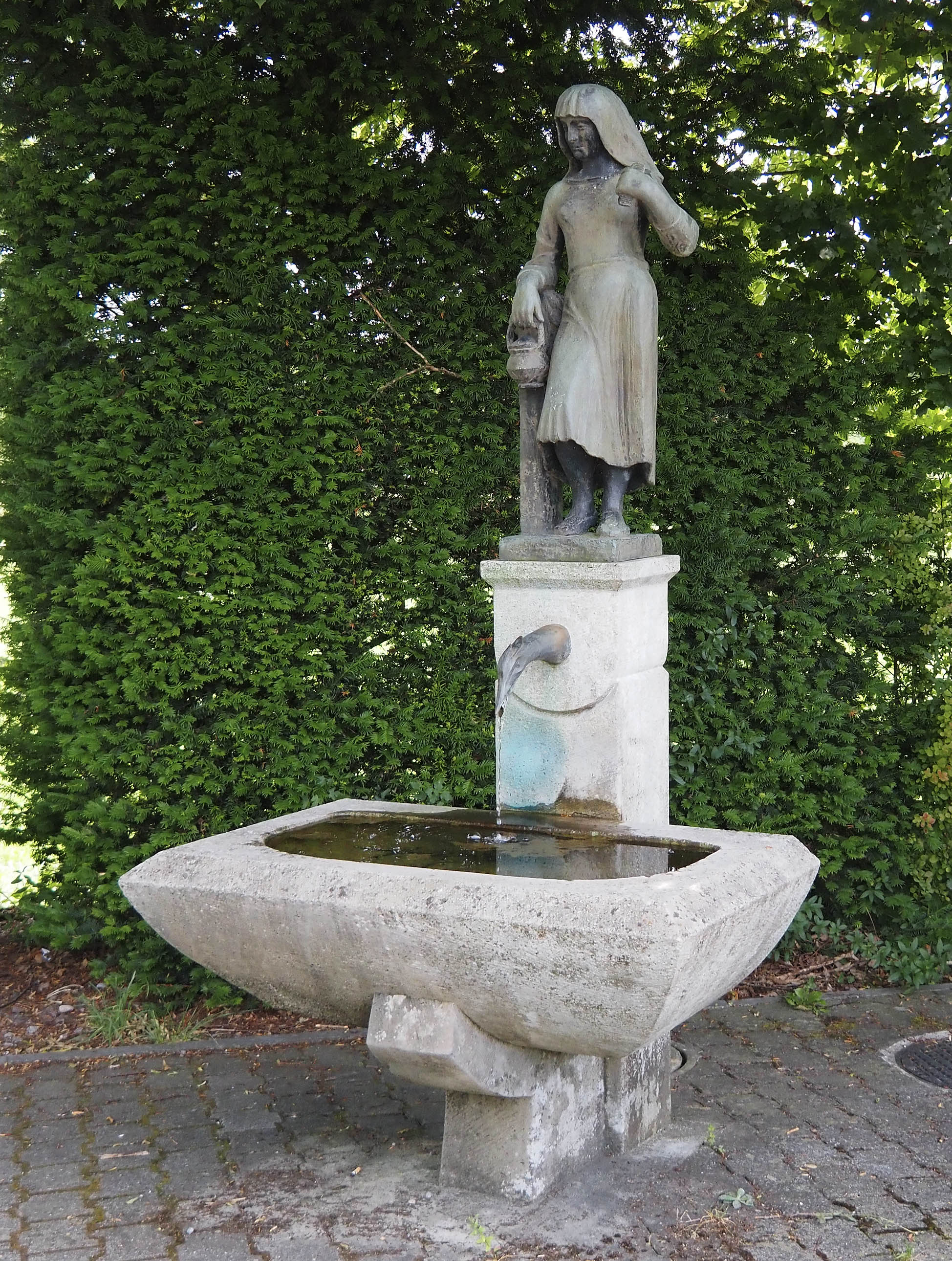
Brunnen an der Kraftwerkstrasse beim Nordzugang zum Klingnauer Stausee, mit einer Bronzefigur der Heiligen Verena von Eduard Spörri. Die Thebäerin Verena soll gemäss alten Legenden in der Spätantike auf der Aare bis an den Rhein gefahren sein und hier auf einer Insel gelebt haben. Sie ist im Bezirk Zurzach populär und gilt als Patronin der Fischer und Schiffleute.

Ausser den naturnahen Flächen gehört ein grosser Anteil des Schutzgebiets zur stark veränderten Kulturlandschaft, wie sie heute typisch ist für Flusstäler in der Nordschweiz. Selbst die jetzt vorhandene Gewässerstruktur mit dem See und den Kanälen wurde fast vollständig durch flussbauliche Massnahmen künstlich geschaffen, und die Umgebung enthält an beiden Ufern der Aare Siedlungsäume, Landwirtschaftszonen, Industrie- und Infrastrukturanlagen, Verkehrswege, Sportanlagen und Freizeiteinrichtungen.
Diesen Befund brachte schon der Kommentar zum KLN-Inventar in den 1970er Jahren zum Ausdruck: «Verschiedene Naturdenkmäler sind als Relikte in der Kulturlandschaft zu verstehen, auch sie sind mannigfachen Bedrohungen ausgesetzt. Nutzungsänderungen, Rationalisierungsmassnahmen und kulturtechnische Massnahmen führen allenthalben zum Verlust der landschaftsökologisch, botanisch und faunistisch wichtigen Flächen, weil bauliche Eingriffe, maschineller Einsatz, Kunstdünger, Pestizide, Trockenlegen usw. artenreiche Lebensgemeinschaften und die Vielfalt der Landschaft zerstören. […] In einzelnen Fällen war nicht zu vermeiden, Objekte in das Inventar aufzunehmen, deren landschaftliche Substanz oder naturnaher Zustand schon durch wesentliche Eingriffe stellenweise beeinträchtigt waren. […] Ein Sonderfall ist der Klingnauer Stausee als künstlich errichtete Landschaft, der als unentbehrliches Rast- und Überwinterungsgebiet für Sumpf- und Wasservögel in das Inventar aufgenommen worden ist.»
Bei der «Aarelandschaft bei Klingnau» waren somit im Unterschied zu vielen anderen BLN-Objekten nicht kulturgeschichtliche Eigenheiten einer traditionellen Kulturlandschaft für die Aufnahme in das Inventar ausschlaggebend, sondern die ausserordentliche ökologische Funktion des Flussgebiets mit den künstlich gestalteten Teilbereichen.
Bestimmten Bauwerken der Infrastruktur in der Flusslandschaft ist ein technikgeschichtlicher Wert als Kulturdenkmal beizumessen. Dieser Aspekt wird indessen bei der herkömmlichen Beurteilung von Landschaftsschutzgebieten, auch im BLN, noch wenig berücksichtigt.

### Wasserbau
Im hochwassergefährdeten, wilden Auengebiet bei Klingnau besassen die Gemeinden früher nur schwache Mittel, um die Flussufer gegen Erosion durch die häufigen Hochwasser zu sichern. Sie verloren oft Felder und Weidegebiete an den Fluss und mussten die Lage von Mühlen am Ufer, von Schiffmühlen auf dem Fluss und Fährstellen immer wieder der vom Wasser veränderten Landschaftsform anpassen. Die seit dem 13. Jahrhundert bestehende Aarebrücke bei Klingnau wurde nach ihrer Zerstörung im 15. Jahrhundert nicht mehr aufgebaut. Im 19. Jahrhundert wurde bei Klingnau bei den schweren Überschwemmungen in den Jahren 1847, 1852, 1876 und 1881 ausser dem Flussgebiet auch das angrenzende Kulturland überflutet. Nach diesen Erfahrungen und verschiedenen technischen Abklärungen verabschiedete der Grosse Rat des Kantons Aargau 1885 das Gesetz zur «Korrektion der Aare zwischen Böttstein und dem Rhein». Die Bauarbeiten am Fluss dauerten von 1886 bis 1906. Zusammen mit dem Grossprojekt baute der Kanton bei Döttingen erstmals seit dem Mittelalter wieder eine feste Brücke über die untere Aare. Die natürliche Auenlandschaft bei Klingnau wurde grossflächig umgestaltet. Mitten durch die weite Ebene mit Kiesbänken und Inseln entstand von Döttigen bis zur Kurve bei Felsenau ein neues, begradigtes Flussgerinne. Mit Steinblöcken, die aus Kalksteinbrüchen zwischen Lauffohr und Beznau mit Schiffen herangeführt wurden, entstanden in jahrelanger Arbeit kilometerlange Seitendämme. Sperren und Buhnen hinderten das Wasser nach und nach am Ausweichen in die seitlichen Flächen, die danach teilweise urbarisiert werden konnten. Die Untere Au und die Machnau bei Klingnau lagen jetzt endgültig auf dem festen Land rechts vom Flussbett. Die alten Nebenarme der Aare bei Kleindöttingen, im «Gippinger Grien» und im Koblenzer Gebiet «Giriz» blieben als Feuchtgebiete erhalten und wurden nur noch bei starkem Hochwasser überschwemmt. Die Fähren bei Gippingen und Koblenz wurden aufgehoben. Der im späten 19. Jahrhundert aufgeschüttete linke Leitdamm neben der Aare ist teilweise noch heute im Seebecken erhalten, wo er eine langgezogene waldbedeckte Halbinsel bildet.

### Flusskraftwerk
1919 erteilte der Regierungsrat des Kantons Aargau den Nordostschweizerischen Kraftwerken in Baden die Bewilligung für den Bau eines grossen Aarekraftwerks «Böttstein-Gippingen». Dieses erste Projekt wurde in der Folge so wie auch die nächste Variante, die ein Wasserkraftwerk mit einem aus der Aare abgeleiteten Oberwasserkanal, einem Maschinenhaus in der Nähe des Bahnhofs Koblenz und einem Unterwasserkanal durch das Koblenzer Giriz vorsah, nicht ausgeführt. Von 1931 bis 1935 errichtete die Aktiengesellschaft Aarekraftwerk Klingnau AG gemäss einer neuen Konzession vom 2. November 1929 das Laufwasserkraftwerk bei Klingnau, das eine Stauhöhe von 6,1 Meter nutzt. Der dafür geschaffene Stausee hat eine Fläche von etwas mehr als einem Quadratkilometer, eine Länge von etwa drei Kilometern und ist bis zu 500 Meter breit. Die Stauhaltung betrifft den fünf Kilometer langen Flussabschnitt der Aare bis zum oberliegenden Wasserkraftwerk Beznau.
Neben dem Kanton Aargau war das Rheinisch-Westfälische Elektrizitätswerk der grösste Aktionär der Aarekraftwerk Klingnau AG und bezog über eine Hochspannungsleitung zum Umspannwerk Tiengen (Baden-Württemberg) bis in die Zeit des Zweiten Weltkriegs die meiste in Klingnau produzierte Energie. Wie ein Spezialbericht der Unabhängigen Expertenkommission Schweiz – Zweiter Weltkrieg 2001 aufzeigte, gehörte das Aarekraftwerk mit den grossen Wasserkraftwerken am Hochrhein zu den bedeutenden Stromlieferanten für die nationalsozialistische Wirtschaft Süddeutschlands.
Beim Bau des Wasserkraftwerks Klingnau gab die Lage des von der Flusskorrektion stammenden rechtsufrigen Leitdamms teilweise das östliche Ufer des neuen Stausees vor, während der linke Seitendamm stellenweise durchbrochen und durch einen neuen Damm weiter südwestlich ersetzt wurde, um ein genügend grosses Seebecken zu schaffen. Der Seespiegel zwischen den Dämmen und dem Kraftwerk liegt bis zu vier Meter höher als das Auengebiet in der Umgebung. Die Aareufer am Tosbecken unterhalb des Kraftwerks und des Stauwehrs sind mit hohen Beton- und Steinböschungen gesichert. Das Umland des Sees im Talboden wird durch neu gebaute Sammelkanäle entwässert, die unterhalb des Kraftwerks in die Aare münden: Auf der rechten Seeseite durchqueren der Klingnauer Binnenkanal und der Sickerwasserkanal die Landschaft mit den Gebieten Grien, Machme, Untere Au und Giriz; neben dem linken Seitendamm des Sees sammeln der Kleindöttinger Hinterwasserkanal, danach der Binnenkanal von Leuggern und nach dessen Mündung der Leuggernbach das Wasser aus der Umgebung und leiten es in einen Altarm im Gippinger Grien.
Das Stromübertragungsnetz in der Aarelandschaft bei Klingnau und über die Landesgrenze wurde mit der Zeit weiter ausgebaut. Zur alten Freileitung vom Kraftwerk Klingnau nach Tiengen kamen später noch Hochspannungsleitungen zwischen den grossen Umspannwerken beim Kernkraftwerk Beznau und in Tiengen dazu. Mehrere Freileitungen führen durch die geschützte Landschaft und überqueren die Aare beim Kraftwerk Klingnau. Ein Tragmast steht mitten im Stausee auf einem Betonfundament und beeinträchtigt das bedeutende Vogelschutzgebiet. Die nationale Betreiberin des Höchstspannungsnetzes Swissgrid verstärkte 2017 die 380/220-kV-Transformierung im Unterwerk Beznau, um die Importkapazität des Stromnetzes an der Landesgrenze zu verbessern. Seit 2020 bereitet die Axpo eine Anpassung der Stromleitungen im unteren Aaretal vor, wobei eine Freileitung in der geschützten Landschaft wenigstens teilweise durch Erdkabel ersetzt werden könnte. Dem steht allerdings ein Beschluss des Bundesrats im Sommer 2024 entgegen, wonach bei der anstehenden Revision des Schweizer Elektrizitätsgesetzes festgeschrieben werden soll, dass Übertragungsleitungen auch in geschützten Landschaften allgemein als Freileitungen gebaut werden müssten.
Anfang 2015 lief die erste kantonale Wasserkraftkonzession für das Kraftwerk Klingnau aus. Der Regierungsrat des Kantons Aargau erteilte dem Konsortium aus Axpo Power AG und AEW Energie AG im Jahr 2018 eine neue, bis 2075 laufende Betriebskonzession, nachdem sich die Umweltverbände Aqua Viva, BirdLife Schweiz, Pro Natura, Schweizerischer Fischereiverband und WWF Schweiz mit den Kraftwerkbetreibern über Ausgleichsmassnahmen zur Aufwertung der ökologischen Verhältnisse in der geschützten Landschaft verständigt hatten. So wird unterhalb des Kraftwerks ein neuer Nebenarm der Aare geschaffen; eine neue Beobachtungsplattform und eine Nistwand für Uferschwalben werden eingerichtet; gewisse Gebiete werden revitalisiert, es entsteht eine neue Watfläche für Wasservögel und verbaute Ufer werden ranaturiert.

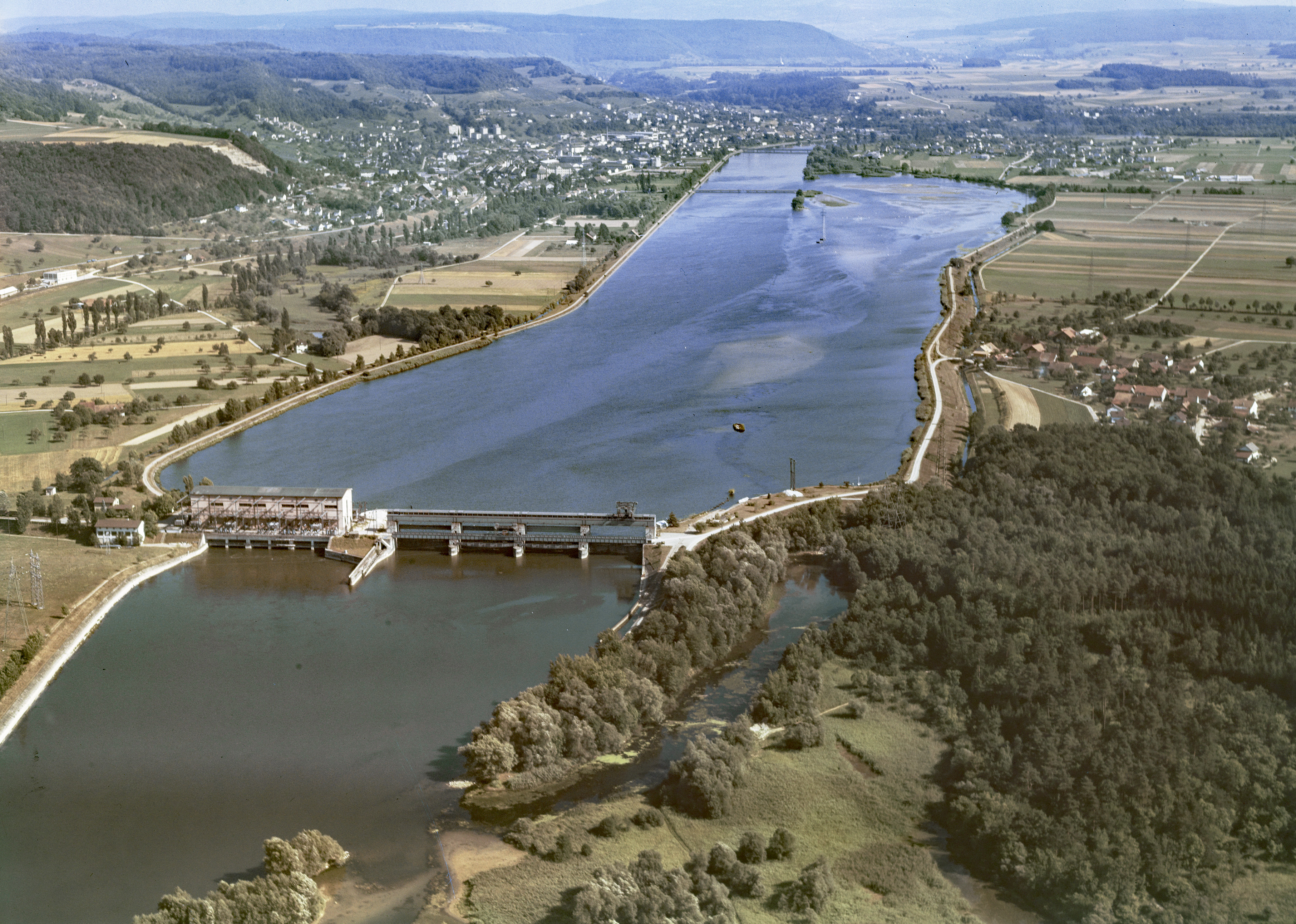
Klingnauer Stausee (Luftbild Swissair Photo. Bildersammlung der ETH-Bibliothek)
Baustelle in der Auenlandschaft 1932 (Bildersammlung der ETH-Bibliothek)
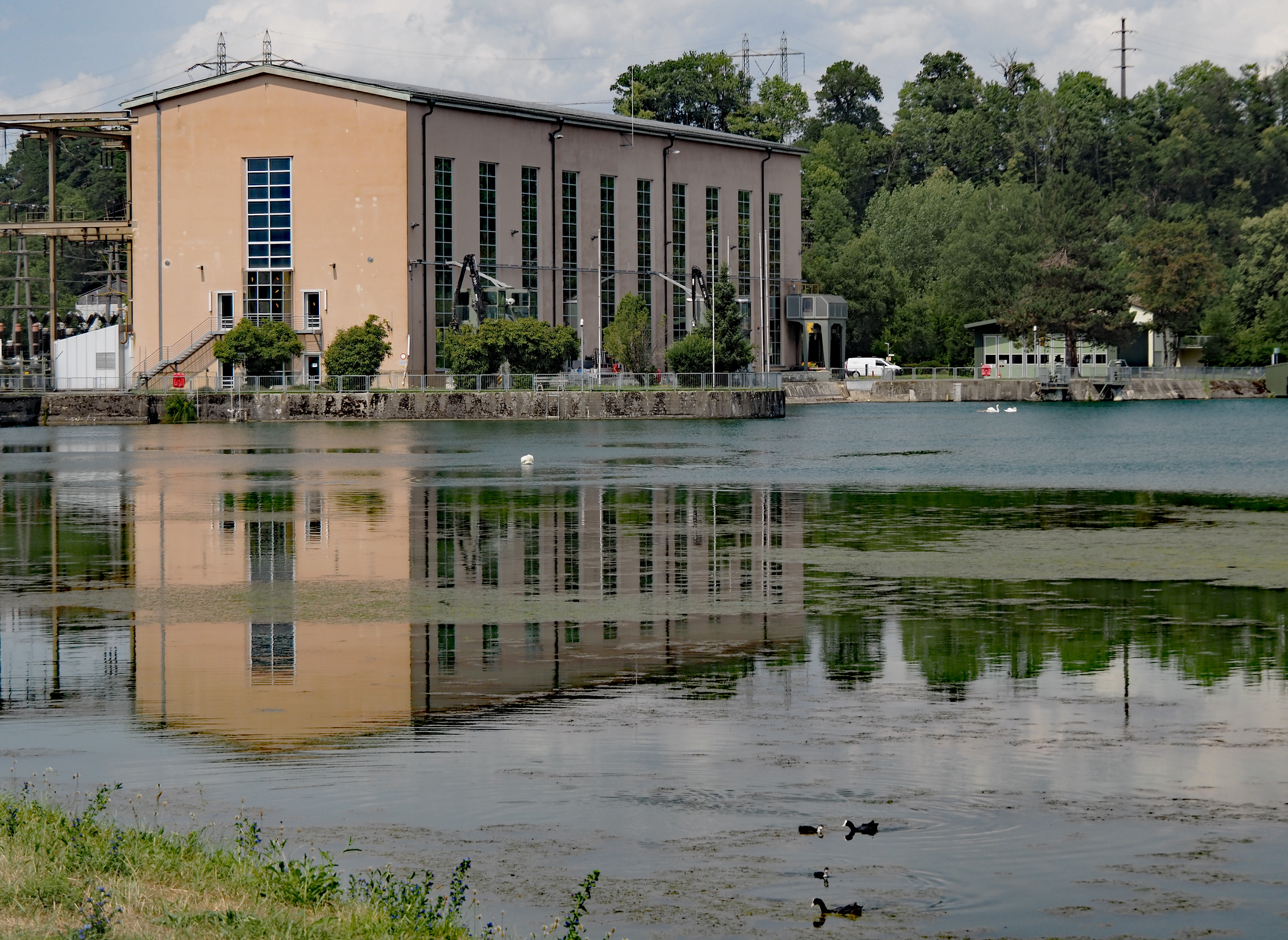
Kraftwerk Klingnau
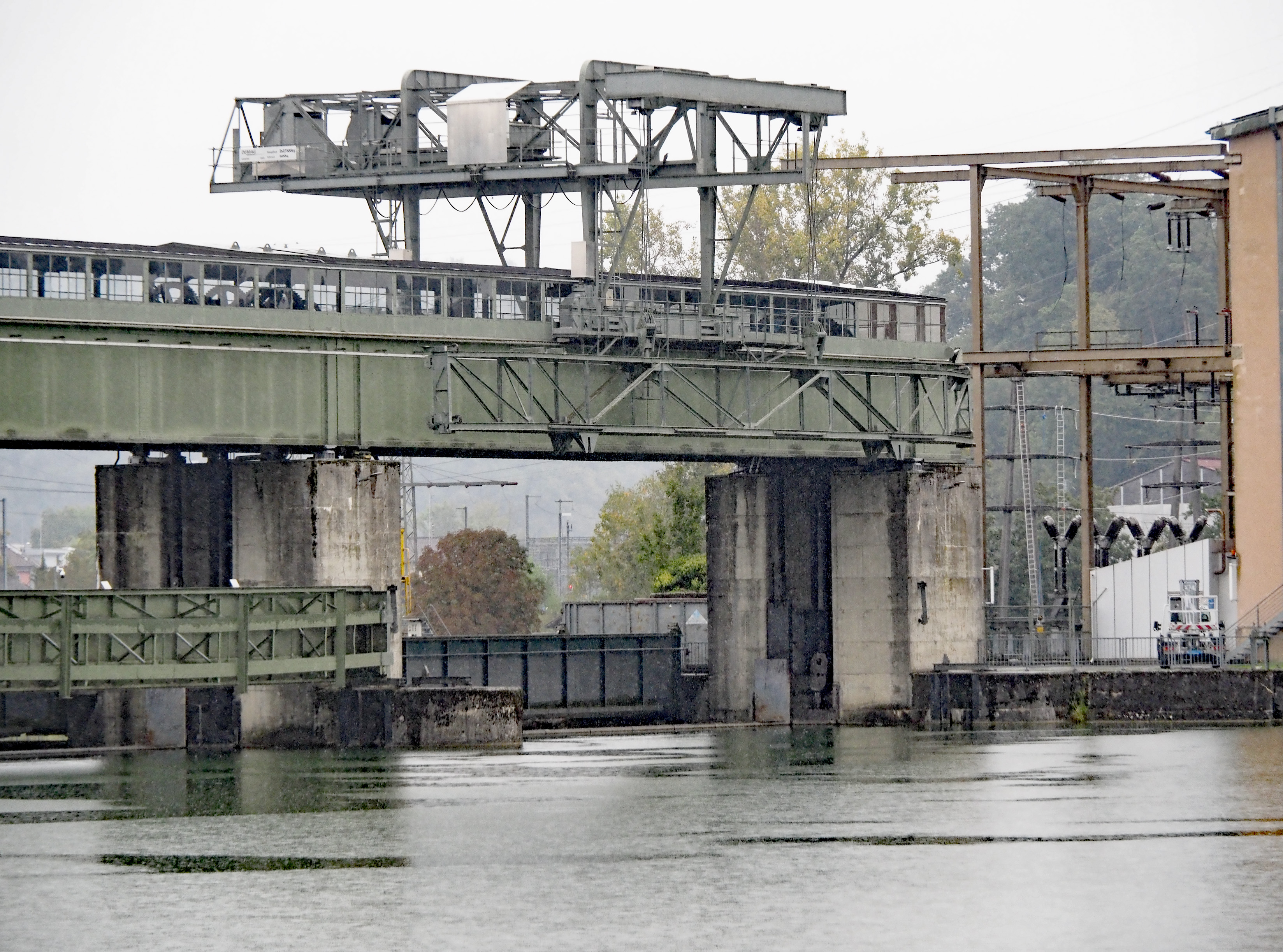
Dammbalkenkran des Stauwehrs

### Landwirtschaft
Das BLN-Gebiet «Aarelandschaft bei Klingnau» gehört zu jener Objektgruppe des Bundesinventars, die auch Grünland und Felder mit landwirtschaftlichen Kulturen umfassen und sich dadurch von strengen Naturschutzgebieten unterscheiden. Die landwirtschaftlich genutzten Flächen am Klingnauer Stausee haben einen Umfang von etwa 150 Hektaren, was rund einen Drittel der Gesamtfläche des BLN-Gebiets ausmacht, und liegen vor allem in den Zonen «Grie» und «Unteri Au» in Klingnau, «Burlen» bei Kleindöttingen und «Lachen-Fischeten-Etteried» bei Leuggern. Obwohl einige Parzellen der intensiven Feldwirtschaft dienen, wirken die nicht überbauten Areale doch als Pufferzone zwischen den Biotopen und den umliegenden Siedlungen, besonders auch zwischen dem Klingnauer Stausee und der dicht bebauten Gewerbezone im Grossacher bei Kleindöttingen. Die Felder und Wiesen werden von Vögeln als zusätzliche Futterplätze neben den Gewässern aufgesucht und sind aus diesem Grund auch in der Ramsar-Schutzzone enthalten. Über die Auswirkungen von ausgebrachten Dünge- und Pflanzenschutzmitteln auf die Gewässer an der unteren Aare ist nur wenig bekannt.

### Infrastruktur

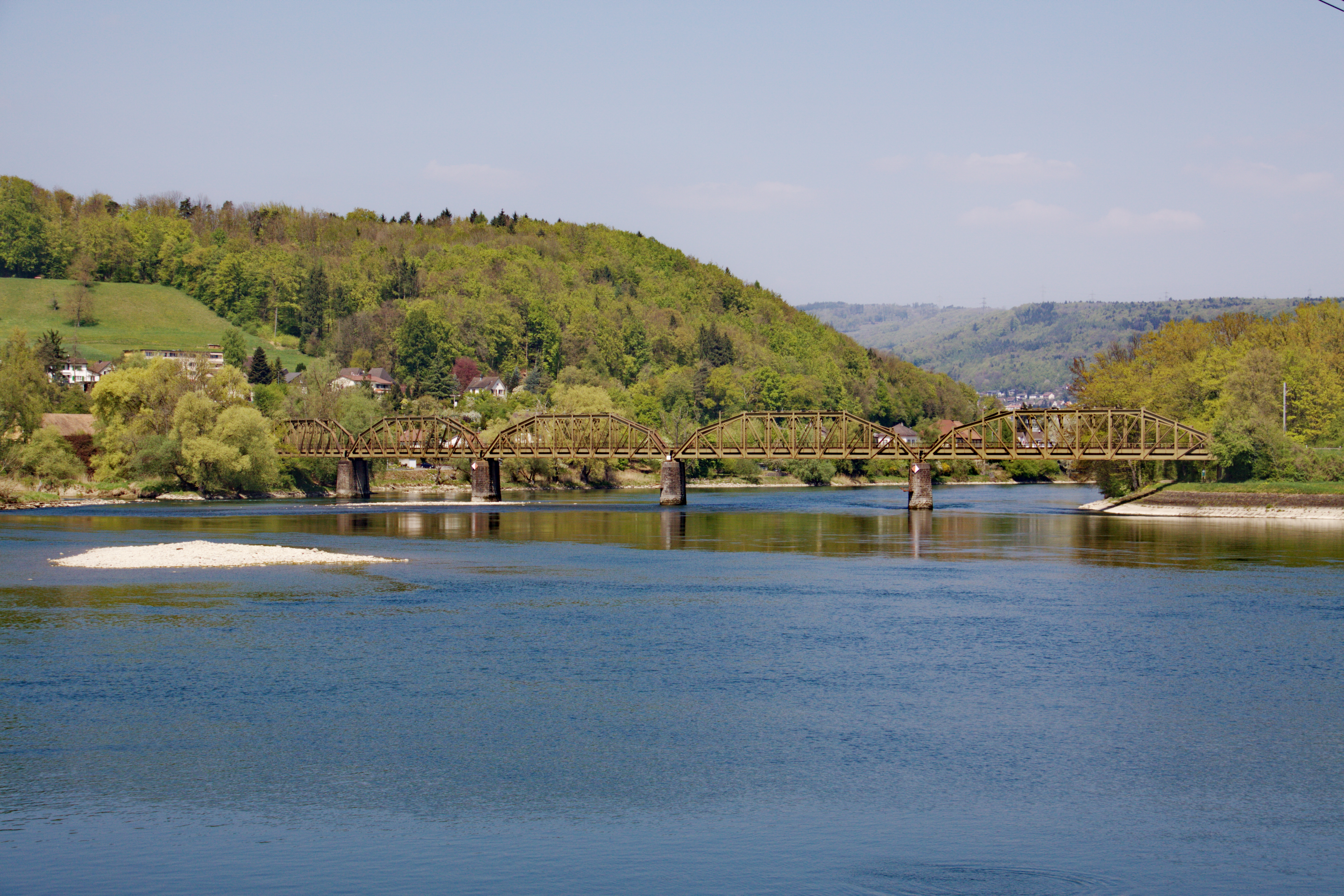
Eisenbahnviadukt Koblenz-Felsenau über die Aare von 1892, ein Kulturgut von nationaler Bedeutung

Die an den Rändern der Aareniederung seit Jahrhunderten dicht besiedelte Landschaft begünstigte als flaches Durchbruchstal durch das Juragebirge den Ausbau eines Verkehrskorridors mit überregionaler Bedeutung. Der Aare folgen vom Mittelland bis zum Rheinufer Haupt- und Kantonsstrassen und eine Eisenbahnlinie. Neben der Stadt Klingnau, deren Ortsname an die Gründung durch Ulrich II. von Klingen in der Auenlandschaft um 1240 erinnert, befinden sich beidseits der Aare mehrere Dörfer, deren Siedlungsflächen sich im 20. Jahrhundert über ehemaliges Landwirtschaftsgebiet und über Auenböden ausbreiteten. Der Perimeter des BLN-Landschaftsschutzgebiets wurde schliesslich so bestimmt, dass er die überbauten Gebiete der Ortschaften und das Gewerbe- und Wohnquartier beim Bahnhof Koblenz ausschliesst. Somit befinden sich nur wenige Gebäude im geschützten Bereich selbst.

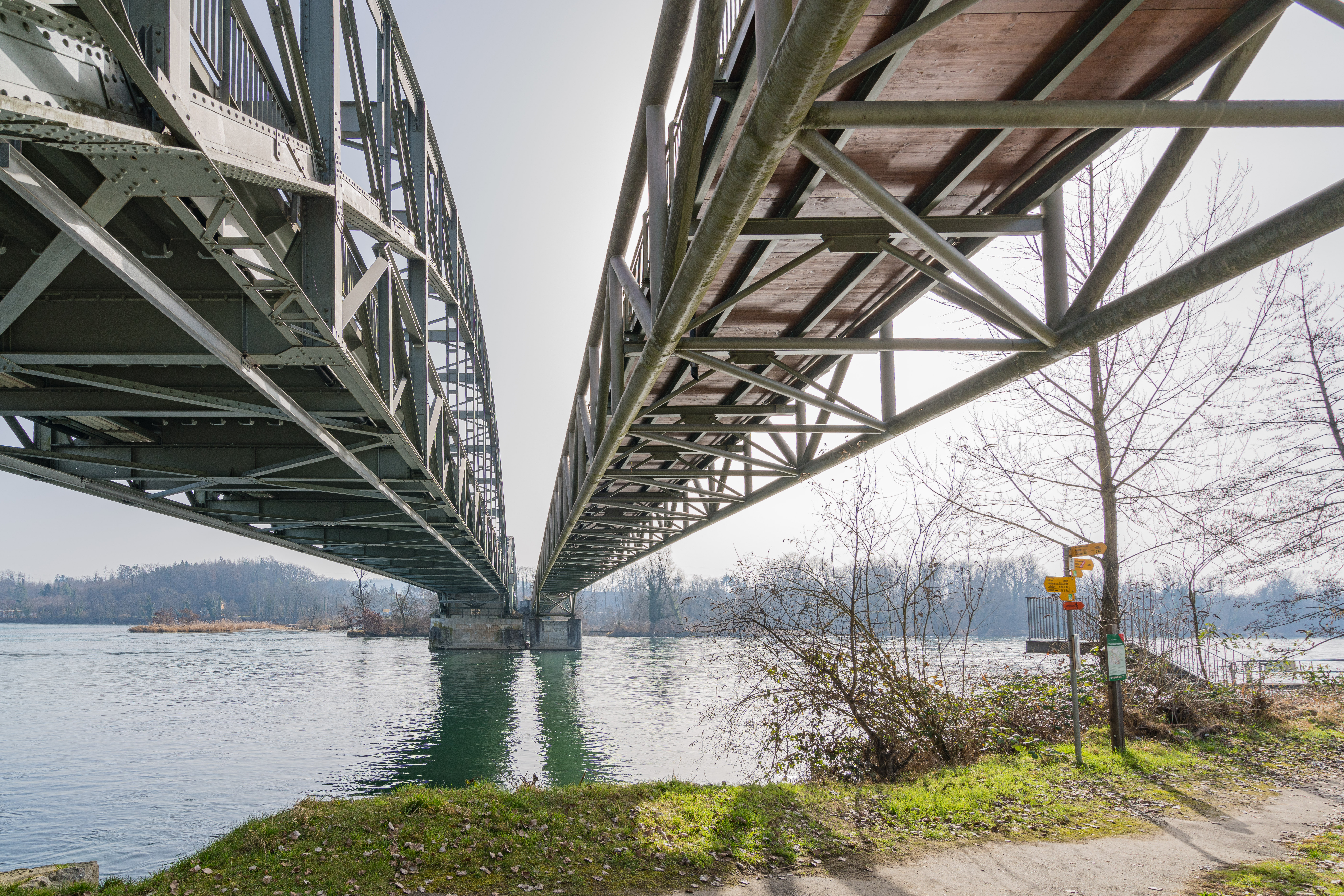
Felsenaubrücke (links) und Brücke für den Langsamverkehr (rechts) über die Aare

Nach dem Untergang der mittelalterlichen Brücke von Klingnau überquerte unterhalb der historischen Brücke in der Stadt Brugg bis im 19. Jahrhundert keine Flussbrücke mehr die Aare. Bei Stilli, Böttstein, Döttingen, Gippingen und Felsenau konnte der Fluss mit Fähren überquert werden. Der mobile Flussübergang zwischen Felsenau und Koblenz bestand aus einer Personen- und einer Wagenfähre. Die alten Landstrassen liefen am Talrand auf höher gelegenen Geländeterrassen durch die Ortschaften beidseits der Aare. Erst 1892 entstand wieder eine Aarebrücke bei Döttingen. 1972 wurde sie durch eine moderne Betonbrücke ersetzt, die den südlichen Rand des BLN-Gebiets «Aarelandschaft bei Klingnau» markiert. Das Bauwerk und damit auch der Stausee werden von einer Bronzestatue des Heiligen Nikolaus überragt, die der Aargauer Künstler Ernst Suter für den neuen Flussübergang schuf. Als ebenfalls 1892 die Eisenbahnlinie Koblenz–Stein-Säckingen mit der 236 Meter langen Fachwerkbrücke über die Aare zwischen Koblenz und Elfenau eröffnet wurde, mussten die Fähren von Felsenau ihren Betrieb einstellen. Die schon 1859 eingeweihte Bahnstrecke Turgi–Koblenz–Waldshut verläuft durch das Aaretal, überquert jedoch die Aare nicht und liegt knapp ausserhalb der geschützten Landschaft. Als letzte der vielen Aareübergänge kam 1936 die Brücke Felsenau–Koblenz hinzu, die heute die Hauptstrasse 7 über die Aare führt und die nördliche Grenze der geschützten Landschaft markiert. Die Bahnbrücke und die Strassenbrücke am letzten Abschnitt der Aare sind technikgeschichtliche Baudenkmäler.
In den 1950er und 1960er Jahren planten Bund und Kantone eine systematische Erweiterung des Strassennetzes und prüften dabei auch den Bau einer linksrheinischen Höchstleistungsstrasse vom Kanton Zürich bis an die A3 im Fricktal. Die neue Strasse hätte das untere Aaretal bei Felsenau auf einem Viadukt überquert und wäre im Auengebiet Giriz oder im Gippinger Grien mit der Aaretalstrasse verbunden worden. Beim tatsächlichen Ausbau des Schweizer Autobahnnetzes wurde die neue Rheintalstrasse dann jedoch fallengelassen.

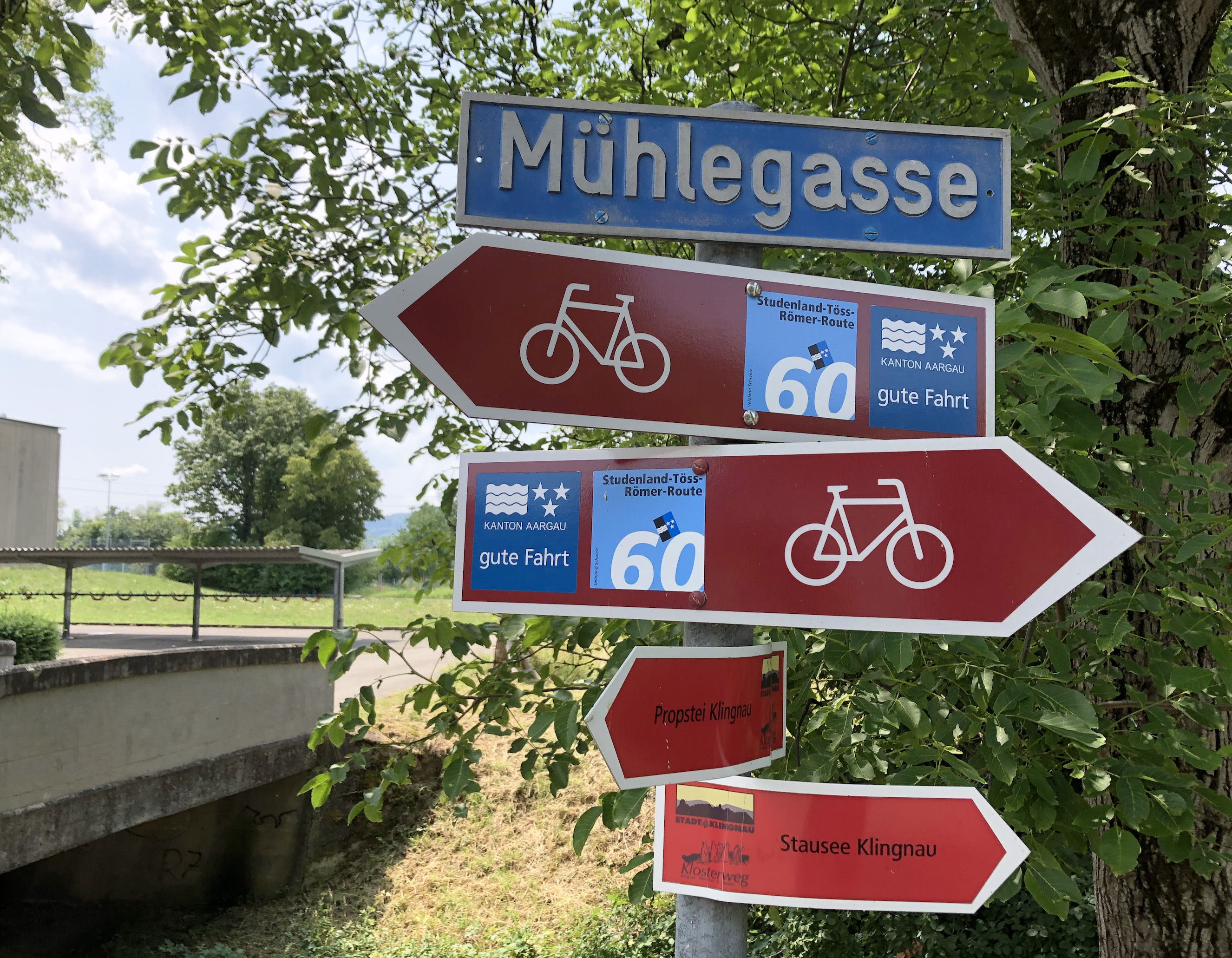
Wegweiser an einer Radroute in Klingnau

Dank der günstigen topographischen Struktur des Aaretals beansprucht auch der Freizeitverkehr die Landschaft intensiv. Der 1924 gegründete Veloclub «Eintracht» von Klingnau baute in einem Kiesgebiet am Aareufer eine Radrennbahn und führte 1949 erstmals eine Rundfahrt um den inzwischen gebauten Stausee durch. Auch der 1919 gegründete Veloclub Gippingen veranstaltete Radrennen und organisiert seit 1979 alljährlich den «Stauseelauf».
Beidseits der Aare und am linken Rheinufer verlaufen überregionale, nach dem offiziellen Leitsystem von SchweizMobil signalisierte Velorouten, die auch das Landschaftsschutzgebiet durchqueren. Die Etappe 8 von Bad-Zurzach nach Rheinfelden des nationalen Radwanderwegs Nr. 2 «Rhein-Route» hat einen von der Hauptstrasse 7 getrennten Fahrstreifen und überquert zwischen Koblenz und Felsenau die Aare auf einer eigenen Velobrücke. In die Route 2 münden zwei von Süden neben der Aare kommende Velowege. Der Radwanderweg Nr. 8 «Aare-Route» verläuft von Kleindöttingen aus auf dem linksufrigen Seedamm, durchquert Gippingen und Felsenau, führt ebenfalls über die Aarebrücke und endet in Koblenz. Rechts der Aare durchquert die Route Nr. 60 «Studenland-Töss-Römerroute» vom Bahnhof Koblenz aus die Auenlandschaft östlich des Stausees in südlicher Richtung und führt weiter durch die Stadt Klingnau.

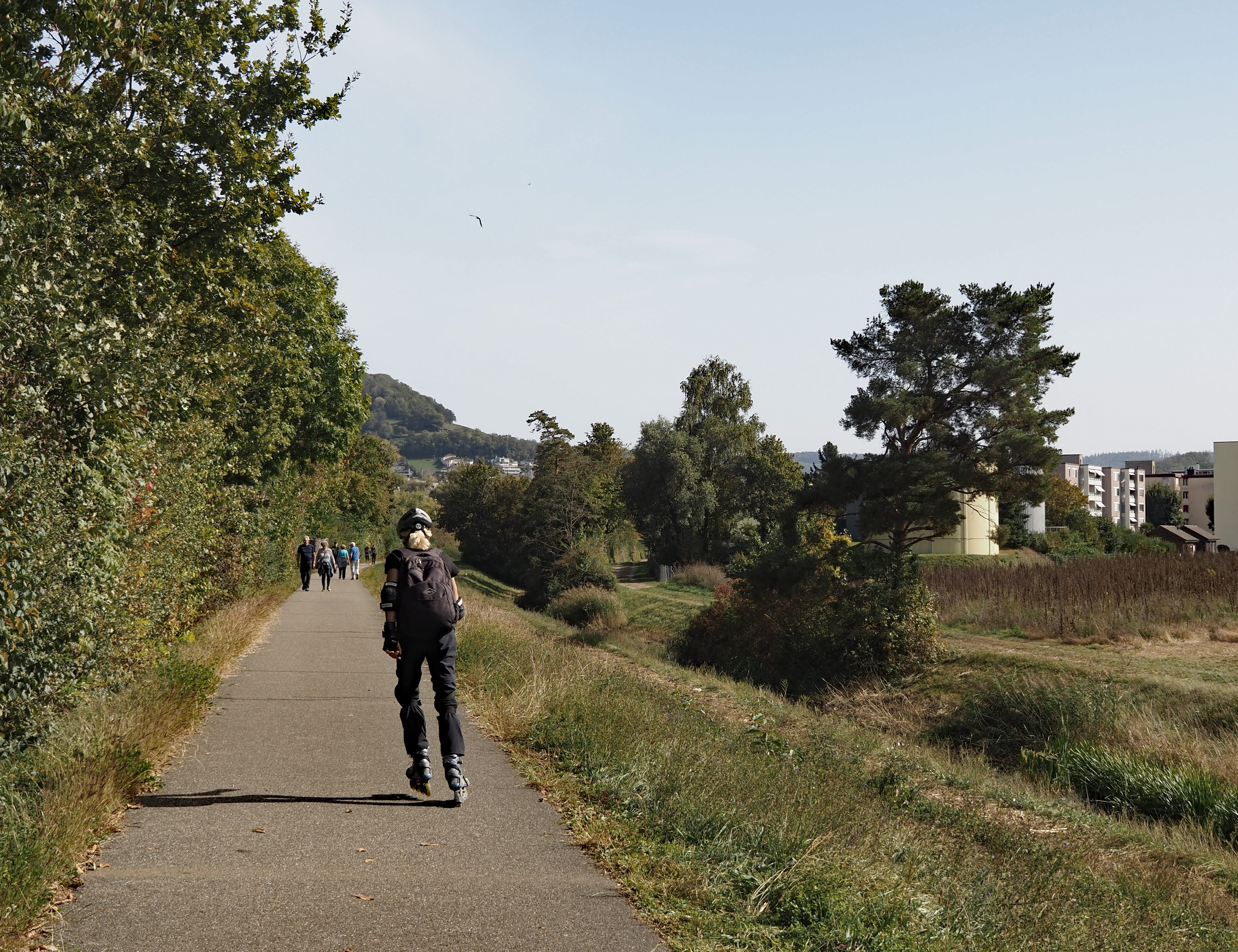
Uferweg auf dem Seitendamm bei Kleindöttingen

In der Aarelandschaft sind neben vielen anderen, grösstenteils frei zugänglichen Strassen und Feldwegen zwei besondere Wanderwege ausgeschildert: Der «Klingnauer Uferweg» verläuft als gut ausgebaute schmale Strasse mit einem Hartbelag und ohne Höhenunterschiede rund um den Klingnauer Stausee. Der Fahrweg, der auch dem Unterhaltsdienst des Kraftwerks Klingnau dient, liegt auf den Seitendämmen. Der sieben Kilometer lange Weg, der offiziell beim Bahnhof Döttingen beginnt, quert die Aare auf der Döttinger Brücke und auf dem Stauwehr und bietet dank der überhöhten Lage eine gute Sicht auf die umgebende Landschaft und die Seefläche. Er wird deshalb besonders auch für die Beobachtung der Wasservögel aufgesucht und dient als Zugang zum Klingnauer Beobachtungsturm und zum Naturzentrum von BirdLife Schweiz. Der flache Weg ist für Rollstuhlfahrer sehr gut geeignet und hat deshalb eine Kennzeichnung als barrierefreie Route.
Ein weiterer überregionaler Wanderweg führt durch den nördlichen Teil der Aarelandschaft: Der Fernwanderweg Nr. 60 «Via Rhenana», der südlich des Rheins verläuft, durchquert vom Bahnhof Koblenz aus das Naturschutzgebiet «Giriz» auf dem alten Dammweg, der früher zur Landestelle der ehemaligen Aarefähre führte, und passiert dann auf dem seitlichen Fussgängersteg an der Eisenbahnbrücke die Aare und geht weiter durch Felsenau und dem Rheinufer entlang nach Leibstadt.
An den Hauptverkehrsachsen der Nordschweiz errichtete die Schweizer Armee im Zweiten Weltkrieg ein System von Verteidigungsanlagen, zu dem auch die sogenannte «Sperrstelle Koblenz» gehörte. Im Landschaftsschutzgebiet an der Aare sind davon einzelne Werke als militärhistorische Baudenkmäler erhalten geblieben. Ein Infanteriebunker steht auf dem Seitendamm des Stausees bei Gippingen.

### Flussschifffahrt

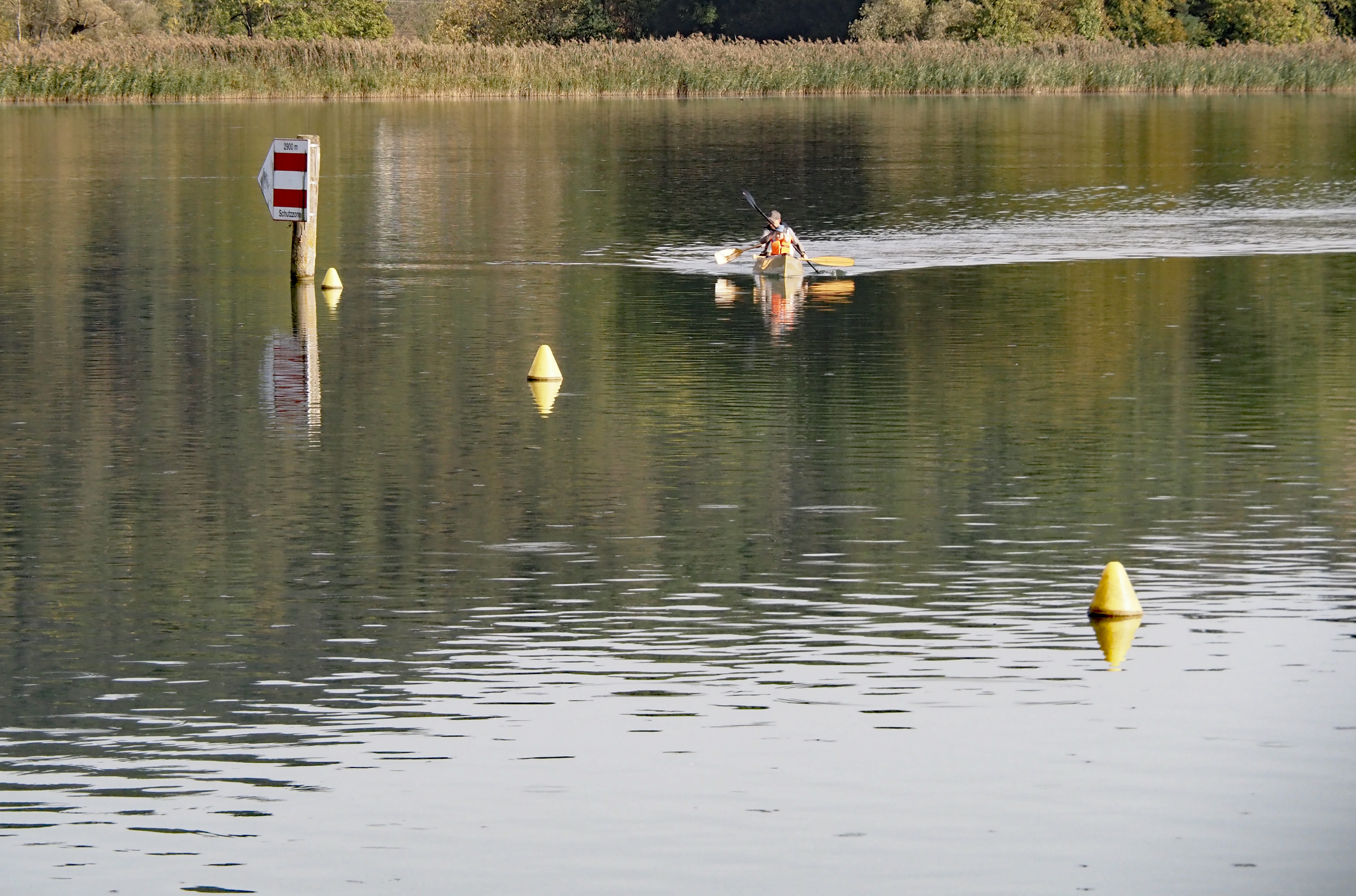
Bootfahrt auf dem Klingnauer Stausee

Seit dem Mittelalter diente die Aare als wichtiger Verkehrsweg für Schiffe und die Flösserei aus dem Schweizer Mittelland an den Rhein. Bei Klingnau lag eine oft genutzte Anlegestelle, von wo aus viele Reisende und Fuhrleute den Landweg über den Acheberg nach Zurzach einschlugen. Die Schiffleute von Klingnau waren dank ihrer Ortskenntnis neben jenen von Stilli und Koblenz mit dem Führen von Booten auf der unteren Aare betraut. Das Befahren des wilden Flusslaufs mit kleinen Stromschnellen zwischen den Inseln war nicht ungefährlich. Schwere Unfälle mit Schiffen auf der Aare bei Klingnau ereigneten sich unter anderem 1598, als 30 Personen im Fluss ertranken, und 1814, mit 29 Todesopfern. Die herkömmliche Flussschifffahrt blühte bis zum Bau der Eisenbahnen im 19. Jahrhundert und wurde endgültig durch die grossen Flusskraftwerke verhindert.

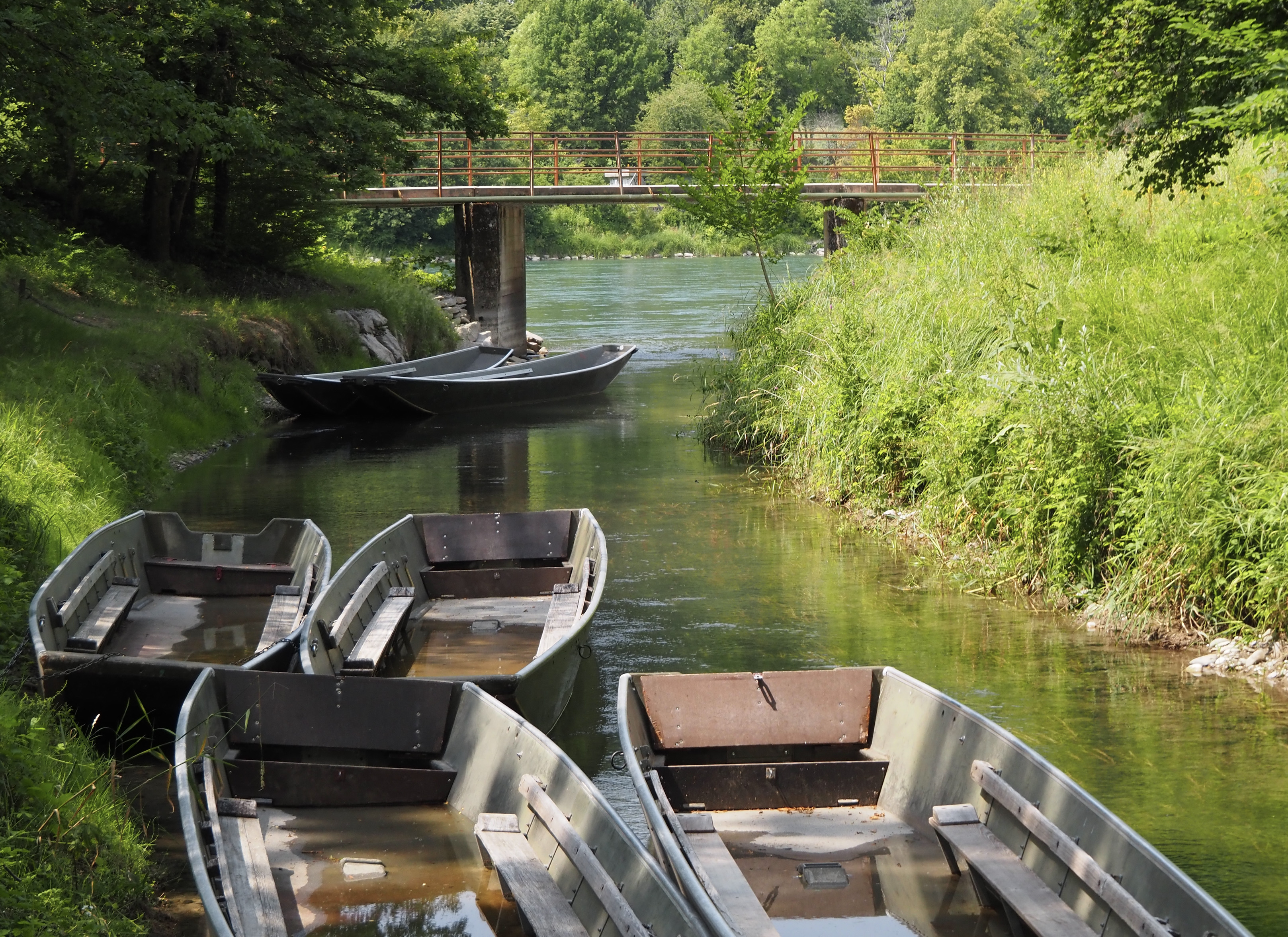
Pontonierboote auf dem Binnenkanal

1880 gründeten Schiffleute und militärisch geschulte Pontoniere aus der Stadt an der Aare den Pontonierfahrverein Klingnau. Bis zum Bau des Wasserkraftwerks bot die Auenlandschaft für das Manövrieren der Boote ein anspruchsvolles Übungsgelände. Danach musste der Sportverein unterhalb des Stauwehrs eine neue Basis einrichten. Das neue Bootshaus der Klingnauer Pontoniere befindet sich am Binnenkanal im Koblenzer Giriz und ihr neues Vereinshaus nahe bei der Stadt neben dem Damm des Stausees.
Zu Beginn des 20. Jahrhunderts nahmen verschiedene Wirtschaftsverbände Planungen für einen neuen Wasserweg für grosse Transportschiffe von Basel über den Hochrhein und die Aare in das Schweizer Mittelland auf und dachten sogar an den Ausbau des Wasserwegs als Transhelvetischer Kanal bis zum Genfersee. In der Aarelandschaft bei Klingnau wären neben dem Kraftwerk grosse Schiffsschleusen entweder im Gippinger Grien oder im Koblenzer Giriz angelegt worden. Obwohl sich das Vorhaben wegen der hohen Kosten für die zahlreichen Staustufen an der Aare kaum mit wirtschaftlichem Nutzen hätte realisieren lassen, blieb die Idee bis lange nach dem Zweiten Weltkrieg als Variante der Schweizer Verkehrsplanung aktuell. Noch um 1960 hielten Verkehrsfachleute an einer kleineren Variante mit der Hochrheinschifffahrt bis zur Aaremündung und dem Ausbau des Klingnauer Stausees zum Umschlaghafen fest. Die 1964 gegründete Arbeitsgemeinschaft zum Schutz der Aare und andere Organisationen setzten sich gegen die Projekte zur Wehr, um die Zerstörung der Auenlandschaft und des Vogelschutzgebiets bei Klingnau zu verhindern.
Die Aare ist nur mit kleinen Wasserfahrzeugen befahrbar. Eine offizielle Kanuwanderroute auf der Aare benützt den Wasserweg von Brugg aus durch den Klingnauer Stausee, wo eine Übersetzstelle am Stauwehr die Fahrt in das Unterwasser und weiter in den Rhein ermöglicht. Die Übersetzanlage beim Kraftwerk Klingnau ist für Boote bis 12 Meter Länge und zwei Tonnen Gewicht geeignet. Eine Fahrt über den Stausee kann Störungen der Wasservögel verursachen.

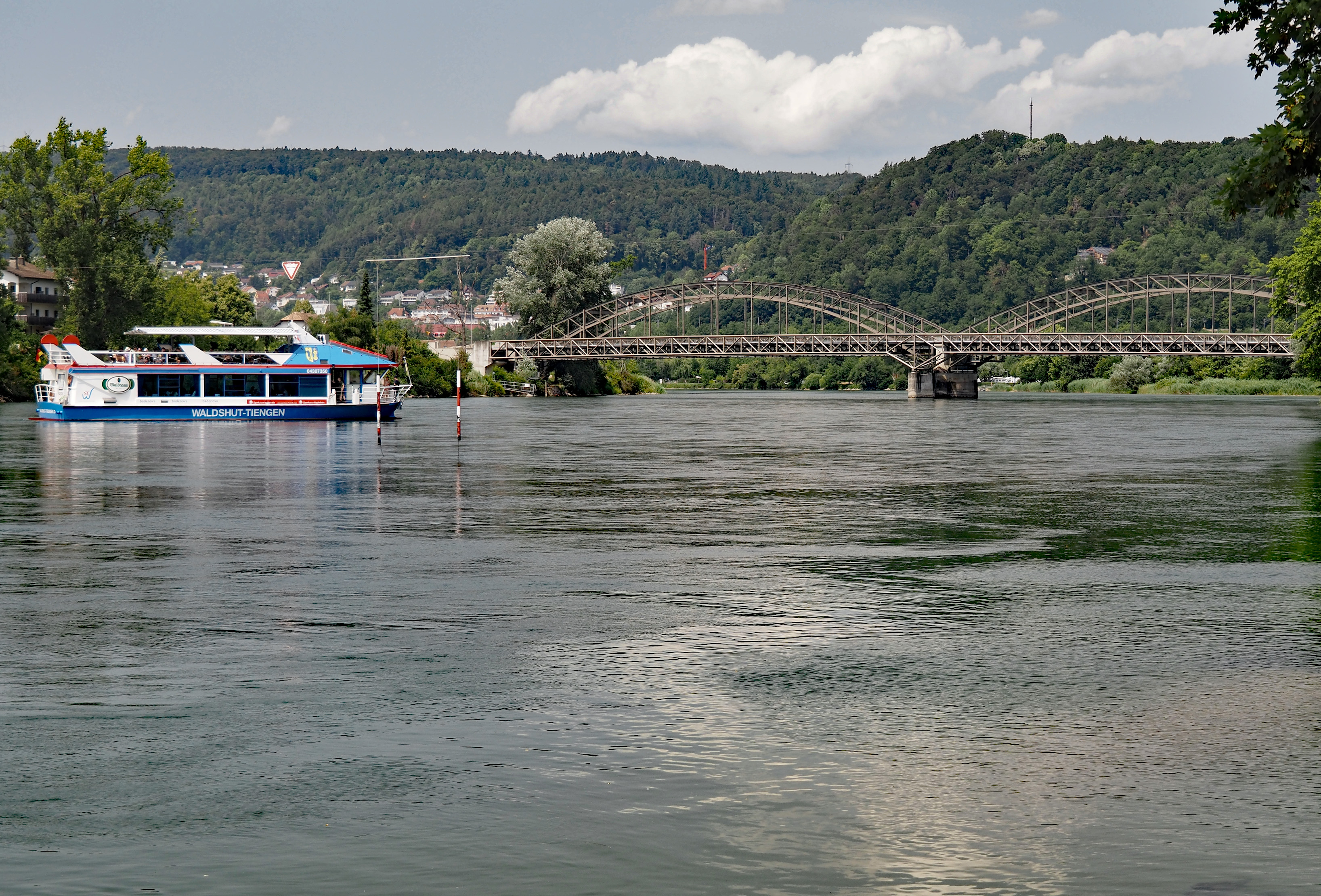
Ausflugsschiff bei Felsenau
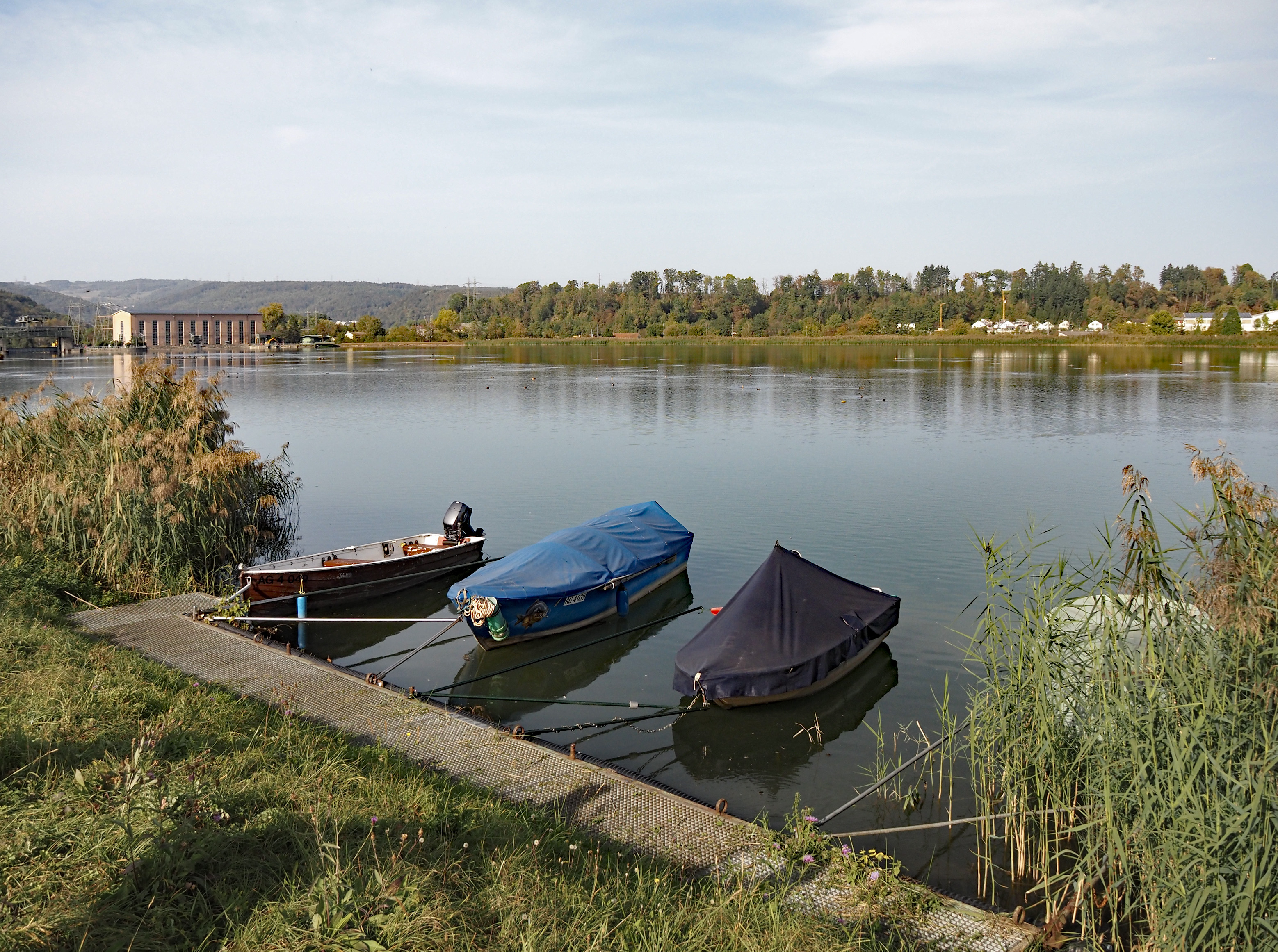
Bootssteg bei Gippingen
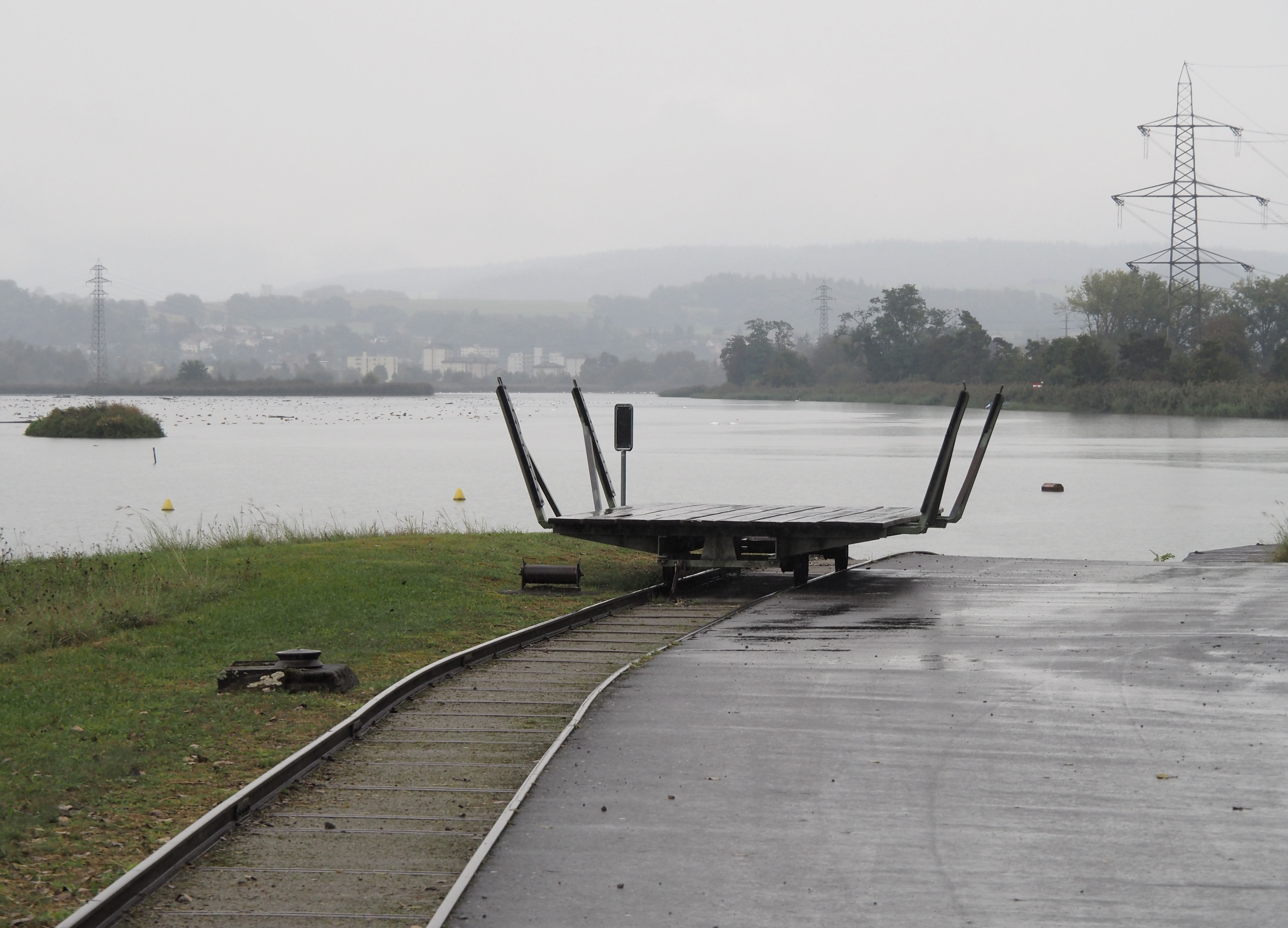
Bootstransportanlage beim Stauwehr

### Umweltschutz
Der Unterlauf der Aare ist seit langer Zeit durch schädliche Einflüsse aus dem dicht besiedelten Einzugsgebiet mit vielen Industriebetrieben im Mittelland belastet. Der Schutz der Gewässer durch die Reinigung des Abwassers war eine prioritäre Aufgabe des Umweltschutzes in der zweiten Hälfte des 20. Jahrhunderts. Auch in der Klingnauer Aarelandschaft wurden wie in zahlreichen anderen Auengebieten an den Schweizer Flüssen mehrere Kläranlagen gebaut, die das Schmutzwasser aus den umliegenden Siedlungen aufnehmen und behandeln. Noch bis in die 1970er Jahre hatten auch die Gemeinden das Abwasser aus den Wohnsiedlungen und Gewerbegebieten ungereinigt in die Auengewässer und die Aare eingeleitet. Neben dem Klingnauer Binnenkanal befindet sich nahe am geschützten Auengebiet die ARA «Zibli» des 1978 gegründeten Abwasserverbands Klingnau-Döttingen-Tegerfelden, wo die Abwässer aus dem unteren Surbtal, Döttingen und Klingnau gereinigt werden. Im Auwald des Gippinger Grien wurde 1978 die ARA von Leuggern und direkt neben dem linken Seitendamm des Stausees die Anlage von Kleindöttingen gebaut. Um die gestiegenen Anforderungen an die Wasserreinigung zu erfüllen, wurde 2023 das technische System der ARA Klingnau ausgebaut. Gemäss dem Konzept Abwasserreinigung des Kantons Aargau von 2014 ist geplant, die beiden anderen Anlagen am See aufzuheben und das Abwasser aller Gemeinden in die Kläranlage von Klingnau zu leiten. Der eventuelle Ausbau dieses Werk zur grösseren «ARA Unteres Aaretal» betrifft das Landschaftsschutzgebiet in zweifacher Hinsicht: Einerseits würden die beiden Anlagen Kleindöttingen und Gippingen, die im Perimeter des Schutzgebiets liegen, verschwinden, während andererseits die grössere Anlage «Zibli» den Randbereich der Landschaft und die Wasserqualität des Binnenkanals als Vorfluter beeinträchtigen könnte.
Im Nachhinein kam im Klingnauer Stausee eine früher nicht beachtete Folge der jahrzehntelangen Einleitung problematischer Stoffe in die Flüsse zum Vorschein. Chemische Kontrollen des Seegebiets zeigten um 2010 auf, dass in den abgelagerten Sedimenten eine erhebliche Menge von Schwermetallen und von PCB gespeichert ist. Weil der verunreinigte Schlamm zum Schutz des Biotops unbedingt beseitigt werden musste, plante die Kraftwerkbetreiberin, das kontaminierte Material aus der Naturschutzzone in den Rhein zu pumpen. Aufgrund einer Beschwerde des Aargauischen und des Schweizerischen Fischereiverbands verbot das Verwaltungsgericht 2020 diese Massnahme und verlangte die fachgerechte Beseitigung des kontaminierten Materials. Im Jahr 2024 legte das Umweltdepartement des Kantons Aargau einen neuen Plan für die Sanierung der Verlandungsgebiets im Stausee vor: Mit einem neuen Damm würde die Zufuhr von Sand und Schwebestoffen in den See aufgehalten; und zugleich sollte das Ausbaggern eines Teils der stark verlandeten Fläche das Wasservogelhabitat vor der Vegetation schützen und mindestens einen Teil der Schadstoffe entfernen.
Bei tiefem Wasserstand im Fluss wirkt sich das erwärmte Kühlwasser des wenige Kilometer oberhalb des Klingnauer Stausees errichteten Kernkraftwerks Beznau stark auf die Wasserqualität in der Aare und in den Schutzgebieten bei Klingnau aus. Gerade in Trockenperioden und wenn die Gewässer im Mittelland noch zur Bewässerung von Landwirtschaftsflächen genutzt werden, genügt der Abfluss der Aare manchmal nicht, um das Reaktorsystem abzukühlen, ohne die Lebensbedingungen für die Gewässerfauna zu gefährden. Die Wassertemperatur darf unterhalb von Beznau 25 Grad Celsius nicht überschreiten. Nach Hitzeperioden wie in den Jahren 2003, 2015, 2018, 2019, 2022 und 2023 musste die Axpo die Leistung des Kernkraftwerks einschränken.

## Flora und Fauna

### Naturzentrum Klingnauer Stausee
Das BirdLife-Naturzentrum Klingnauer Stausee ist eine von den Vogelschutzorganisationen BirdLife Aargau und BirdLife Schweiz eingerichtete Fachstelle für alle Aspekte des Naturschutzes in der Aarelandschaft bei Klingnau. Es besteht seit 2019 und informiert in Zusammenarbeit mit dem Auenschutzpark Aargau über die Natur in der Umgebung des Stausees. Dazu dienen das Ausstellungsgebäude mit einem Schulungsraum und ein Erlebnispfad mit einem Teich, Hecken, Magerwiesen, Trockenmauern und einem Bach, die verschiedene Lebensräume des Schutzgebiets darstellen. Aus einer Beobachtungshütte ist die Brutwand des Eisvogels zu sehen. Mit Exkursionen, anderen Projekten und Publikationen informiert das Naturzentrum über die Pflanzen- und Tierwelt des Schutzgebiets und weitere ökologische Themen.
Das Naturzentrum steht nahe beim Vogelbeobachtungsturm am Stausee auf einem Grundstück in Kleindöttingen, das BirdLife Schweiz von einer Privatperson erwerben konnte. Die Anlage befindet sich in der neu geschaffenen «Spezialzone Aarelandschaft» der Gemeinde Böttstein. Das Gebäude wurde mit Beiträgen des Swisslos-Fonds des Kantons Aargau, der Gemeinde Böttstein und von Privaten finanziert, der Betrieb wird von den Vogelschutzvereinen, vom Auenschutzpark Aargau und der Sektion Jagd&Fischerei des Kantons Aargau unterstützt. Und auch von den weiteren Aargauer Gemeinden Villigen, Würenlingen, Döttingen, Klingnau, Koblenz, Leuggern und Mandach und dem solothurnischen Härkingen erhielt das Naturzentrum finanzielle Hilfe.
Die Dokumentationsstelle sammelt Informationen zur Entwicklung des Wasser- und Zugvogelreservats und berichtet mit Publikationen und auf ihrer Website regelmässig über ihr Arbeitsprogramm, über die Tier- und Pflanzenwelt in der Aarelandschaft und besonders die Wasser- und Zugvögel auf dem Stausee, der bei Ornithologen seit langem als gutes Beobachtungsgebiet bekannt ist. Jeweils im Herbst organisiert das Naturzentrum, koordiniert mit einer Aktion von BirdLife International, einen «Zugvogeltag», an dem die Besucher des Schutzgebiets Informationen zur Ornithologie und fachliche Hilfe bei der Vogelbeobachtung vom Aussichtsturm am Klingnauer Stausee erhalten. Der Anlass mit der Bezeichnung «European Bird Watch», kurz «EuroBirdwatch», dient auch dazu, mit den vielen von Teilnehmenden gemeldeten Beobachtungen die Zugvogelstatistik zu ergänzen.
Mit einem 2019 beim Naturzentrum aufgestellten Kunstwerk, der Holzskulptur «Konflikt Mensch–Natur», will der Naturschutzverein Aare-Rhein auf das spannungsgeladene Verhältnis zwischen den Aktivitäten des Menschen und der gefährdeten Natursphäre aufmerksam machen.

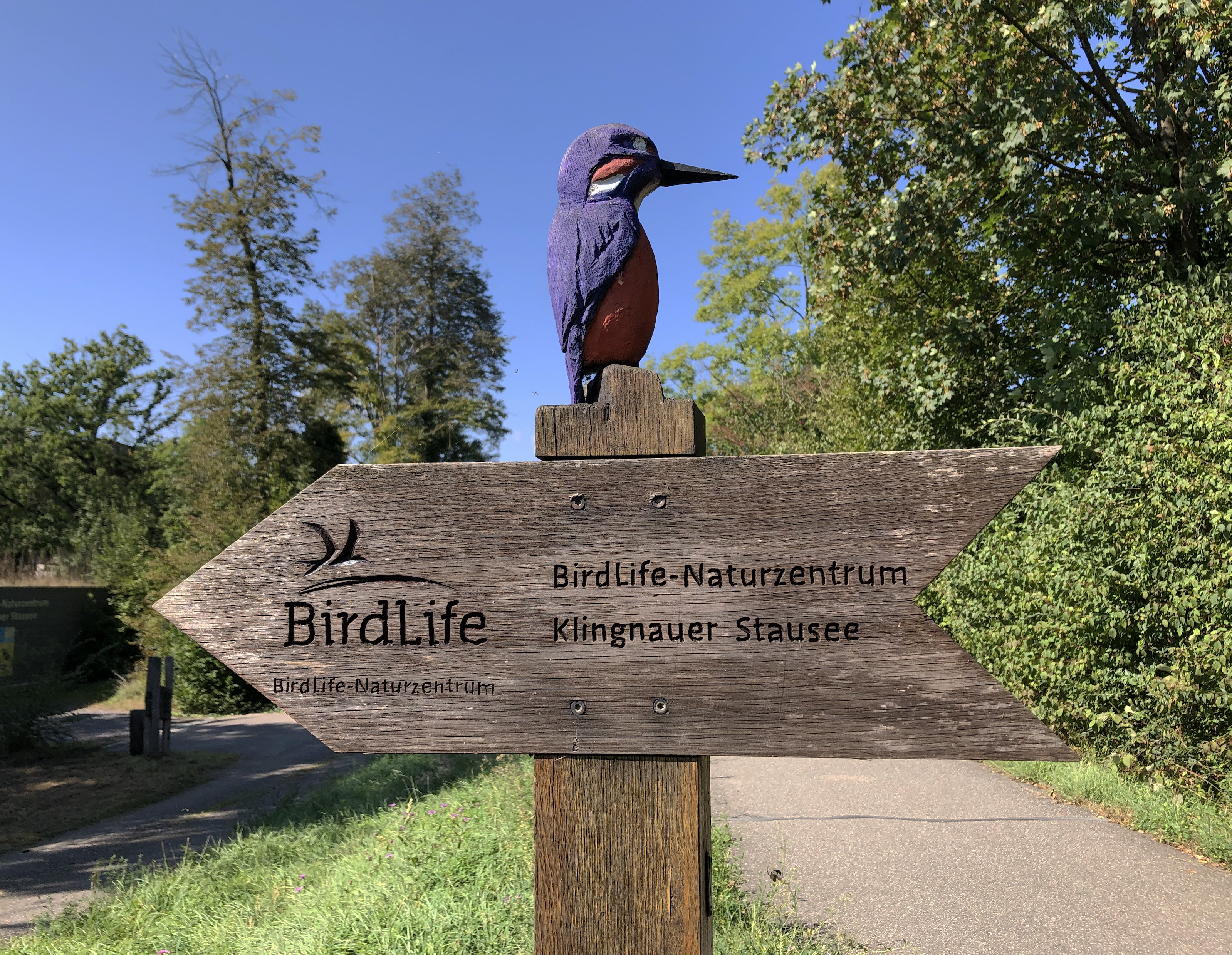
Wegweiser zum Naturzentrum Klingnauer Stausee
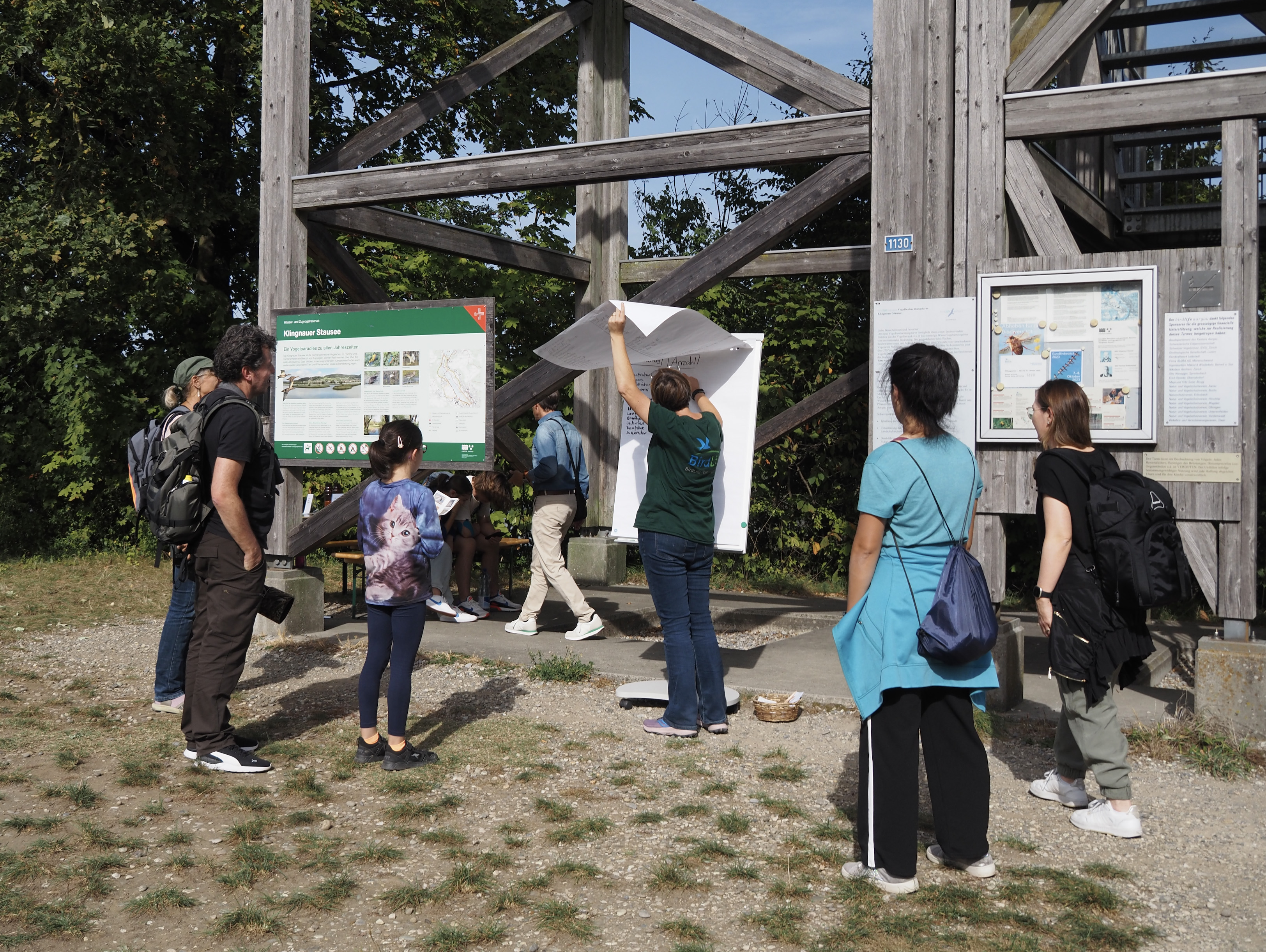
EuroBirdwatch am Klingnauer Stausee
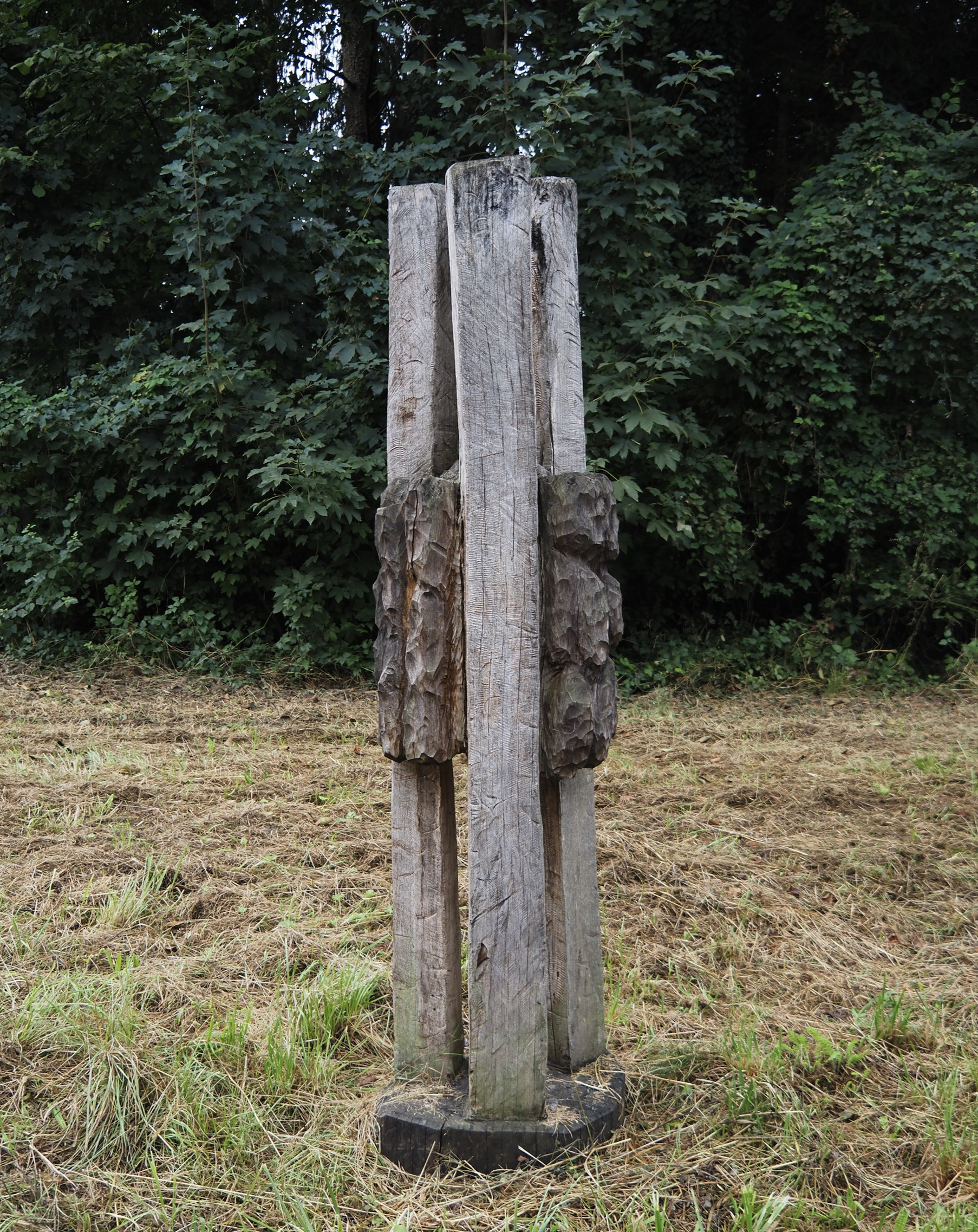
Skulptur «Konflikt Mensch–Natur»
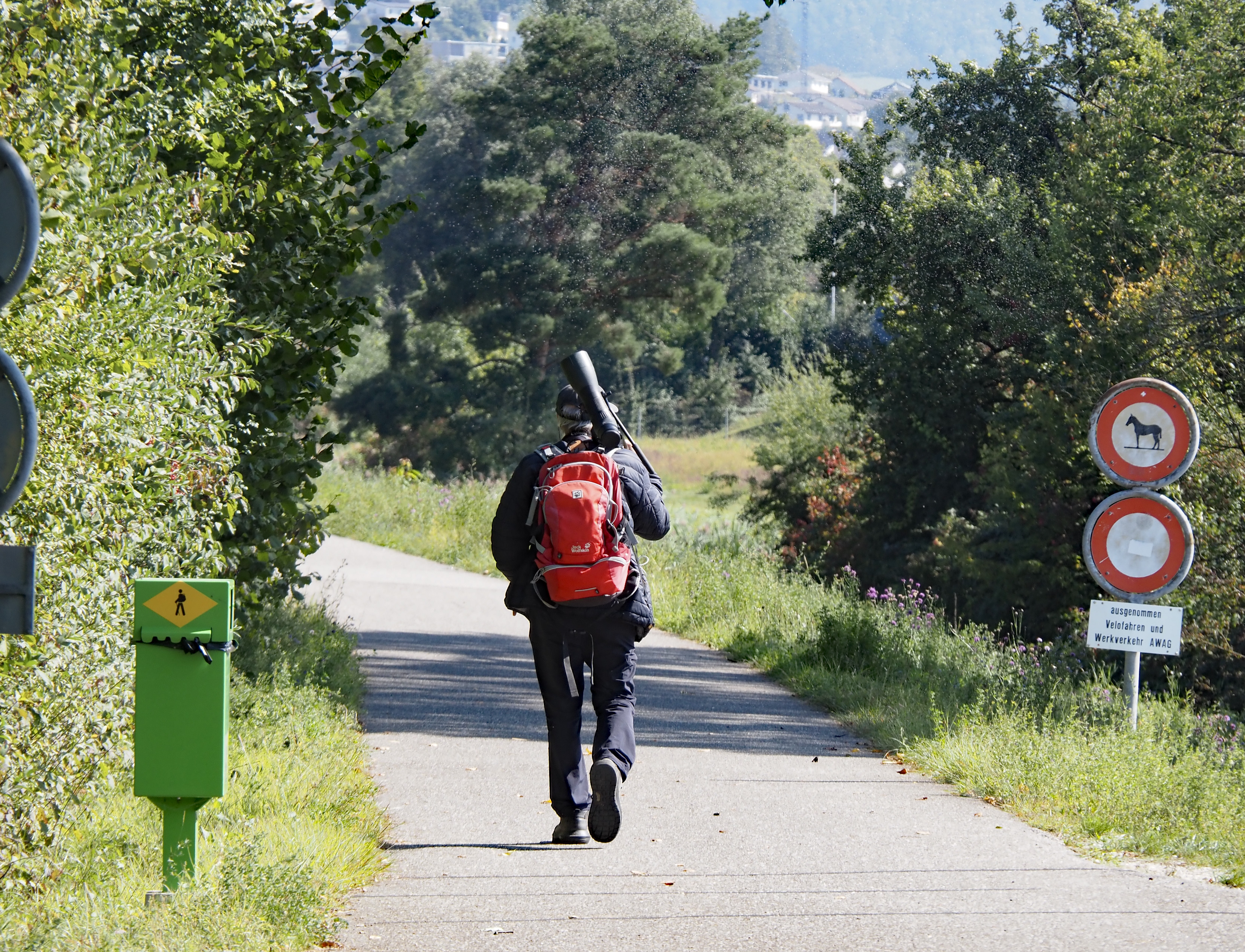
Ornithologe am Klingnauer Stausee

### Vegetation

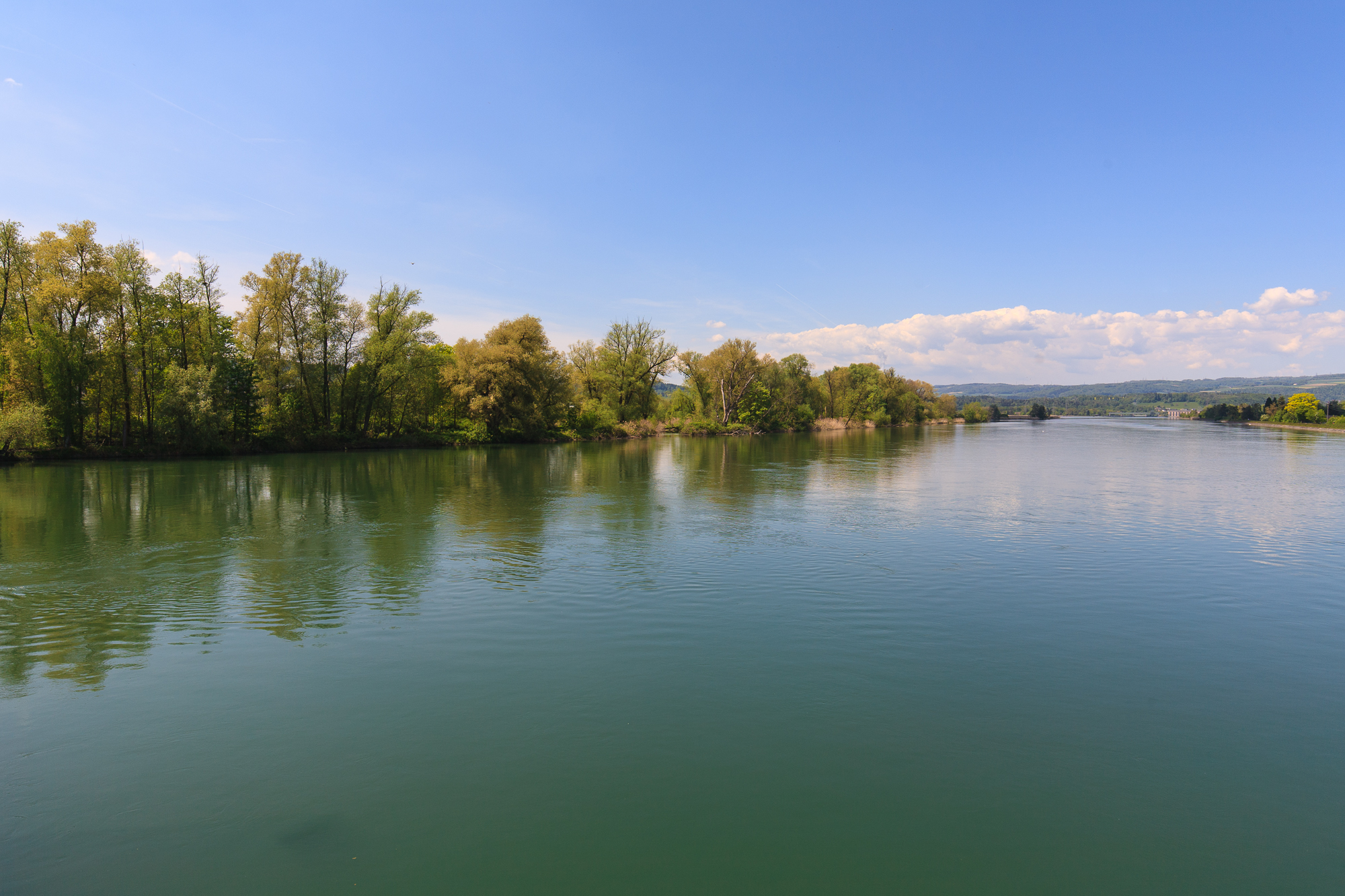
Waldstreifen auf der linken Seite des Stausees

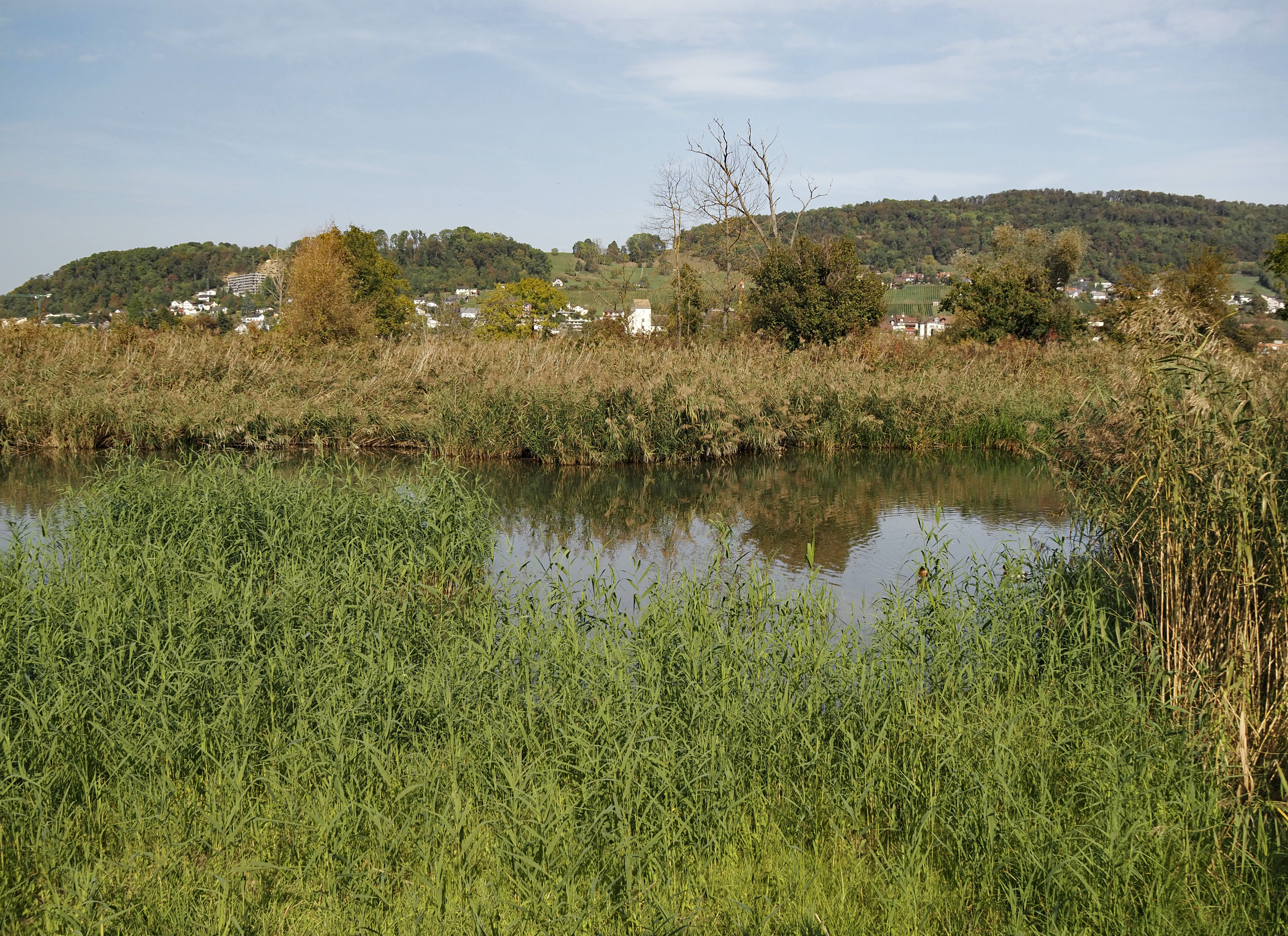
Moorgebiet im Klingnauer Stausee

Die Lebensräume im Landschaftsschutzgebiet bestehen einerseits aus den grossen Gewässern mit dem Stausee Klingnau und dem letzten Flussabschnitt der Aare und andererseits aus den Überresten von Auengebieten und offenen Flächen neben den Flussufern. In den unterschiedlichen Habitaten finden Pflanzen und Tiere abwechslungsreiche Lebensbedingungen vor. Still- und Fliessgewässer, Wälder, Sümpfe, Wiesen und andere offene Standorte bilden ein reiches Mosaik von Biotopen. In den noch vorhandenen Auenflächen und im verlandeten Seebereich sind grosse Feuchtgebiete und einige Moorflächen entstanden.
Seit dem frühen 20. Jahrhundert fanden pflanzensoziologische Untersuchungen an der Aare und später auch im Klingnauer Stausee statt. Der Aargauer Botaniker Rudolf Siegrist, der später zum Aargauer Regierungsrat gewählt wurde, beobachtete schon vor dem Ersten Weltkrieg erstmals systematisch die Gewässerverhältnisse und die Vegetation in den Auen an der Aare und publizierte 1962 nochmals eine Studie zur Auenlandschaft bei Klingnau. Er hatte kurz nach der Begradigung der Aare noch gut erhaltene Auenbereiche vorgefunden und die natürliche Entwicklung der Vegetation dieses Naturraums aufgezeichnet, die dann nach dem Bau des Klingnauer Stausees teilweise verloren ging. Auf den Hochwasser-Kiesbänken bei Klingnau entdeckte Siegrist einen bedeutenden Bestand des Sanddorns (Hippophae rhamnoides), der früher eine charakteristische Art der Auenvegetation an der Aare war und mit den vielen flussbaulichen Projekten an diesem Fluss inzwischen praktisch ganz verschwunden ist. Bei einer botanischen Bestandesaufnahme am Stausee und in den Auwäldern in den 1980er Jahren zählte Karin Marti 148 Pflanzenarten.
Von den tieferen Wasserzonen im Stausee und in den Kanälen bis zu den trockenen Uferbereichen ist die typische Abfolge von Pflanzengemeinschaften eines Seeufers vorhanden:
- Gewässerzonen: Grünalgenassoziationen und Kalkalgenvegetation; Schwimmblattflur mit Pflanzen wie Laichkräuter, Wasserpestarten (Elodeae), der Sumpf-Teichfaden (Zannichellia palustris), das Quirlige Tausendblatt und Gelbe Teichrose (Nurphar lutea) oder Wasserfeder (Hottonia palustris)
- Schlickflächenvegetation mit Moosassoziation und Uferstauden; mit seltenen Pflanzen wie Schwanenblume (Butomus umbellatus) und Ufer-Ampfer (Rumex maritimus).
- Vegetation im seichten Wasser und am Ufersaum: Schilfröhricht mit Rohrglanzgras, Schilf und Breitblättrigem Rohrkolben, Fluss-Ampfer (Rumex hydrolapathum),[67][68] Wasser-Schwaden (Glyceria maxima )
- Vegetation trockener Verlandungsgebiete: Grossseggenried mit verschiedenen Seggenarten (z. B. Spitzsegge (Carex gracilis), Sumpf-Segge (Carex acutiformis) und andere Pflanzen); an den Seeufern u. a. Braunes Zypergras (Cyperus fuscus), Kleines Tausendgüldenkraut (Centaurium pulchellum), Zwerg-Gauchheil (Centunculus minimus), Mittlerer Wegerich (Plantago media) und Kröten-Binse (Juncus bufonius)
- Hochstaudenflur (mit Goldruten und vielen anderen Arten)
- Silberweiden-Auwald (Salicetum-Gesellschaft) mit verschiedenen Weidenarten und anderen Gehölzen
- Bruchwald auf nassen, oft überfluteten Flächen.

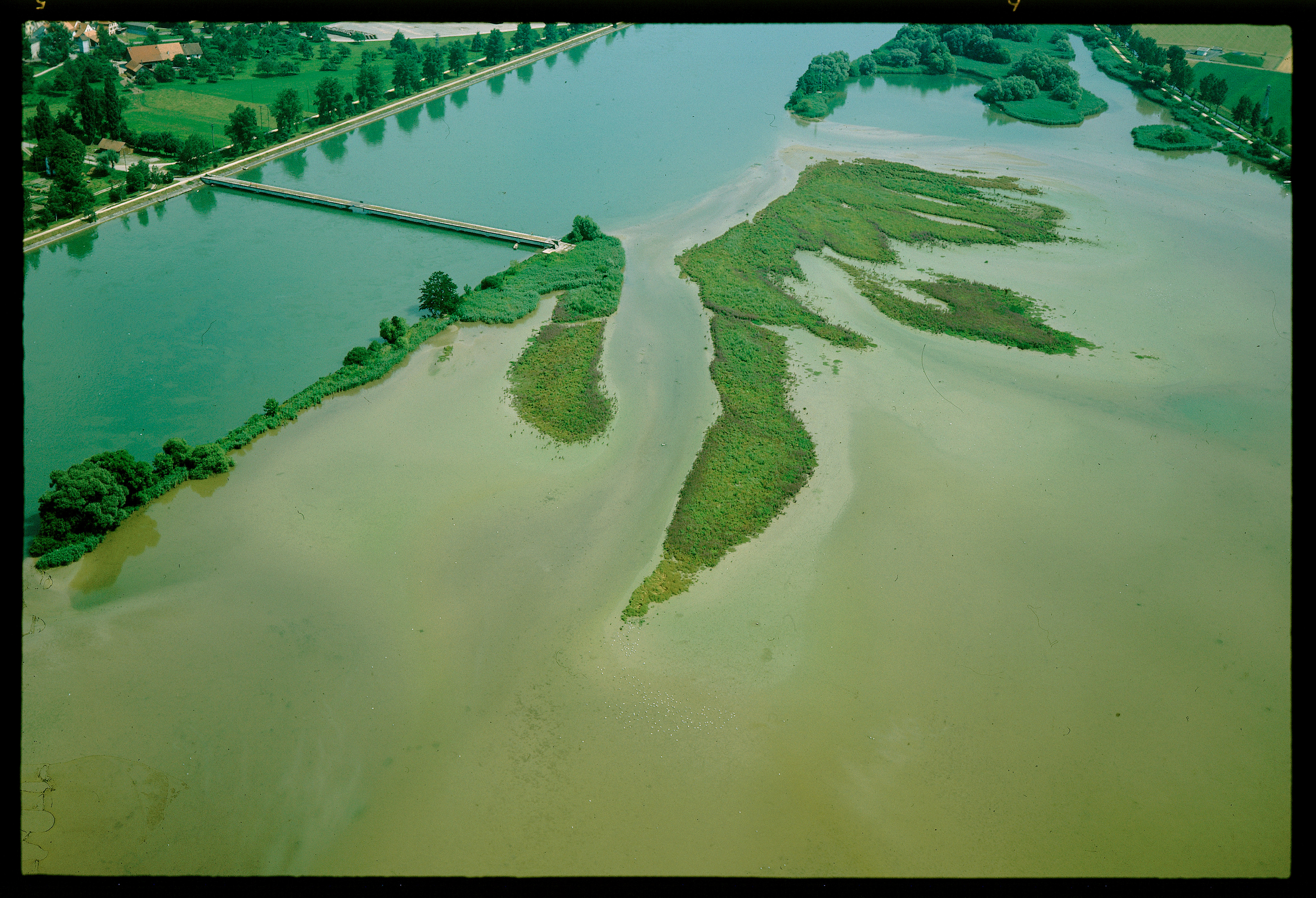
Verlandungszone im Klingnauer Stausee, Zustand 1975 (Bildersammlung der ETH-Bibliothek)

Der Boden im Stausee verändert seinen Zustand seit der Inbetriebnahme des Kraftwerks im Jahr 1935 stetig. Während die tiefere rechte Seeseite, wo das Wasser zum Kraftwerk und gelegentlich zu den geöffneten Wehrfeldern strömt, einem Fliessgewässer entspricht und der Erosion unterliegt, verlandet die seichte Bucht im Südwesten fortschreitend durch die Ablagerung von Sedimenten. Rudolf Siegrist berechnete den Umfang der bis um 1960 erfolgten Auflandung auf mehr als zwei Millionen Kubikmeter Sand und Schlamm. Im linken Seebereich steht das Wasser heute auf weiten Flächen nur noch wenige Zentimeter tief. Der Kanton Aargau sucht die Bewässerung dieses Raumes mit einer neu ausgehobenen Rinne zu verbessern, um die Verlandung zu verlangsamen. Dennoch breiten sich von Kleindöttingen aus der Auenwald und das Schilfröhricht stets weiter aus. Auf den neu entstandenen Schlamminseln siedelte sich seit den 1940er Jahren durch langsame Sukzession eine vielfältige Vegetation an, die sich aus Pionierrasen, Moos, Schilf und Gehölzgruppen zusammensetzt. Im flachen Wasser entwickelt sich in der Sommerzeit eine artenreiche Wasservegetation, die einigen Vogelarten eine gute Nahrungsgrundlage bietet.

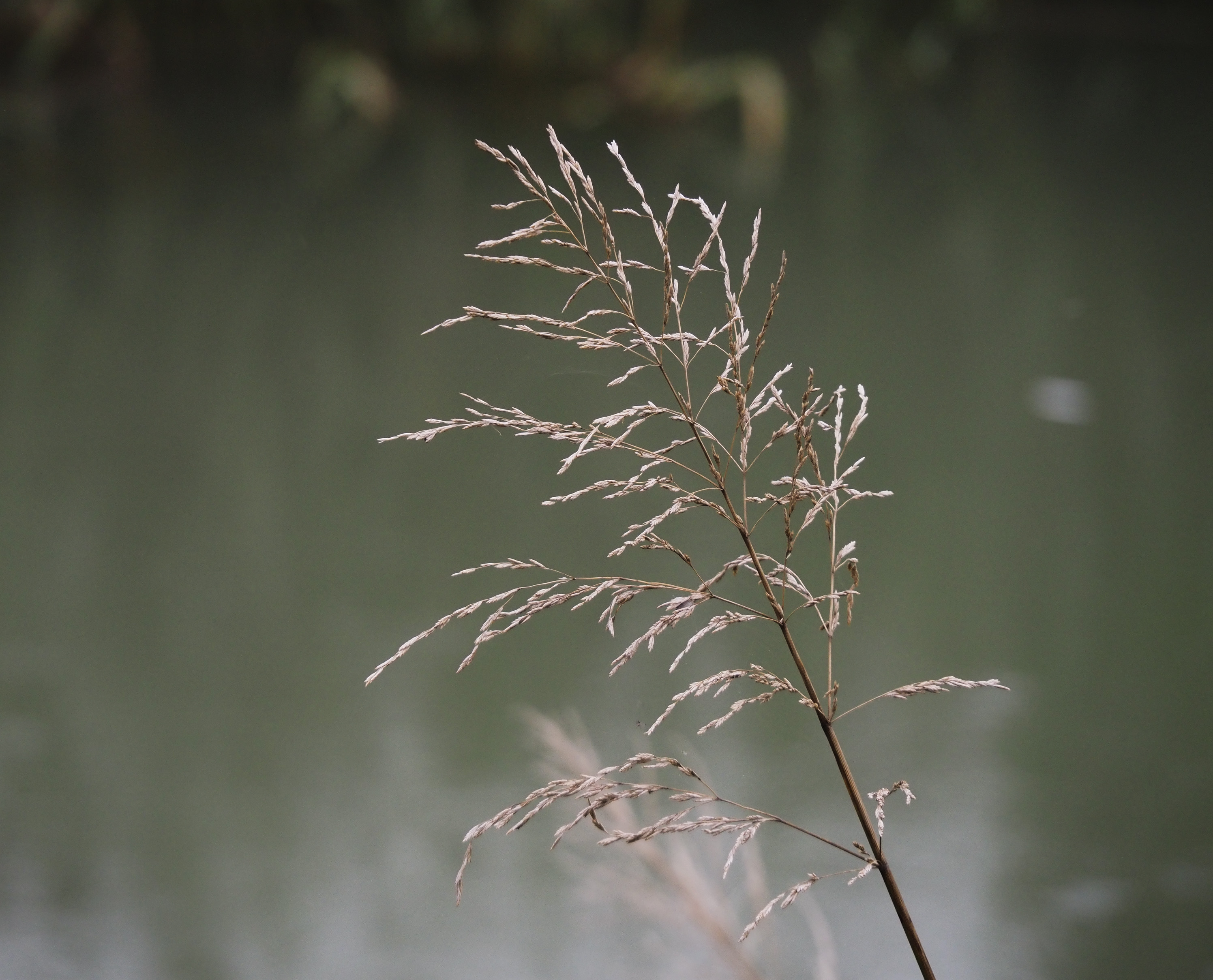
Wasser-Schwaden im Röhricht am Ufer des Klingnauer Stausees

Auf den Schlickinseln wachsen (gemäss Büttiker, 1952) zahlreiche Arten des Rohrglanzgrasröhrichts (Pflanzenassoziation Phalaridetum arundinaceae): Rohrglanzgras (Phalaris arundinacea), Verwachsenblättriger Zweizahn (Bidens connata), Wasser-Sumpfkresse (Rorippa amphibia), Wilde Sumpfkresse (Rorippa silvestris), Sumpf-Ziest (Stachys palustris), Zottiges Weidenröschen (Epilobium hirsutum), Ufer-Wolfstrapp (Lycopus europaeus), Blauer Wasser-Ehrenpreis (Veronica anagallis-aquatica), Bachbunge (Veronica beccabunga), Echter Baldrian (Valeriana officinalis), Kriechender Hahnenfuss (Ranunculus repens), Wald-Engelwurz (Angelica silvestris), Rohr-Schwingel (Festuca arundinacea), Straussgras (Agrostis alba), Schilfrohr (Phragmites communis), Sumpf-Schwertlilie (Iris pseudacorus), Wasserminze (Mentha aquatica), Echte Zaunwinde (Concolvulus sepium), Knäuel-Ampfer (Rumex conglomeratus), Sumpf-Vergissmeinnicht (Myosotis scorpioides), Wald-Simse (Scirpus sylvaticus), Breitblättriger Rohrkolben (Typha latifolia), Behaarte Segge (Carex hirta), Blaugrüne Binse (Juncus inflexus), Gewöhnlicher Blutweiderich (Lythrum salicaria), Sumpf-Rispengras (Poa palustris), Winterkresse (Barbarea vulgaris), Milder Knöterich (Polygonum mite) und Silber-Weide (Salix alba).
Bis 2005 wurden die Schilfbestände in der Flachwasserzone regelmässig gemäht und aufkommende Bäume auf den Schlickinseln entfernt. Dazu konnten die Mähmaschinen den tieferen rechten Seestreifen auf einer Halbbrücke überqueren, die von Klingnau aus seit 1915 eine Hälfte der Aare überquerte und 2005 abgebrochen wurde. Unterhalb der neuen Flussbrücke steht am südwestlichen Seerand in Kleindöttingen ein Auwald, durch welchen der Kanton Aargau neue Wasserrinnen ausbaggern liess, um die Wasserzufuhr in das verlandete Gebiet zu erhöhen.
Die Auwälder am südlichen Ufer des Klingnauer Stausees, im Gippinger Grien und im Giriz unterscheiden sich in der Zusammensetzung der Pflanzenarten je nach den Wasserverhältnissen. In nassen und oft überschwemmten Bereichen bildet sich ein Weichholzauenwald mit Silberweiden, der Schwarzpappel (Populus nigra) und Schwarzerle (Alnus glutinosa) aus. Auf trockeneren Auenflächen wächst ein Hartholzauenwald mit der Stieleiche (Quercus robur), der Flatterulme (Ulmus laevis) und dem Berg-Ahorn (Acer pseudoplatanus). In den vielfältigen Vegetationsgruppen der Auen können sich zahlreiche Gebüscharten, Krautpflanzen und Gräser entwickeln. Bei Überschwemmungen gelangen aus dem weiter oben liegenden Einzugsbereich der Aare immer wieder neue, vom Wasser mitgerissene Pflanzen und Pflanzensamen in die Auwälder. Der Kanton Aargau richtete im Gippinger Grien und im Koblenzer Giriz zum Schutz der Vegetation kantonale Naturwaldreservate ein. Das darin anfallende Totholz nützt Pilzen, Moosen, Insekten, Amphibien, Reptilien und Vögeln.
Am Südufer des Stausees und auf dem anschliessenden Teil des Mitteldamms hat sich ein gemischter Auwald herausgebildet, der neben anderen Baumarten noch viele, zum Teil alte Silberweiden (Salix alba), eine typische Baumart der Flussauen, und Schwarz-Erlen (Alnus glutinosa) enthält. Nur noch vereinzelt kommt am Ufer des Stausees die Bergföhre (Pinus mugo) vor, die gemäss Siegrist früher eine häufige Baumart auf trockenen Auenzonen war.
An der Dammböschung und auf höheren Stellen in der Verlandungszone breitet sich ein Pioniergebüsch mit Schwarzdorn (Prunus spinosa), Schneeball (Viburnum), Weissdorn (Crataegus laevigata), Haselstrauch (Corylus avellana), Rotem Holunder (Sambucus racemosa), Pfaffenhütchen (Euonymus europaeus), Wildrosen, Amerikanischer Schneeball (Viburnum opulus subsp. trilobum), Brombeeren (Rubus), Efeu (Hedera helix) und anderen Arten allmählich seeabwärts aus.
Die erhöhten Terrassen neben den Gewässern und trockenen Flussinseln trugen früher ausgedehnte Ried- und Trockenwiesen, die im intensiv genutzten Landwirtschaftsgebiet selten geworden sind. In den Wiesen sind zum Beispiel die Sibirische Schwertlilie (Iris sibirica) oder der Gemeine Froschlöffel (Alisma plantago-aquatica) rar geworden. Die wenigen, vor allem an den steilen Böschungen der Uferdämme am Stausee noch vorhandenen Trockenstandorte sind Lebensräume für seltene Blütenpflanzen wie der Skabiosen-Flockenblume (Centaurea scabiosa) oder dem Dolden-Milchstern (Ornithogalum umbellatum). Ein Wiesenstreifen nordöstlich des Stausees ist als Naturschutzgebiet «Unteri Au» im Bundesinventar der Trockenwiesen und -weiden von nationaler Bedeutung verzeichnet.
In den Biotopen der Aarelandschaft breiten sich verschiedene Neophyten aus, die möglicherweise vom Oberlauf der Flüsse angeschwemmt wurden. Zu den stark vertretenen invasiven Arten, die vom Naturzentrum Klingnauer Stausee in den Schutzgebieten regelmässig bekämpft werden, gehören etwa die Robinie (Robinia pseudoacacia), die in Auwäldern und Hecken wächst, das Einjährige Berufkraut (Erigeron annuus) auf den Wiesen und das Drüsige Springkraut (Impatiens glandulifera). Für die Pflege der Vegetation und damit auch die Bekämpfung invasiver Neophyten in der vom Kanton bezeichneten Zone für Kraftwerkanlagen ist die Axpo verantwortlich.

### Brutvögel und Gastvögel

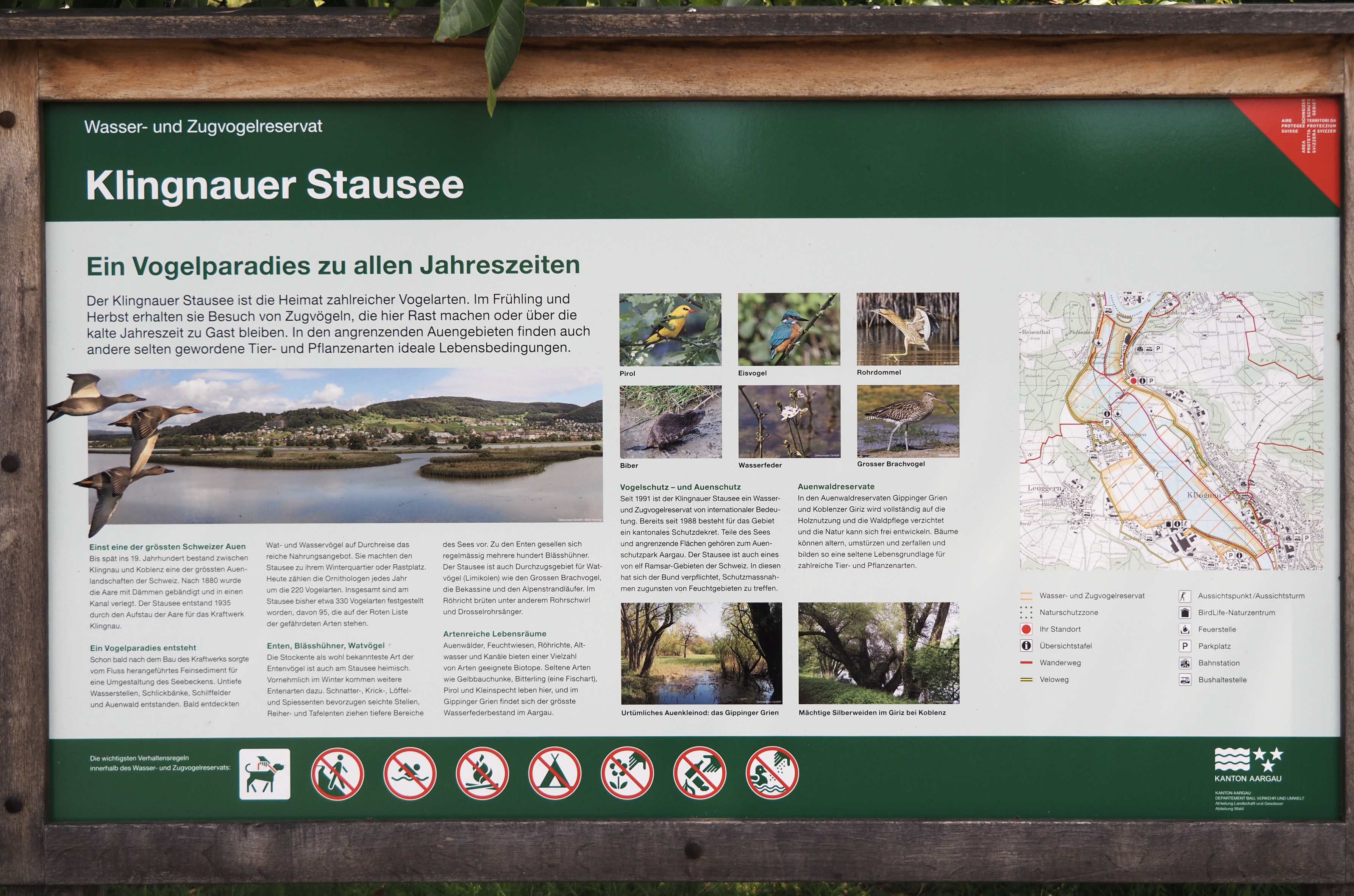
«Vogelparadies» Klingnauer Stausee

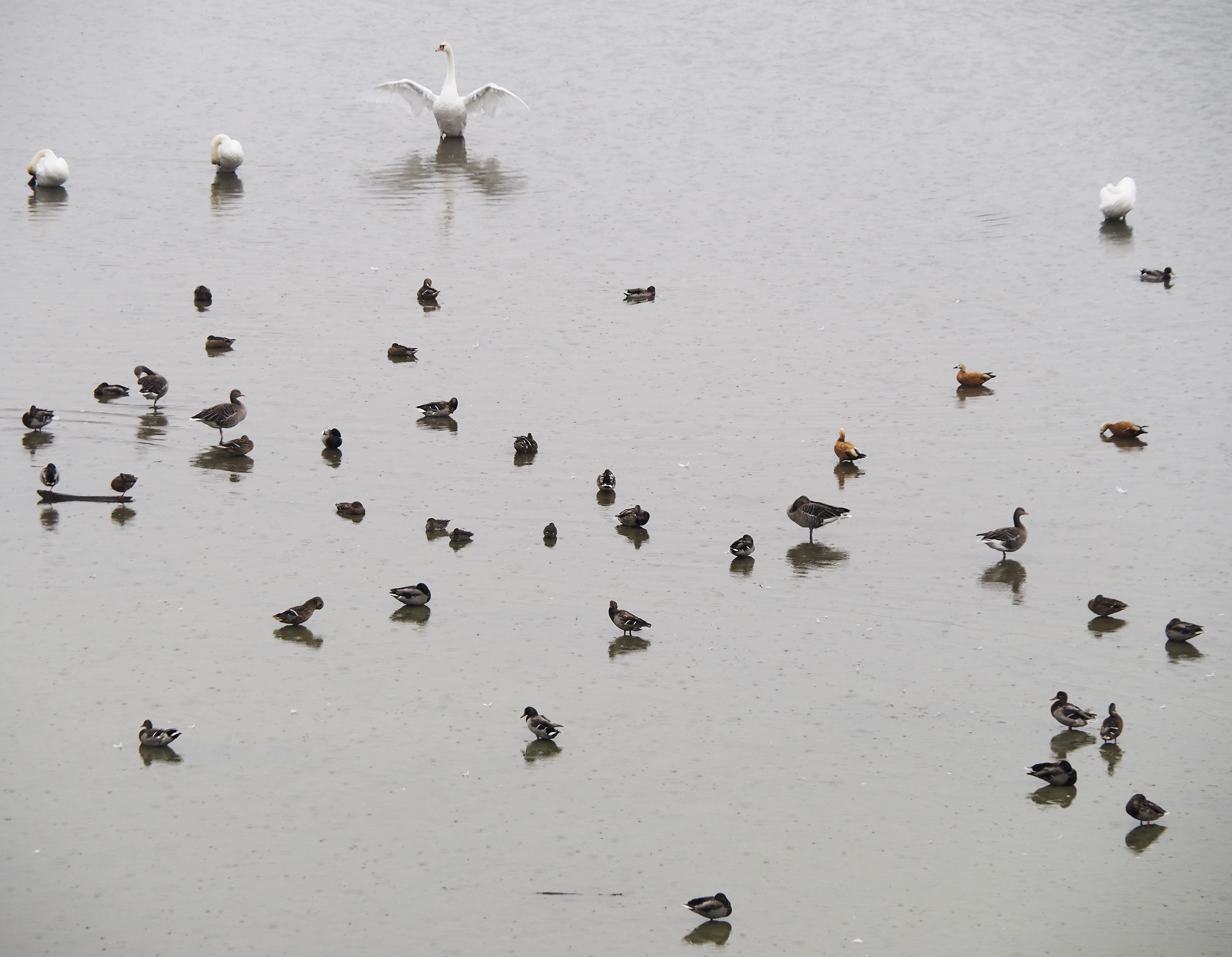
Wasservögel im seichten Wasser

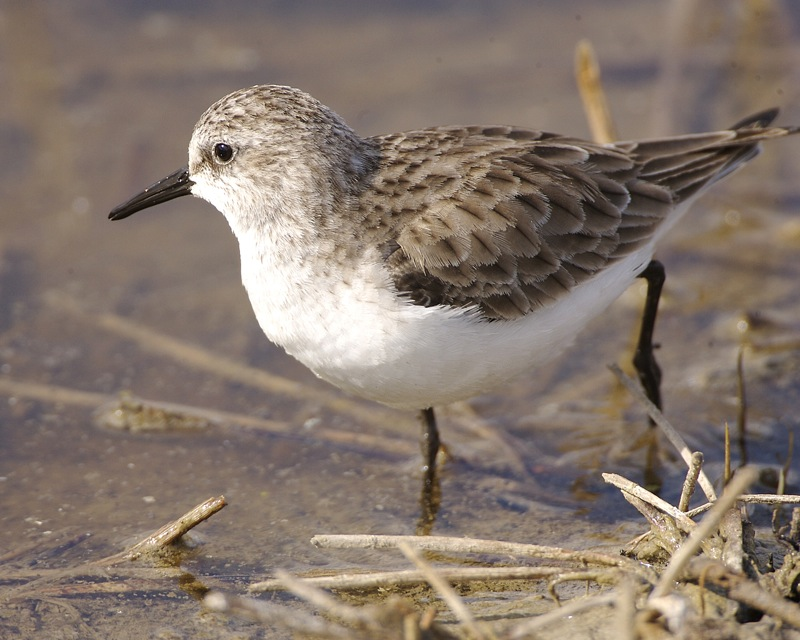
Zwergstrandläufer

Von der vielfältigen, artenreichen Fauna in der Aarelandschaft am Klingnauer Stausee fallen vor allem die vielen, oft scharenweise anwesenden Entenvögel auf, zu denen auch Gänse, Schwäne und Säger gehören. Die Gewässerlandschaft ist das bedeutendste Revier für Wasservögel an der Aare, noch vor dem Schutzgebiet am Stausee Niederried (BLN-Objekt Nr. 1316), das ebenfalls als Ramsar-Gebiet und als IBA (Important Bird Area) eingestuft ist. Erste systematische, mehrjährige Beobachtungen der gesamten Avifauna auf dem Klingnauer Stausee und in den umliegenden Auwäldern ergaben um 1950 eine Liste mit mehr als 160 Vogelarten. Dabei wurden neben den Wasservögeln zum Beispiel auch die Singvögel der Auenwälder und Röhrichte und die Greifvögel erfasst, die grössere Reviere bewohnen und nur gelegentlich in der Flusslandschaft erscheinen. Seit den 1950er Jahren fanden zwischen der Brücke bei Döttingen und der Mündung in den Rhein nahezu ununterbrochen standardisierte monatliche Vogelzählungen statt, die von der Schweizer Vogelwarte in Sempach koordiniert wurden. Die Ergebnisse der vom Bundesamt für Umwelt und Wetlands International unterstützten Erhebungen seit den 1980er Jahren sind in der «Datenbank Klingnauer Stausee» erfasst und fliessen in das Projekt «Swiss Bird Index» ein.
Die Wasserflächen des Stausees, der Aare und der Auengewässer mit einer Fläche von 170 Hektaren sind zusammen unter der Bezeichnung «Aarestau Klingnau» im Inventar der Schweizer Wasservogelgebiete von internationaler Bedeutung aufgeführt, das 1976 in einer ersten Fassung publiziert wurde. 1986 erfolgte eine detaillierte Brutvogelkartierung am Stausee und im Gippinger Grien; und seither wurden weitere Erhebungen durchgeführt. Bei einer Vogelzählung wurden 1981 von der Reiher- und der Tafelente über 1000 Individuen und von der Schnatterente mehr als 400 Tiere festgestellt. Das Inventar kennzeichnet das Gebiet bei Klingnau als einen der wichtigsten Lebensräume für Schwimmenten und Limikolen in der Schweiz und gibt ihm den Status eines international bedeutenden Vogelschutzgebiets. Durch neue Beobachtungen von Vögeln, die sich vereinzelt im Gebiet von Klingnau aufhielten, stieg die Anzahl der Nachweise bis 1986 auf 266 Vogelarten. Stand 2024 sind mehr als 300 Vogelarten am Klingnauer Stausee mindestens gelegentlich nachgewiesen, wovon einige in der Roten Liste gefährdeter Arten aufgeführt sind.
Neben den einheimischen Brutvögeln nutzen verschiedene Vogelarten, die in der warmen Jahreszeit in Nordeuropa leben, wie die Spiessente, die Graugans, die Schnatterente und die Krickente, den Klingnauer Stausee als Gastvögel zum Überwintern. Die Seen der Nordschweiz gefrieren wegen des milden Winterklimas fast nie zu und bieten dann den Vögeln aus dem Norden gute Lebensbedingungen. Der Klingnauer Stausee und das Vogelschutzgebiet «Grande Cariçaie» am Südufer des Neuenburgersees beherbergen die meisten dieser Wintergäste in der Schweiz.
Dazu gesellen sich Zugvögel, die auf der langen Reise weiter in den Süden auf dem Klingnauer See Rast machen und sich auf den seichten, schlammreichen Gewässern erholen. Der Raum am Hochrhein liegt an einer der grossen europäischen Vogelzugrouten, und viele ankommende Vögel gewöhnten sich bald an die neu entstandene Wasserfläche, die in einer weiten Umgebung das einzige Gewässer mit dem passenden Nahrungsangebot ist. Zu dieser Gruppe gehören zum Beispiel der seltene Sichelstrandläufer, der Zwergstrandläufer, der Grosse Brachvogel, die Bekassine und der Grünschenkel. Am Klingnauer Stausee können vor allem in der Zeit des Herbstzuges in den Monaten August bis Oktober und dann wieder während des Frühlings von April bis Mai viele Zugvögel beobachtet werden. Die Infrastruktur für die zahlreich an den See reisenden Ornithologen ist vorteilhaft. Ausser dem hohen Beobachtungsturm in der Nähe des BirdLife-Informationszentrums stehen kleinere Beobachtungsstände zur Verfügung, und der südliche Dammweg bietet eine gute Sicht auf die Wasserfläche der Verlandungszone. Den Vögeln bietet andererseits die auf weite Strecken am Seedamm gewachsene undurchdringliche Hecke einen guten Schutz vor den zahlreichen Besuchern und mitgeführten Hunden. Für Vogelbeobachtungen wird das Gehölz an einigen Stellen etwas zurückgeschnitten, so dass die Wasservögel auf dem See durch Fenster im Gebüsch zu sehen sind, ohne dass man sie stört. Das Informationszentrum veröffentlicht auf der Website www.klingnauerstausee.ch ständig aktuelle Informationen zu den anwesenden Vogelarten.
Wegen der fortschreitenden Verlandung im Stausee veränderte sich die Tierwelt. In der ersten Zeit nach dem Aufstau lebten im Winter auf dem tieferen Wasser vor allem Tauchenten. Doch nach wenigen Jahrzehnten nahm deren Zahl ab und es überwinterten auf dem seichten Wasser viel mehr Gründelenten. Auf der Flussstrecke unterhalb des Kraftwerks mit einer starken Strömung leben deutlich weniger Wasservögel als auf dem Stausee.
Als Nahrungsgrundlage für die überwinternden Entenarten registrierte Büttiker (1952) folgende im seichten Wasser vorkommende Arten: Gelbgrüne Algen (Vaucheria sessilis), Blaugrünbakterien (Rivularia haematities), Grünalgen (Cladophora glomerata und Ulothrix zonata), diverse Bidensarten, Kanadische Wasserpest (Elodea canadense), Wasserlinsen (Lemna minor), Wasserminze, Quirliges Tausendblatt (Myriophyllum verticillatum), Vogelknöteriche (Polygonum), Laichkräuter (Potamogeton), Sumpfkressen, Knäuel-Ampfer, Bachbunge und Sumpf-Teichfaden (Zannichiella palustris). Als Futter für Wasservögel und Fische ist ausserdem die Kleintierfauna wichtig. Im trüben und seichten Wasser des Klingnauer Stausees sind zahlreiche Arten des Zooplanktons nachgewiesen, die gemäss Büttiker wohl von der Aare aus den Seen im Mittelland angeschwemmt wurden. Eine reiche Bodenfauna von Wirbellosen mit Insektenlarven, Würmern, Mollusken, Egeln, Wasserschnecken und Krebsen lebt in grosser Dichte im Schlamm des Klingnauer Stausees. Gewisse Vogelarten sind auf bestimmte Kleintiere als Nahrung spezialisiert.
In jüngerer Zeit breiten sich auf den Gewässern Problemarten aus. Die aus Zentralasien stammende Rostgans (Tadorna ferruginea) beeinflusst den Bestand der einheimischen Vogelpopulation, weil sie sich seit wenigen Jahrzehnten in der Schweiz stark vermehrt und dabei stellenweise mit aggressivem Verhalten andere Vogelarten verdrängt und etwa auch Turmfalken und Schleiereulen beim Nisten konkurrenziert. Die Rostgans ist auf dem Klingnauer Stausee seit den 1990er Jahren zu hunderten anwesend. Die kantonale Jagdaufsicht bekämpft die Vogelart aktiv, allerdings bisher nicht mit nachhaltigem Erfolg.

### Artenliste der Avifauna (Auswahl)

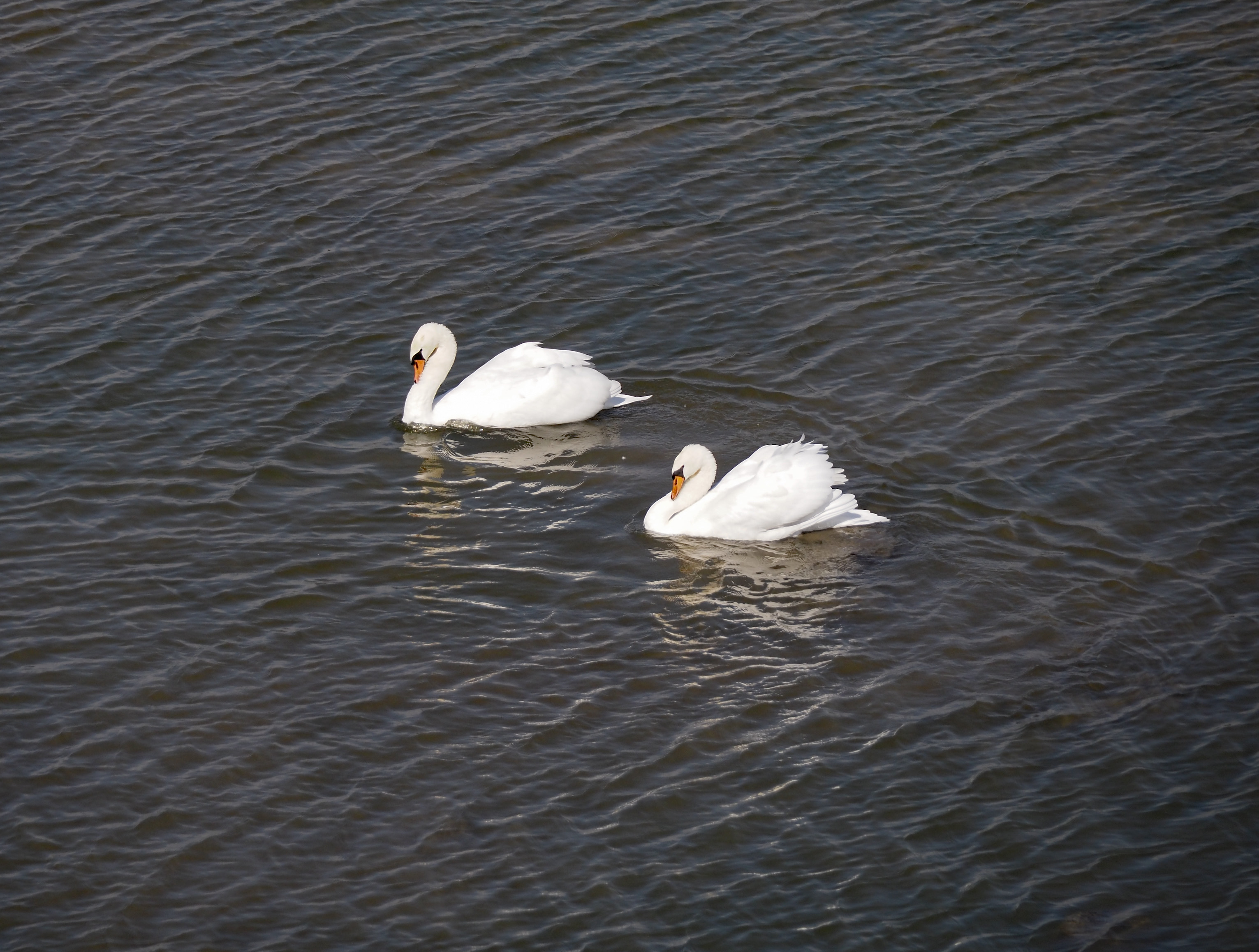
Höckerschwäne

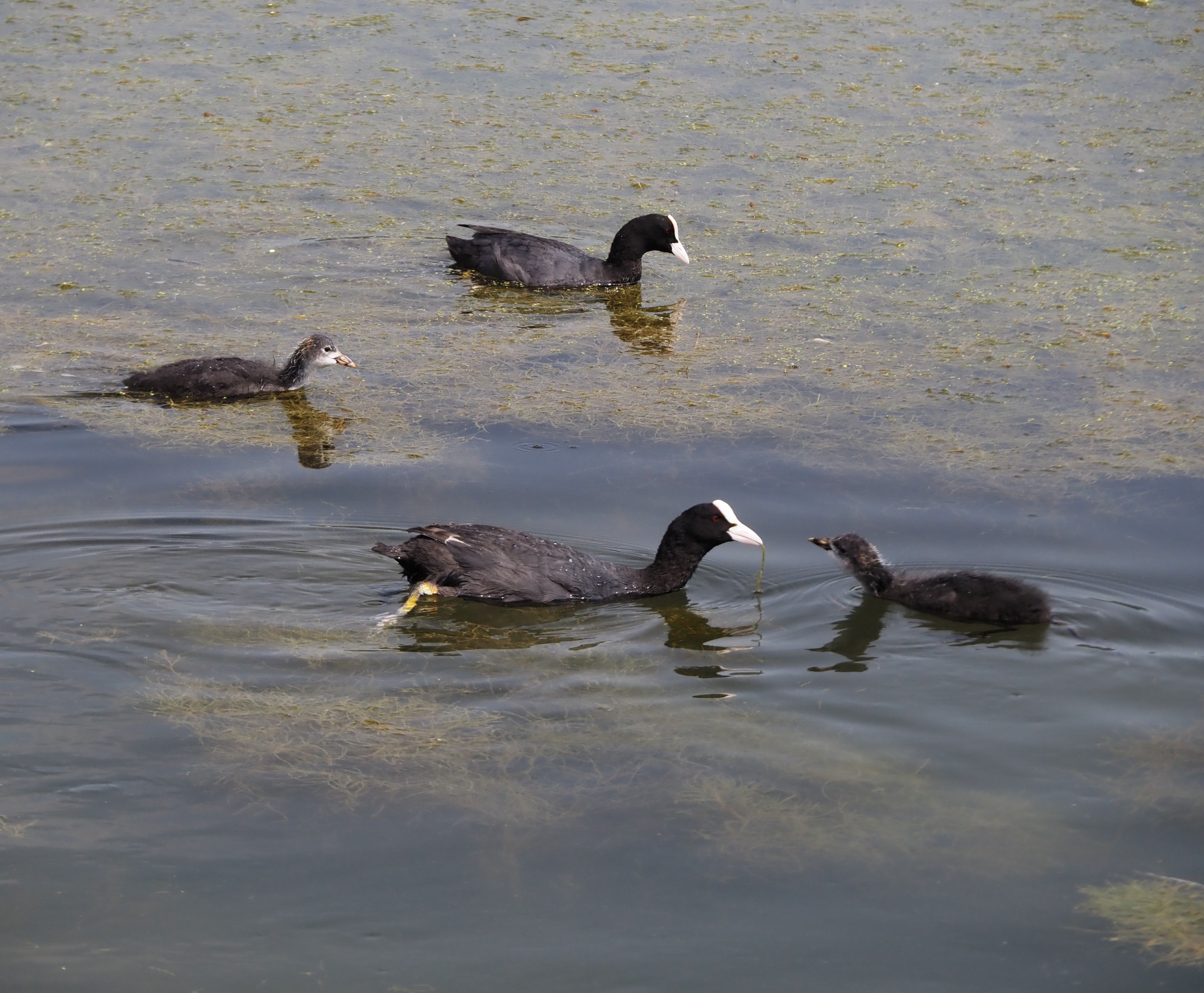
Blässhühner

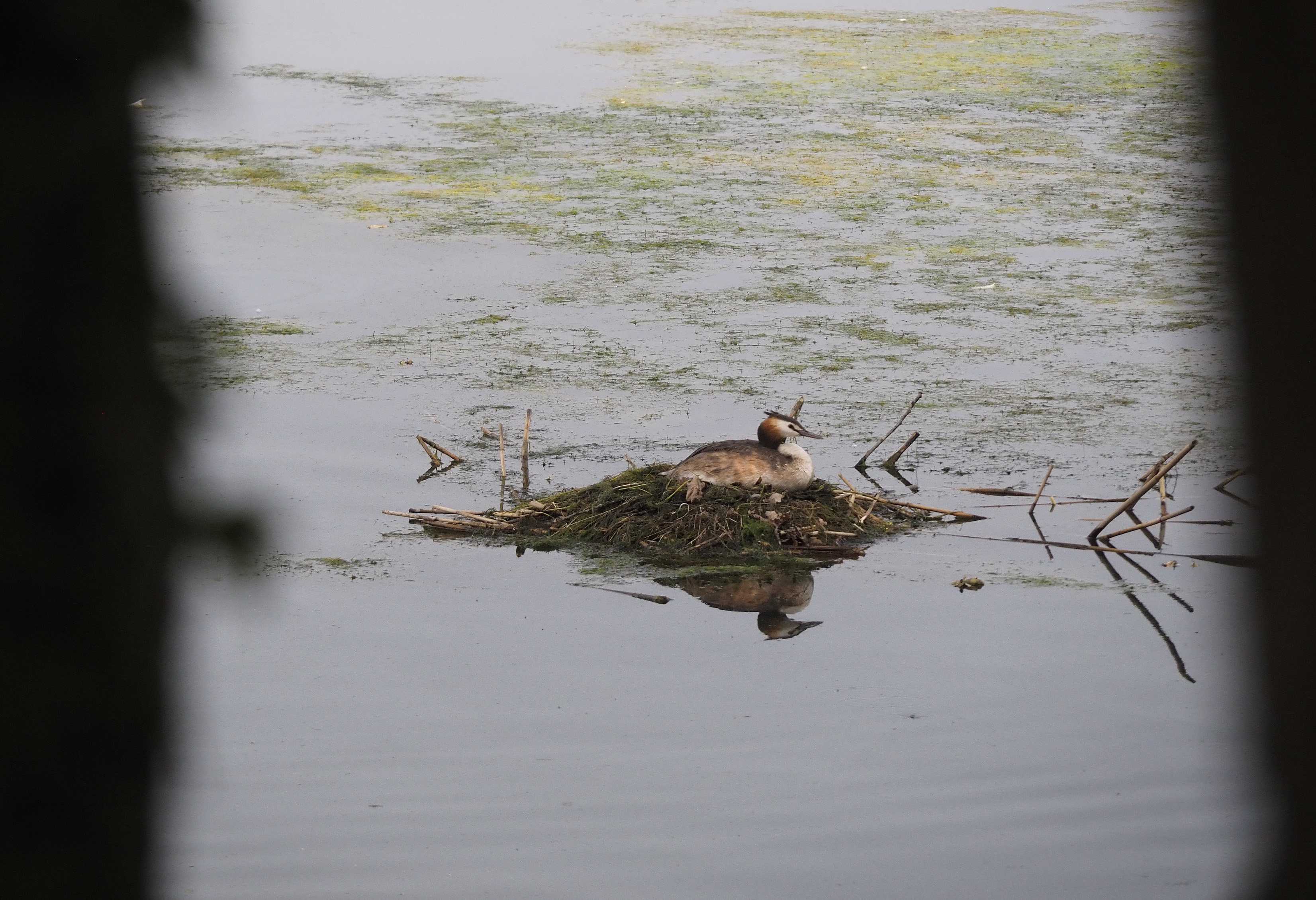
Haubentaucher

Die Liste enthält die bereits um die Mitte des 20. Jahrhunderts in der Aarelandschaft mit dem Klingnauer Stausee nachgewiesenen Arten von Wasservögeln und Vögeln des Auwaldes:
Nebelkrähe (Corvus cornix), Rabenkrähe (Corvus corone) Saatkrähe (Corvus frugilegus) Dohle (Coloeus monedula), Elster (Pica pica), Eichelhäher (Garrlus glandarius), Star (Sturnus vulgaris), Pirol (Oriolus oriolus), Kirschkernbeisser (Coccothraustes coccothraustes), Grünfink (Chloris chloris), Distelfink (Carduelis carduelis), Erlenzeisig (Carduelis spinus), Bluthänfling (Carduelis cannabina), Gimpel (Pyrrhula pyrrhula), Fichtenkreuzschnabel (Loxia curvirostra), Buchfink (Fringilla coelebs), Bergfink (Fringilla montifringilla), Haussperling (Passer domesticus), Feldsperling (Passer montanus), Grauammer (Emberiza calandra), Goldammer (Emberiza citrinella), Rohrammer (Emberiza schoeniclus), Heidelerche (Lullula arborea), Feldlerche (Alauda arvensis), Brachpieper (Anthus campestris), Baumpieper (Anthus trivialis), Wiesenpieper (Anthus pratensis), Wasserpieper (Anthus spinoletta), Schafstelze (Motacilla flava), Nordische Schafstelze (Motacilla flava thunbergi), Bergstelze (Motacilla cinerea), Bachstelze (Motacilla alba), Waldbaumläufer (Certhia familiaris), Gartenbaumläufer (Certhia brachydactyla), Kleiber (Sitta europaea caesia), Kohlmeise (Parus major), Blaumeise (Parus caeruleus), Tannenmeise (Parus ater), Sumpfmeise (Parus palustris communis; heute Poecile palustris), Schwanzmeise (Aegithalos caudatus), Raubwürger (Lanius excubitor), Neuntöter (Lanius collurio), Grauschnäpper (Muscicapa striata), Trauerschnäpper (Muscicapa hypoleuca; heute Ficedula hypoleuca), Wintergoldhähnchen (Regulus regulus), Sommergoldhähnchen (Regulus ignicapillus), Weidenlaubsänger (Zilpzalp; Phylloscopus collybita), Fitislaubsänger (Phylloscopus trochilus fitis), Waldlaubsänger (Phylloscopus sibilatrix), Drosselrohrsänger (Acrophcephalus arundinaceus), Teichrohrsänger (Acrocephalus scirpaceus), Schilfrohrsänger (Acrocephalus schoenobaenus), Seggenrohrsänger (Acrocephalus paludicola), Gartengrasmücke (Sylvia borin), Mönchsgrasmücke (Sylvia atricapilla), Dorngrasmücke (Sylvia communis), Wacholderdrossel (Turdus pilaris), Misteldrossel (Turdus viscivorus), Singdrossel (Turdus philomelos), Amsel (Turdus merula), Grauer Steinschmätzer (Oenanthe oenanthe), Braunkehliger Wiesenschmätzer (Saxicola rubetra), Gartenrotschwanz (Phoenicurus phoenicurus), Hausrotschwanz (Phoenicurus ochrurus gibraltarensis), Weisssterniges Blaukehlchen (Luscinia svecica cyanecula), Rotkehlchen (Erithacus rubecula), Heckenbraunelle (Prunella modularis), Zaunkönig (Troglodytes troglodytes), Wasseramsel (Cinclus cinclus), Rauchschwalbe (Hirundo rustica), Mehlschwalbe (Delichon urbicum), Uferschwalbe (Riparia riparia), Grünspecht (Picus viridis), Grauspecht (Picus canus), Grosser Buntspecht (Dryobates major; heute Dendrocopos major), Kleinspecht (Dryobates minor), Wendehals (Jynx torquilla), Alpensegler (Micropus melba; heute Tachymarptis melba), Mauersegler (Micropus apus; heute Apus apus), Wiedehopf (Upupa epops), Eisvogel (Alcedo atthis ispida), Waldkauz (Strix aluco), Schleiereule (Tyto alba guttala), Kuckuck (Cuculus canorus), Wanderfalke (Falco peregrinus), Baumfalke (Falco subbuteo), Turmfalke (Falco tinnunculus), Mäusebussard (Buteo buteo), Kornweihe (Circus cyaneus), Habicht (Accipiter gentilis), Sperber (Accipiter nisus), Rotmilan (Milvus milvus), Schwarzer Milan (Milvus migrans), Fischadler (Pandion haliaetus), Weisser Storch (Ciconia ciconia), Graureiher (Ardea cinerea), Grosse Rohrdommel (Botaurus stellaris), Kormoran (Phalacrocorax carbo sinensis), Höckerschwan (Cygnus olor), Graugans (Anser anser), Zwerggans (Anser erythropus), Saatgans (Anser fabalis), Brandgans (Tadorna tadorna), Stockente (Anas platyrhynchos), Krickente (Anas crecca), Knäkente (Anas querquedula), Schnatterente (Anas strepera), Pfeifente (Anas penelope), Spiessente (Anas acuta), Löffelente (Spatula clypeata), Kolbenente (Netta rufina), Tafelente (Nyroca ferina; heute Aythya ferina), Moorente (Nyroca nyroca; heute Aythya nyroca), Reiherente (Nyroca fuligula; heute Aythya fuligula), Bergente (Nyroca marila; heute Aythya marila), Schellente (Bucephala clangula), Eisente (Clangula hyemalis), Samtente (Oidemia fusca; heute Melanitta fusca), Trauerente (Oidemia nigra; heute Melanitta nigra), Gänsesäger (Mergus merganser), Mittelsäger (Mergus serrator), Zwergsäger (Mergellus albellus), Haubensteissfuss (Podiceps cristatus), Rothalstaucher (Podiceps grisegena), Ohrensteissfuss (Podiceps auritus), Schwarzhalstaucher (Podiceps nigricollis), Zwergtaucher (Podiceps ruficollis; heute Tachybaptus ruficollis), Polarseetaucher (früher Colymbus arcticus), Nordseetaucher (früher Colymbus stellatus), Sandregenpfeifer (Charadrius hiaticula), Flussregenpfeifer (Charadrius dubius), Kiebitz (Vanellus vanellus), Sichelstrandläufer (Calidris ferruginea), Alpenstrandläufer (Calidris alpina), Zwergstrandläufer (Calidris minuta), Temminckstrandläufer (Calidris temminckii), Knutt (Calidris canutus), Kampfläufer (Philomachus pugnax), Dunkler Wasserläufer (Tringa erythropus), Rotschenkel (Tringa totanus), Grünschenkel (Tringa nebularia), Punktierter Wasserläufer (Tringa ochropus), Bruchwasserläufer (Tringa glareola), Flussuferläufer (Actitis hypoleucos), Säbelschnäbler (Recurvirostra avosetta), Uferschnepfe (Limosa limosa), Grosser Brachvogel (Numenius arquata), Regenbrachvogel (Numenius phaeopus), Bekassine (Capella gallinago; heute Gallinago gallinago), Austernfischer (Haematopus ostralegus), Trauerseeschwalbe (Chlidonias niger), Flussseeschwalbe (Sterna hirundo), Sturmmöwe (Larus canus), Zwergmöwe (Larus minutus), Lachmöwe (Larus ridibundus), Wasserralle (Rallus aquaticus), Grünfüssiges Teichhuhn (Teichralle; Gallinula chloropus), Blässhuhn (Fulica atra), Hohltaube (Columba oenas), Ringeltaube (Columba palumbus), Turteltaube (Streptopelia turtur), Rebhuhn (Perdix perdix), Wachtel (Coturnix coturnix), Fasan (Phasianus colchicus).

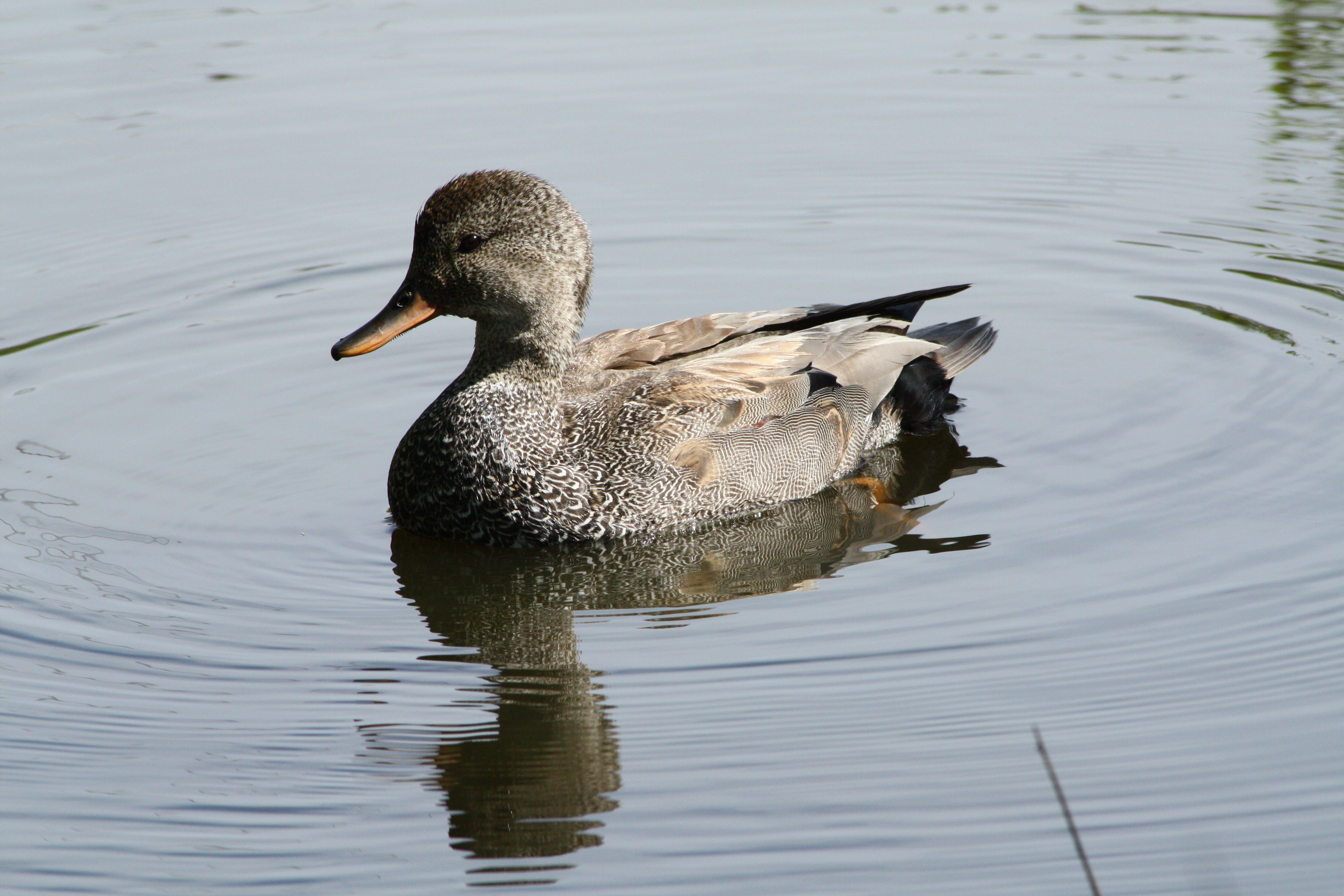
Schnatterente
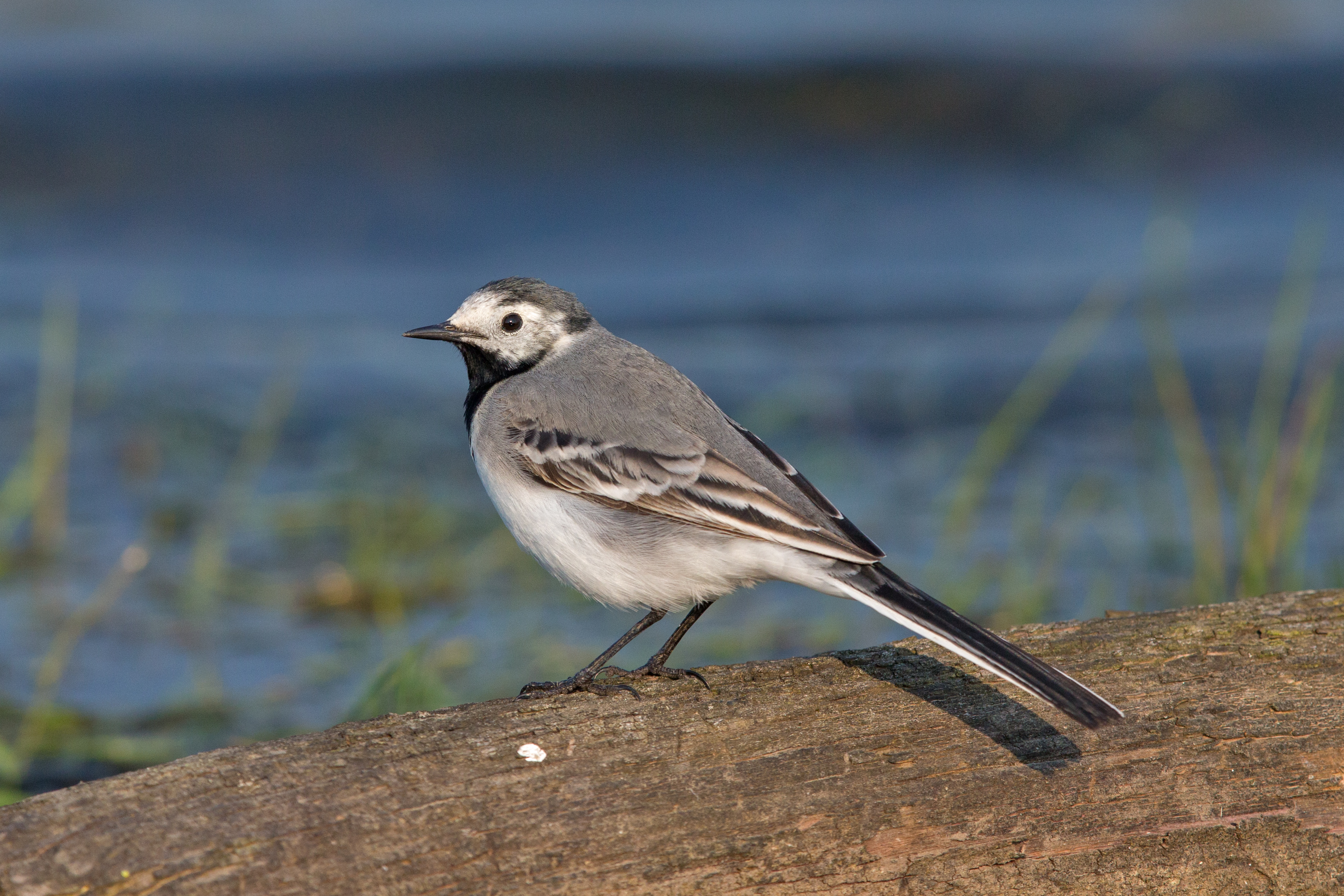
Bachstelze
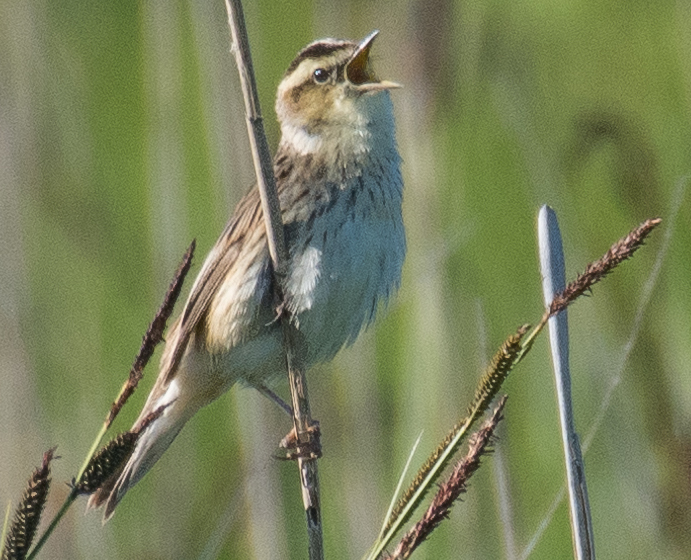
Seggenrohrsänger
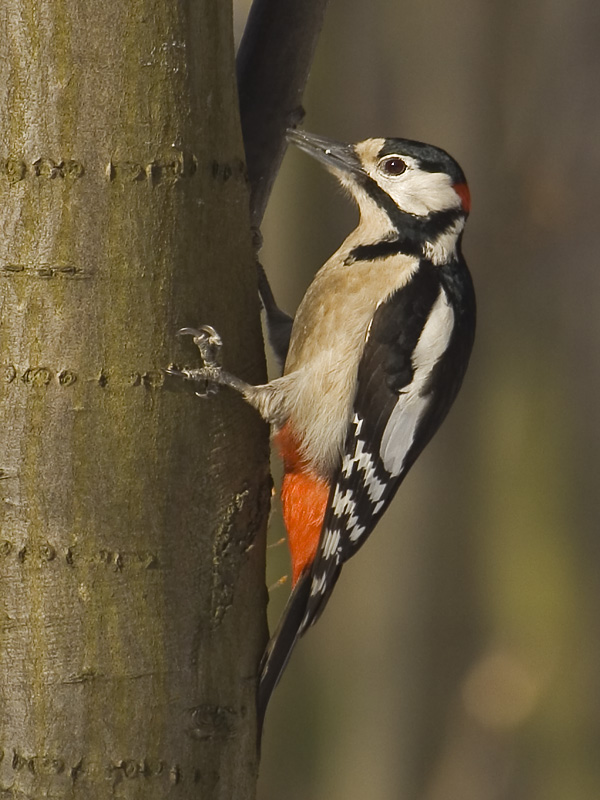
Buntspecht
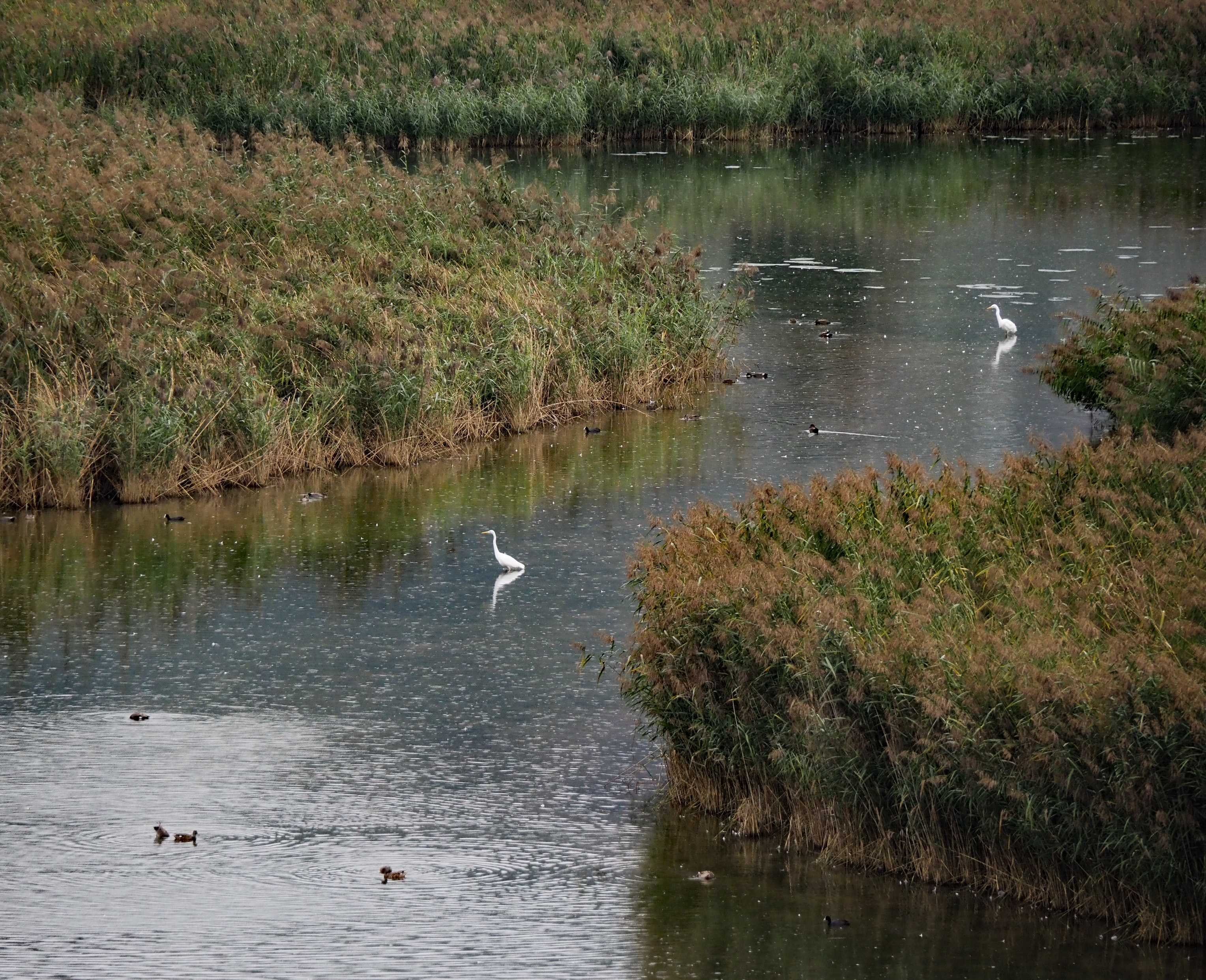
Silberreiher
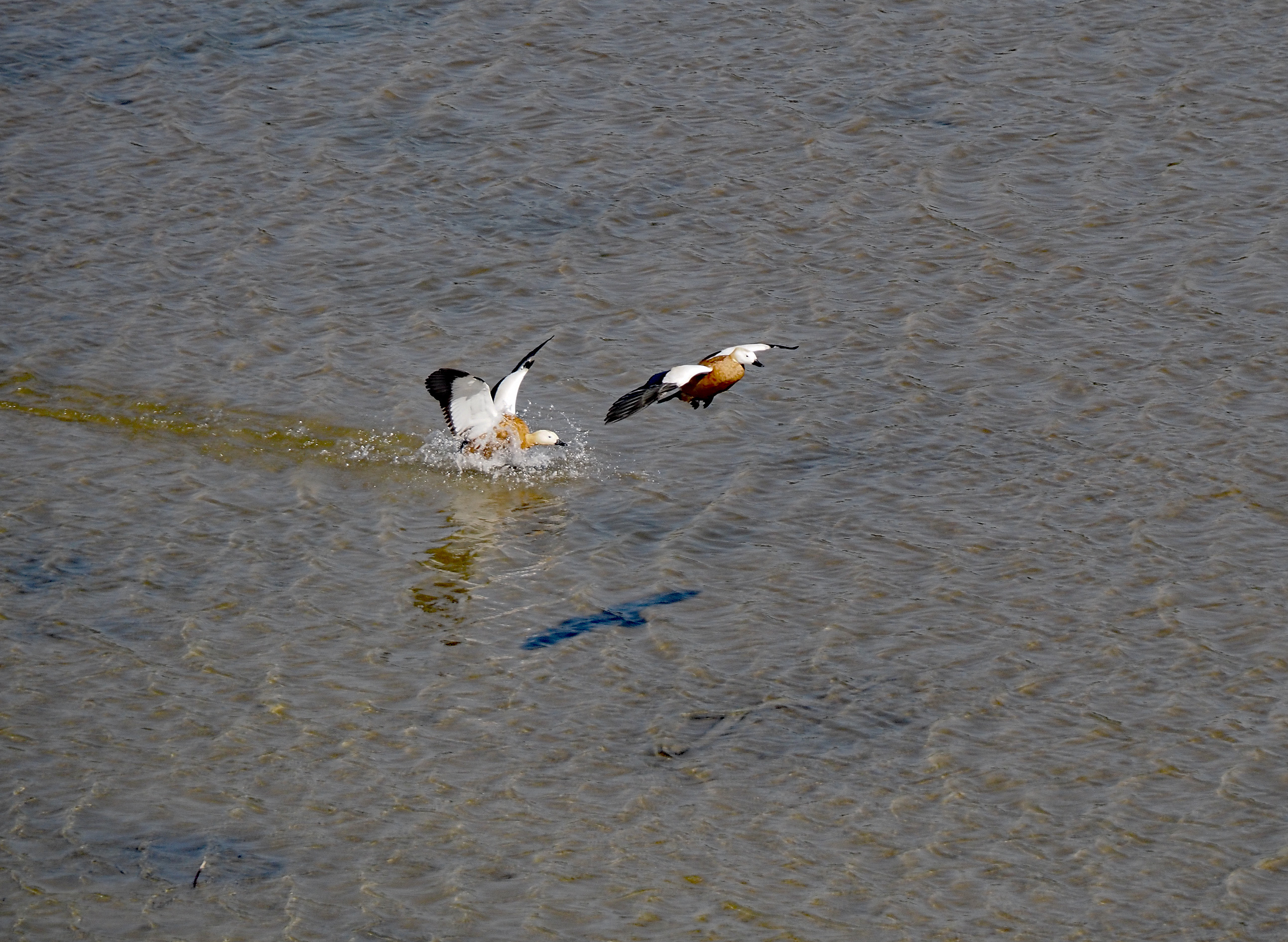
Rostgänse

### Andere Tierarten

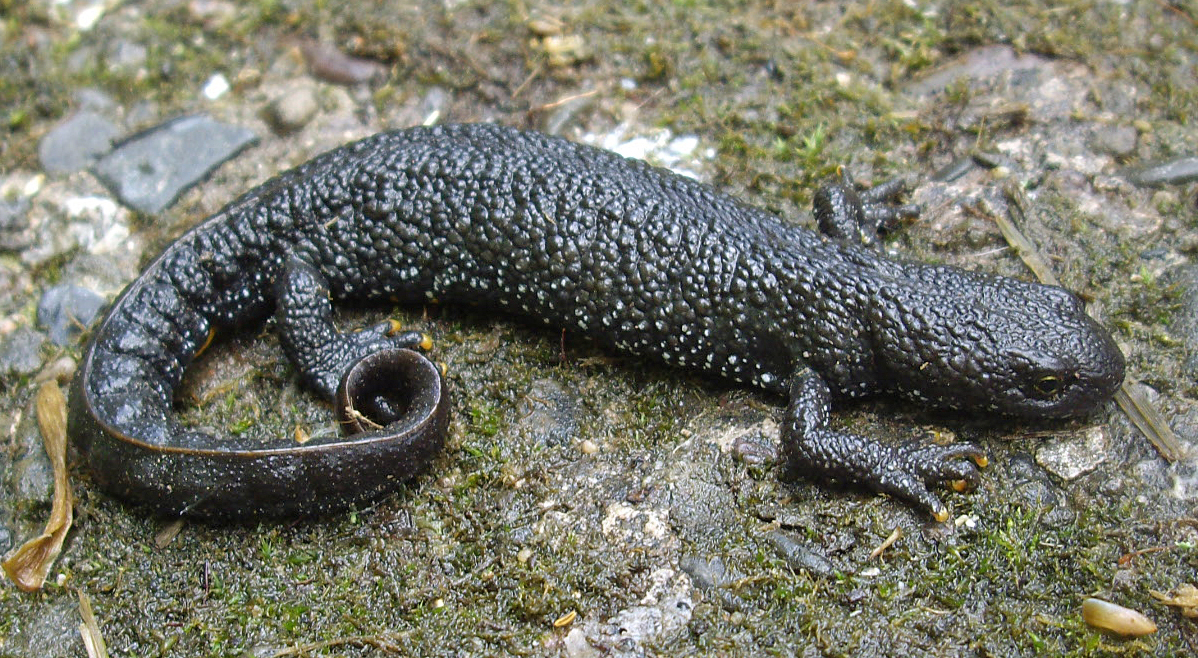
Kammmolch

Etwas ausserhalb des BLN-Gebiets Nr. 1109 ist am linken Aareufer zwischen Beznau und Kleindöttingen eine weitere Fläche der früheren Auenlandschaft erhalten geblieben, die ebenfalls zum Auenschutzgebiet «Auenreste Klingnauer Stausee» gehört und zudem als national bedeutendes Amphibienschutzgebiet mit der Bezeichnung «Fischergrien» ausgewiesen ist. Die Zone mit dem Flurnamen «Werd» weist grosse Weiher, Schilfflächen und Auwald auf. In den Schutzgebieten rund um den Stausee leben verschiedene, teilweise isolierte Populationen der Amphibienarten. Von den zwölf im Aargau vorkommenden Amphibienarten sind fast alle im Raum um den Klingnauer Stausee nachgewiesen: Kammmolch (Triturus cristatus), Bergmolch (Ichthyosaura alpestris), Fadenmolch (Lissotriton helveticus), Teichmolch (Lissotrion vulgaris), Gelbbauchunke (Bombina variegata), Erdkröte (Bufo bufo), Grasfrosch (Rana temporaria), Geburtshelferkröte (Alytes obstetricans), Wasserfrosch (Pelophylax sp.). Das Amphbieninventar des Kantons Aargau von 1992 verzeichnete ebenso wie das Bundesinventar der Amphibienlaichgebiete von nationaler Bedeutung in den Auwäldern an der untern Aare mehrere Laichgebiete dieser Arten. In den Wäldern der Umgebung kommen die Gelbbauchunke, der Bergmolch und der Feuersalamander (Salamandra salamandra) vor. Dem Kanton Aargau kommt in der Schweiz für die Erhaltung von Amphibien eine bedeutende Rolle zu. Er hat deshalb 1999 ein kantonales Amphibienschutzkonzept (KASK) erlassen, in dem das Aaretal als ein Schwerpunktgebiet bezeichnet wird, und überwacht die Amphibienbestände mit einem systematischen Monitoring. Schwerpunktgebiete mit Restvorkommen gefährdeter Arten wurden definiert: «Im Kanton Aargau sind häufig und nicht gefährdet: Grasfrosch, Wasserfrosch und Bergmolch. Als verletzlich gelten: Feuersalamander, Fadenmolch und Erdkröte. Stark gefährdet sind folgende Arten, die auch auf der Roten Liste stehen: Laubfrosch, Gelbbauchunke, Geburtshelferkröte, Kreuzkröte, Kammmolch und Teichmolch.»

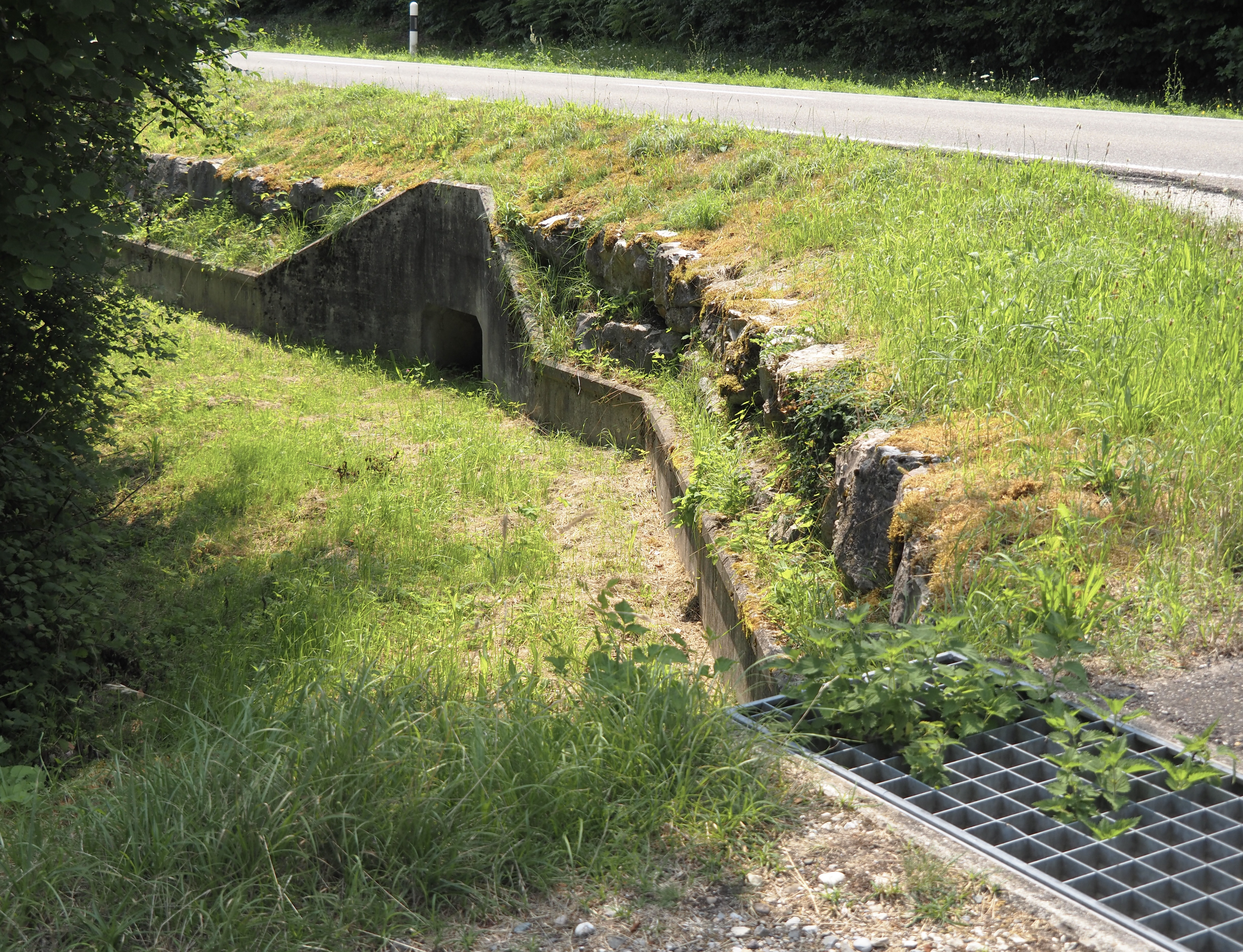
Amphibienleitwerk mit Unterführung an der Strasse zwischen Gippingen und Felsenau

Zwischen den Feuchtgebieten in den Auenreservaten und den bewaldeten Hügeln der Umgebung bestehen mehrere wichtige Amphibienzüge. Jeden Frühling ziehen Grasfrösche, Erdkröten und Bergmolche an ihre Laichgewässer; und nach dem Ablaichen, das einige Tage oder bis zu einer Woche dauert, verlassen zuerst die Weibchen und später auch die Männchen die Laichgewässer wieder auf dem Weg in die Sommerquartiere in den trockenen Wäldern. An stark befahrenen Strecken wie etwa der Kantonsstrasse 448 zwischen Leuggern und Felsenau liess der Kanton Aargau zum Schutz der Tiere feste Amphibienleitwerke mit vielen Durchlässen errichten, um sie am Überqueren der Fahrbahnen zu hindern. Mit künstlich angelegten Tümpeln und Laichgewässern in den Auengebieten konnte der Kanton Aargau die Bestände stabilisieren.
Zu den vielen Insekten, die an den Gewässern und im Auwald leben, zählen mehr als 40 Libellenarten. In den Auwäldern leben mehrere Fledermausarten und Reptilienpopulationen. Eine im Kanton Aargau seltene, an der unteren Aare nachgewiesene Tierart ist die Europäische Sumpfschildkröte (Emys orbicularis). In trockenen Waldgebieten und auf den Stein- und Betonmauern am Stausee halten sich Mauereidechsen (Podarcis muralis) auf. An der Aare, im Reservat Gippingen und am Klingnauer Stausee haben sich Biber mehrere Reviere ausgesucht. Sie verändern die Wasserführung in den Bächen und verursachen gelegentlich Schäden an Landwirtschaftskulturen. 2023 musste die Stadt Klingnau einen Biberdamm aus dem Binnenkanal entfernen lassen, weil sonst das Ansteigen des Grundwasserspiegels im angrenzenden Wohnquartier drohte.
Der Klingnauer Stausee und die umliegenden Gewässer bis zum Rhein sind ein Lebensraum für viele einheimische Fischarten, die in den Flüssen und Bächen, Tümpeln und Seen ein gutes Nahrungsangebot finden. Dazu zählen der stark gefährdete Bitterling (Rhodeus amarus) und die vom Aussterben bedrohte Nase (Chondrostoma nasus). Fischaufstiege bei den Wasserkraftwerken erleichtern den Tieren die Wanderung entlang der Flüsse.
In jüngster Zeit hat jedoch die als invasive Fischart über den Rhein eingewanderte Schwarzmeergrundel von Basel aus, nach dem Überwinden der weiter unten liegenden Staustufen, auch die Gewässer an der Aaremündung erreicht. Um die einheimischen Fischbestände im Klingnauer Stausee, in der Aare und ihren Nebengewässern zu schützen, verfügte der Kanton Aargau 2024 die Schliessung der Fischtreppe beim Kraftwerk Klingnau. Für Schiffe ist vorgeschrieben, dass sie vor dem Wechsel in andere Gewässer gründlich gereinigt werden müssen, damit der Laich der Schwarzmeergrundel nicht weiter verschleppt wird. Die neue Konzession für das Kraftwerk Klingnau verlangt den Bau eines neuen Fischaufstiegs, und diese Treppe muss nun mit speziellen Sperren so ausgelegt werden, dass die Schwarzmeergrundel sie nicht überwinden kann.

## Geschützte Landschaft

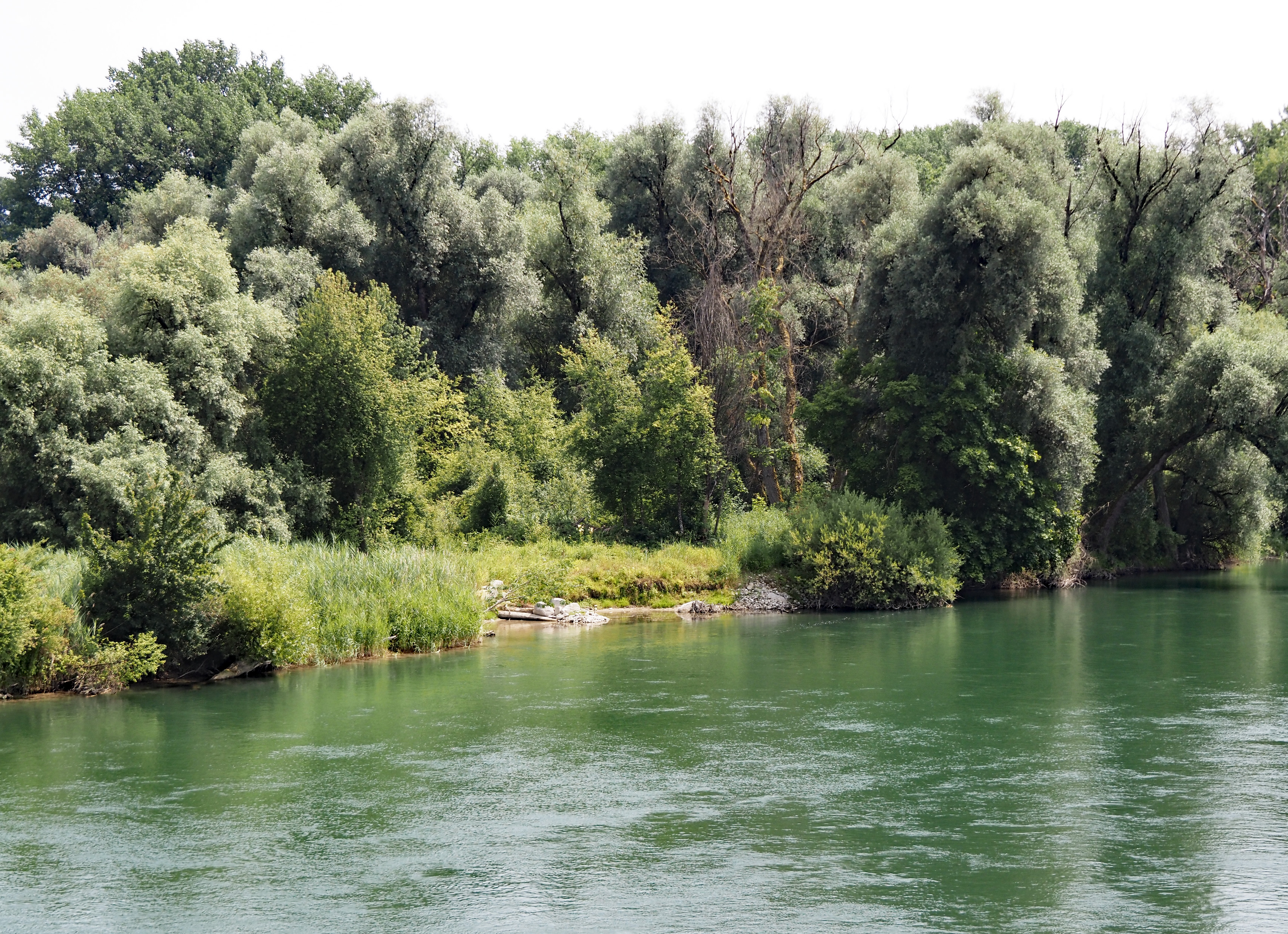
Koblenzer Giriz

### Vernetzung
In der Nähe des BLN-Gebiets «Aarelandschaft bei Klingnau» sind noch einige andere Schutzobjekte ausgewiesen, die durch Gewässer und stark bewaldete Naturräume miteinander vernetzt sind: Zwei Kilometer südwestlich befindet sich das BLN-Inventarobjekt Nr. 1108 «Aargauer Tafeljura», das sich im Gebirge über eine Fläche von 6784 Hektaren erstreckt. Zwei Kilometer im Nordosten liegt das 80 Hektaren grosse BLN-Gebiet Nr. 1103 «Koblenzer Laufen» an einer Stromschnelle im Rhein, die auch als Ettikoner Lauffen bekannt ist. Während dort die linke Seite der Flussstrecke des Rheins und der Stromschnelle auch zum Schweizer Auenschutzgebiet «Rietheim-Koblenz» gehört, liegt die rechte Flussseite in den deutschen Schutzgebieten «Kadelburger Lauffen-Wutachmündung» und «Hochrhein östlich Waldshut». Am Koblenzer Laufen umfasst das national bedeutende Auengebiet flussaufwärts auch das Auenschutzgebiet Rheinaue Rietheim «Chly Rhy», in welchem der Kanton Aargau und Pro Natura in einem gross angelegten Renaturierungsprojekt wieder eine naturnahe Gewässerlandschaft herstellten.
Die 1950 gegründete Internationale Kommission zum Schutz des Rheins (IKSR), die ihren Sitz in der deutschen Stadt Koblenz hat, untersucht bei ihrer Tätigkeit auch die Landschaft rund um die Aaremündung und fördert Massnahmen für die ökologische Qualität des Rheins und seiner Zuflüsse sowie der Auenlandschaften. Die 13. Rhein-Ministerkonferenz beschloss am 29. Januar 2001, mit dem Programm «Rhein 2020» unter anderem die Wasserqualität und den Hochwasserschutz zu verbessern. Darauf gestützt will die IKSR mit zahlreichen Massnahmen den «Biotopverbund Rhein» wiederherstellen, wozu auch die Aarelandschaft bei Klingnau mit den grossen Auwäldern als bedeutendes Element in der Flussniederung am Hochrhein zählt.
Die bewaldeten Landschaften rund um die Aaremündung bilden wichtige Wildtierkorridore am Rheintal zwischen dem Schwarzwald und dem Aargauer Jura.

### Geschichte der Schutzgebiete

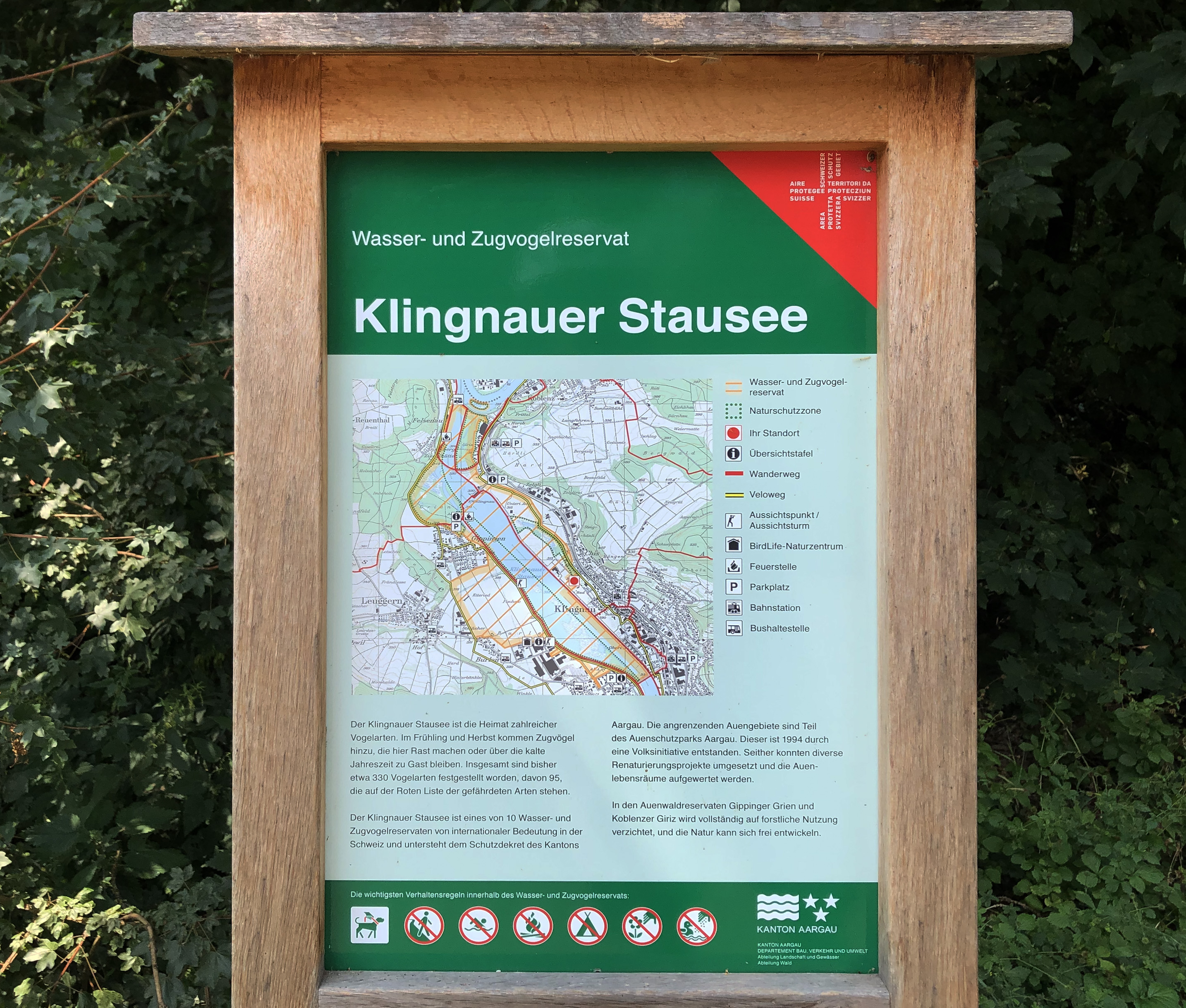
Schutzgebietstafel

Obwohl die Schutzwürdigkeit der Flusslandschaft besonders wegen der Bedeutung des Klingnauer Stausees für die Avifauna schon bald nach dessen Entstehung erkannt wurde, dauerte es lange bis zur behördlichen Unterschutzstellung des gefährdeten Gebiets. Schon zu Beginn des 20. Jahrhunderts hatte der Naturwissenschaftler und Politiker Rudolf Siegrist auf den biologischen Reichtum und die ökologische Bedeutung der Auen aufmerksam gemacht. In den 1940er Jahren gab es Bestrebungen, das Gebiet des Klingnauer Stausees mindestens während der Wintermonate und der Anwesenheit vieler Zugvögel unter Jagdbann zu stellen, doch liessen kommunale und kantonale Schutzbestimmungen auf sich warten.
Engagierte Naturschützer der Region an der unteren Aare schlossen sich zu lokalen Vereinen zusammen und setzten sich für die Pflanzen- und Tierwelt, die Pflege von Biotopen und die Information der Öffentlichkeit über ökologische Zusammenhänge ein. So entstanden die Natur- und Vogelschutzvereine von Full-Reuenthal, von Klingnau-Döttingen und von Böttstein, die der 1922 gegründeten nationalen Organisation Schweizer Vogelschutz angehörten. Im Jahr 2008 schlossen sich die drei Sektionen zum regionalen Naturschutzverein Aare-Rhein zusammen, der sich als Teilgruppe von BirdLife Aargau vor allem für die Tierwelt in der Region südlich der Aaremündung einsetzt, der die Tätigkeit des von BirdLife Aargau und BirdLife Schweiz errichteten Naturzentrums Klingnauer Stausee unterstützt. Seit 1954 besteht der «Aargauische Bund für Naturschutz» (heute Pro Natura Aargau), der den Naturschutz auch im Kanton Aargau zu fördern suchte. Da im Kantonsgebiet und besonders in den Auenlandschaften an Aare, Reuss und Limmat in der Nachkriegszeit weiterhin umfangreiche Siedlungsgebiete erschlossen, Naturflächen in Ackerland umgewandelt und grosse Infrastrukturprojekte ausgeführt wurden, erwarb der Verein an mehreren Stellen in der Aarelandschaft naturnahe Landparzellen, um neue Schutzgebiete einzurichten. Bei Klingnau betreut die Organisation ein Schutzgebiet an einem Altarm der Aare in der Zone «Machme» (mundartliche Form des früheren Flurnamens «Machnau») und bei Koblenz eine Fläche im Amphibienlaichgebiet «Giriz». Das Ried der Machme lässt Pro Natura Aargau unter anderem durch Wasserbüffel beweiden, damit die offene Sumpflandschaft von Gehölz freigehalten bleibt.
Der Schweizerische Bund für Naturschutz (SBN; heute Pro Natura) erreichte durch Vereinbarungen mit den umliegenden Gemeinden das Ende der Jagd auf Vögel in der Aarelandschaft. 1954 schloss der SBN Pachtverträge über neue Jagdschongebiete mit den Gemeinden Leuggern und Klingnau und 1978 mit der Gemeinde Böttstein. Der Verein bezahlte jährliche Pachtgebühren und verhinderte damit die freie Vogeljagd in der Auenlandschaft.
Seit den späten 1950er Jahren verfasste eine vom Schweizerischen Bund für Naturschutz, dem Schweizer Heimatschutz (SHS) und dem Schweizer Alpen-Club (SAC) – also durch private Initiative aus der Zivilgesellschaft – eingesetzte Fachkommission dassogenannte KLN-Inventar als erstes nationales Verzeichnis besonders schützenswerter Landschaften und Naturobjekte in der Schweiz, das später die wesentliche Grundlage für das BLN bildete. Die erste, 1963 herausgegebene Version des KLN-Inventars berücksichtigte die stark veränderte Landschaft an Aare und Rhein allerdings noch nicht. In die 1979 publizierte Revision der Liste nahmen die Fachleute unter der Objektnummer 1.16 dann das Gebiet «Aarelandschaft bei Klingnau» doch noch auf. Das KLN definierte die Bedeutung des Zone «Aarelandschaft bei Klingnau» so:
«Überwinterungsplatz von internationaler Bedeutung für Schnatter- und Tafelenten; Mauser-, Durchzugs- und Überwinterungsgebiet mit grosser Artenvielfalt, vor allem für Gründelenten, aber auch Tauchenten und Limikolen; Brutgebiet für Lachmöwe und Flussseeschwalbe; seltene Sumpfpflanzen; Auenwaldbestände.»
Der für das KLN-Gebiet gewählte Perimeter des Landschaftsschutzgebiets nahm Bezug auf die in den 1960er Jahren noch deutlich kleinere Siedlungsfläche von Klingnau und Döttingen und schlug einige damals noch offene Flurgebiete als Teil der geplanten Schutzzone vor, die zum Zeitpunkt des später redigierten BLN bereits überbaut waren. Die Aarelandschaft bei Klingnau ist seit 1996 Teil des BLN-Inventars. Bei Felsenau und Koblenz reduzierte das Bundesinventar die Fläche der Zone ebenfalls um einige Parzellen des Siedlungsgebiets und schloss ausserdem die Böschung am Rheinufer aus. Abweichend vom KLN-Vorschlag erweiterte das BLN andererseits die schützenswerte Landschaft um die Ebene «Fischeten» bei Leuggern und einen weiteren Teil der «Unteren Au» bei Klingnau.
Von 1979 bis 1989 liess der Kanton Aargau durch die Fachkommission «Biologische Arbeitsgruppe Klingnauer Stausee» die Umweltbedingungen und die Lebensgemeinschaften in der Aarelandschaft untersuchen. Darauf gestützt und gemäss dem Bundesgesetz über den Natur- und Heimatschutz vom 1. Juli 1979 erliess der Grosse Rat des Kantons Aargau am 17. Mai 1988 das «Dekret über den Schutz des Klingnauer Stausees und seiner Umgebung». Dieses kantonale Gesetz definiert rechtsverbindlich die Bedeutung der Landschaft, legt die Ausdehnung der geschützten Zone fest und enthält genaue Vorschriften für die drei in einem Plan festgehaltenen Areale «Naturschutzzone», «Landschaftsschutzzone» und «Zone für Kraftwerksanlagen». Das Dekret trat am 1. Juli 1989 in Kraft. In ähnlicher Weise verabschiedete der Grosse Rat 1989 auch das sogenannte «Wasserschlossdekret» über die nächste geschützte Landschaft an der Aare oberhalb von Klingnau (BLN-Gebiet Nr. 1019), so wie schon 1966 das kantonale «Reussuferschutzdekret» zum Schutz des Flussgebiets Reusslandschaft weiter im Süden (BLN-Landschaft Nr. 1305). In allen drei Fällen führten intensive Verhandlungen zwischen Vertretern von Politik, Wirtschaft und Naturschutz zur offiziellen Anerkennung der Schutzobjekte.
Das 1991 am Klingnauer Stausee ausgeschiedene Wasser- und Zugvogelreservat hat die gleiche Fläche wie das im kantonalen «Dekret über den Schutz des Klingnauer Stausees und seiner Umgebung» definierte Gebiet.
1992 wurde das Schutzobjekt «Auenreste Klingnauer Stausee» in das Bundesinventar der Auengebiete von nationaler Bedeutung, 1994 die Objekte «Verlandung im Klingnauer Stausee» und «Gippinger Grien» in das Bundesinventar der Flachmoore von nationaler Bedeutung und 2001 die Gebiete «Gippinger Grien» und «Giriz» in das Bundesinventar der Amphibienlaichgebiete von nationaler Bedeutung aufgenommen.
2004 führte der Kanton Aargau im Schutzgebiet Giriz bei Koblenz umfangreiche Bodeneingriffe durch, um die von Altarmen übrig gebliebenen Stillgewässer in der ehemaligen Auenlandschaft wieder mit der Aare zu verbinden. Dadurch fanden die Fische wieder den Zugang zu wertvollen Laichgewässern, und bei Hochwasser der Aare und auch des Rheins wird der Auwald auch in diesen Bereichen wieder überflutet.

### Naturreservate
Die vom KLN und später in ähnlichem Umfang auch vom BLN als schutzwürdig bezeichnete Landschaft enthält mehrere kleinere, durch verschiedene nationale oder kantonale Instrumente ausgewiesene Schutzgebiete, die unterschiedliche Lebensräume und vielfältige Habitate für Pflanzen und Tiere umfassen:
| Nr. und Lage (Swisstopo) | Gebietsname                      | Typ                                           | Fläche in ha | Bild |
| ------------------------ | -------------------------------- | --------------------------------------------- | ------------ | ---- |
| CH-36                    | Auenreste Klingnauer Stausee     | Auengebiet von nationaler Bedeutung           | 112          |      |
| AG-340                   | Giriz                            | Amphibienlaichgebiet von nationaler Bedeutung | 15,5         |      |
| AG-404                   | Gippinger Grien                  | Amphibienlaichgebiet von nationaler Bedeutung | 36           |      |
| AG-4669                  | Unteri Au                        | Trockenwiese von nationaler Bedeutung         | 1,4          |      |
| AG-2370                  | Verlandung im Klingnauer Stausee | Flachmoor von nationaler Bedeutung            | 11           |      |
| 160_AG_W488              | Gippinger Grien                  | kantonales Naturwaldreservat                  | 39           |      |
| 160_AG_W814              | Giritz Koblenz                   | kantonales Naturwaldreservat                  |              |      |
| 1013                     | Machme                           | Schutzgebiet von Pro Natura                   |              |      |
| 1007                     | Giritz                           | Schutzgebiet von Pro Natura                   |              |      |

### Schutzziele

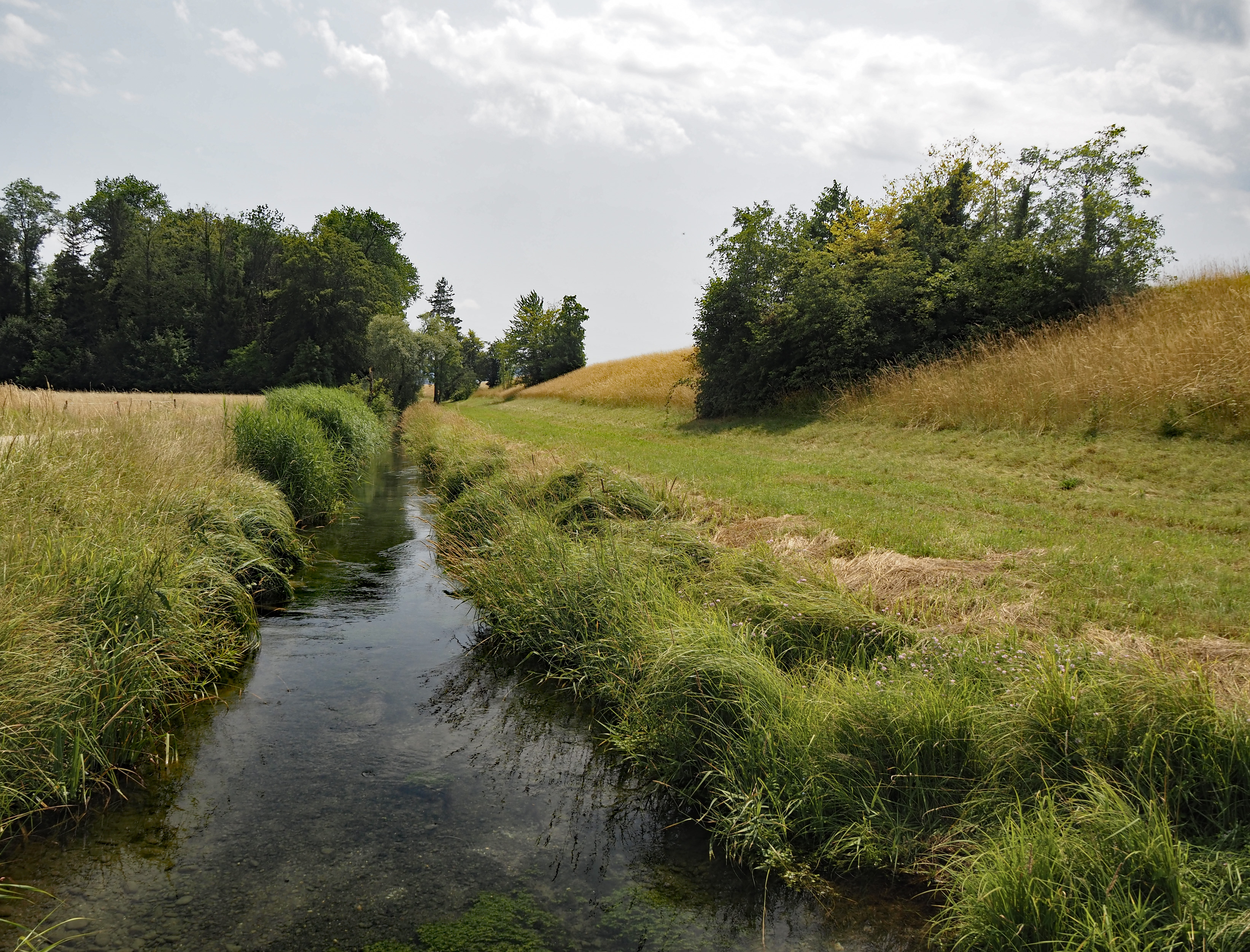
Sickerwasserkanal neben dem Seedamm im Gebiet Machme

Gemäss dem Zweck des Bundesinventars der Landschaften und Naturdenkmäler von nationaler Bedeutung und der anderen Schutzinstrumente gelten für die Aarelandschaft BLN-Gebiet Nr. 1109 zahlreiche Vorschriften und allgemeine Schutzziele. Das BLN bezeichnet als Hauptzweck der Schutzmassnahmen die Erhaltung
- der See- und Flussauenlandschaft bei Klingnau in ihrer Vielfalt und mit ihrem Lebensraummosaik,
- der ökologischen Qualitäten des Gebiets als Nahrungs-, Brut- und Rastplatz für Wasser- und Watvögel,
- der flachen Uferzonen mit ihren vielfältigen und teilweise seltenen Lebensräumen in ihrer Qualität und ökologischen Funktion sowie mit ihren charakteristischen Pflanzen- und Tierarten,
- der intakten Auen im Gippinger Grien und im Giriz sowie des Altlaufs der Machme,
- der Trockenstandorte in ihrer Qualität und ökologischen Funktion sowie mit ihren charakteristischen Arten,
- der ökologische Vernetzung der Lebensräume,
- des offenen Charakters der an den Klingnauer Stausee angrenzenden Talsohle.[118]

### Besondere Vorschriften
Für die Schifffahrt und die Fischerei auf dem Klingnauerstausee und den Flussabschnitten gelten zum Schutz der Naturzonen besondere kantonale Vorschriften:
- Das Fahren mit Schiffen und Schwimmkörpern jeder Art sowie jeder andere Wassersport sind in der Naturschutzzone (Wasser- und Landflächen des Staubereiches ausserhalb des rechtsseitigen Aarelaufes und oberhalb des Bootssteges Gippingen, eingeschlossen die Brutinseln oberhalb des Stauwehrs, die Wasserflächen, Schilf-, Streue- und Auenwaldbestände von Gippinger Grien, Machnau und Giritz Koblenz, die Rheininsel oberhalb der Aaremündung) untersagt.
- Der Gemeingebrauch der Wasserzone ist auf die Durchfahrt von Einzelschiffen beschränkt. Gegenüber der Naturschutzzone im Staubereich ist ein Abstand von 50 m einzuhalten.
- Die Ausübung der Fischerei bleibt in der Wasserzone gewährleistet. In der Naturschutzzone ist die Angelfischerei von den auf Plan und im Feld markierten Wegen oder Plätzen aus gestattet.